# Liste der Biografien/Anders
Liste der Biografien |
Portal Biografien |
Personensuche
# |
A |
B |
C |
D |
E |
F |
G |
H |
I |
J |
K |
L |
M |
N |
O |
P |
Q |
R |
S |
T |
U |
V |
W |
X |
Y |
Z |
?
 
Aa |
Ab |
Ac |
Ad |
Ae |
Af |
Ag |
Ah |
Ai |
Aj |
Ak |
Al |
Am |
An |
Ao |
Ap |
Aq |
Ar |
As |
At |
Au |
Av |
Aw |
Ax |
Ay |
Az
 
Ana–Anc |
And |
Ane |
Anf |
Ang |
Anh |
Ani |
Anj |
Ank |
Anl |
Anm |
Ann |
Ano |
Anp |
Anq |
Anr |
Ans |
Ant–Anz
 
Anda |
Ande |
Andh |
Andi |
Andj |
Andl |
Ando |
Andr |
Ands |
Andu |
Andy |
Andz
 
Andec |
Andel |
Andem |
Anden |
Andeo |
Ander |
Andes |
Andet |
Andew |
Andex
 
Andera |
Anderb |
Andere |
Anderg |
Anderh |
Anderi |
Anderk |
Anderl |
Anderm |
Andern |
Anderr |
Anders |
Andert |
Anderw |
Anderz
Die Liste der Biografien führt alle Personen auf, die in der deutschsprachigen Wikipedia einen Artikel haben. Dieses ist eine Teilliste mit 1145 Einträgen von Personen, deren Namen mit den Buchstaben „Anders“ beginnt.

## Anders
- Anders Causse, Rosa, kubanische Anwältin und Politikerin
- Anders von Porodim, Bernhard Joseph Ritter (1752–1827), österreichischer Beamter
- Anders, Allison (* 1954), US-amerikanische Drehbuchautorin, Film- und FernsehregisseurinAllison Anders (* 1954)

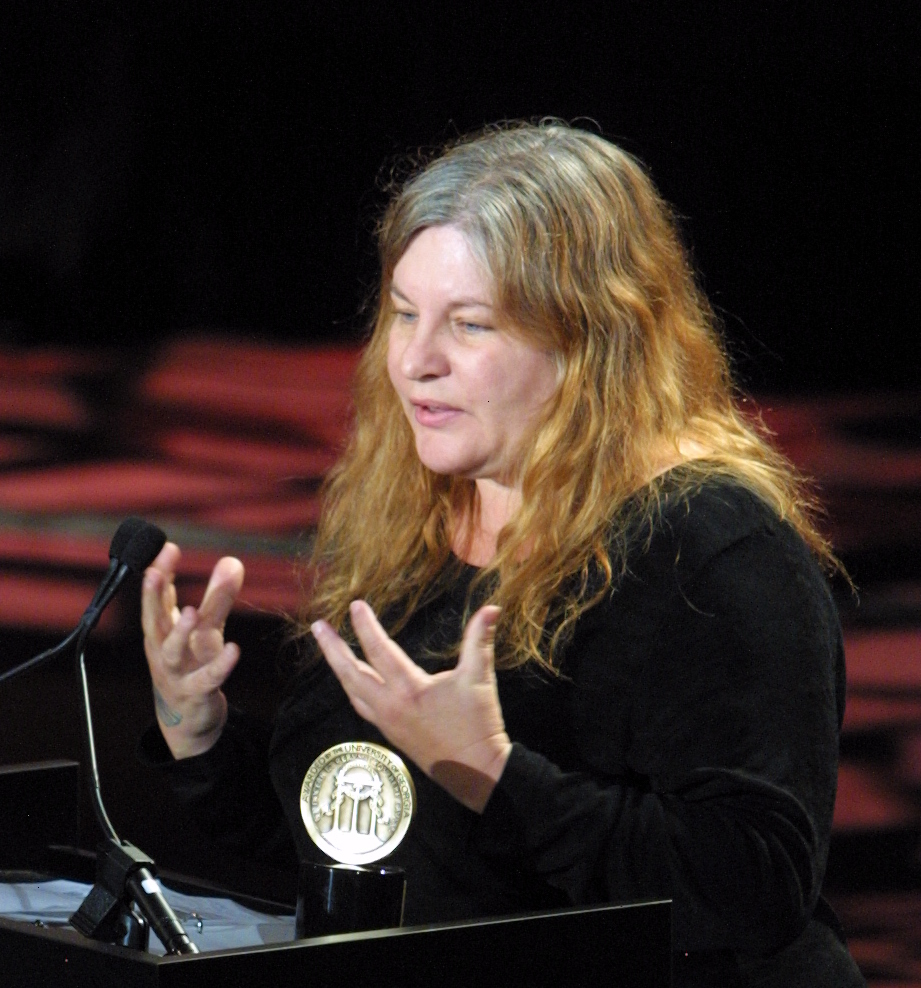
Allison Anders (* 1954)

- Anders, André (* 1961), deutsch-amerikanischer Experimentalphysiker
- Anders, Andrea (* 1975), US-amerikanische Schauspielerin
- Anders, Anna (* 1959), deutsche Künstlerin
- Anders, Anna Maria (* 1950), polnische Politikerin
- Anders, Artur (1896–1976), deutscher Politiker (SPD), MdB
- Anders, Barbara, deutsche Drehbuchautorin und Filmarchitektin
- Anders, Bernd (* 1942), deutscher Boxer
- Anders, Beth (* 1951), US-amerikanische Hockeyspielerin
- Anders, Birgit (* 1952), deutsche Schauspielerin
- Anders, Birk (* 1967), deutscher Biathlet
- Anders, Carl (1893–1972), deutscher Offizier, Generalmajor der Wehrmacht im Zweiten Weltkrieg
- Anders, Charles Richard (1929–2020), US-amerikanischer Komponist, lutherischer Pfarrer und Herausgeber
- Anders, Charlie Jane (* 1969), amerikanische Science-Fiction-Autorin
- Anders, Christian (* 1945), österreichischer Sänger
- Anders, Christoph (* 1936), deutscher Politiker (SED) und Oberbürgermeister von Halle (Saale)
- Anders, David (* 1981), US-amerikanischer SchauspielerDavid Anders (* 1981)

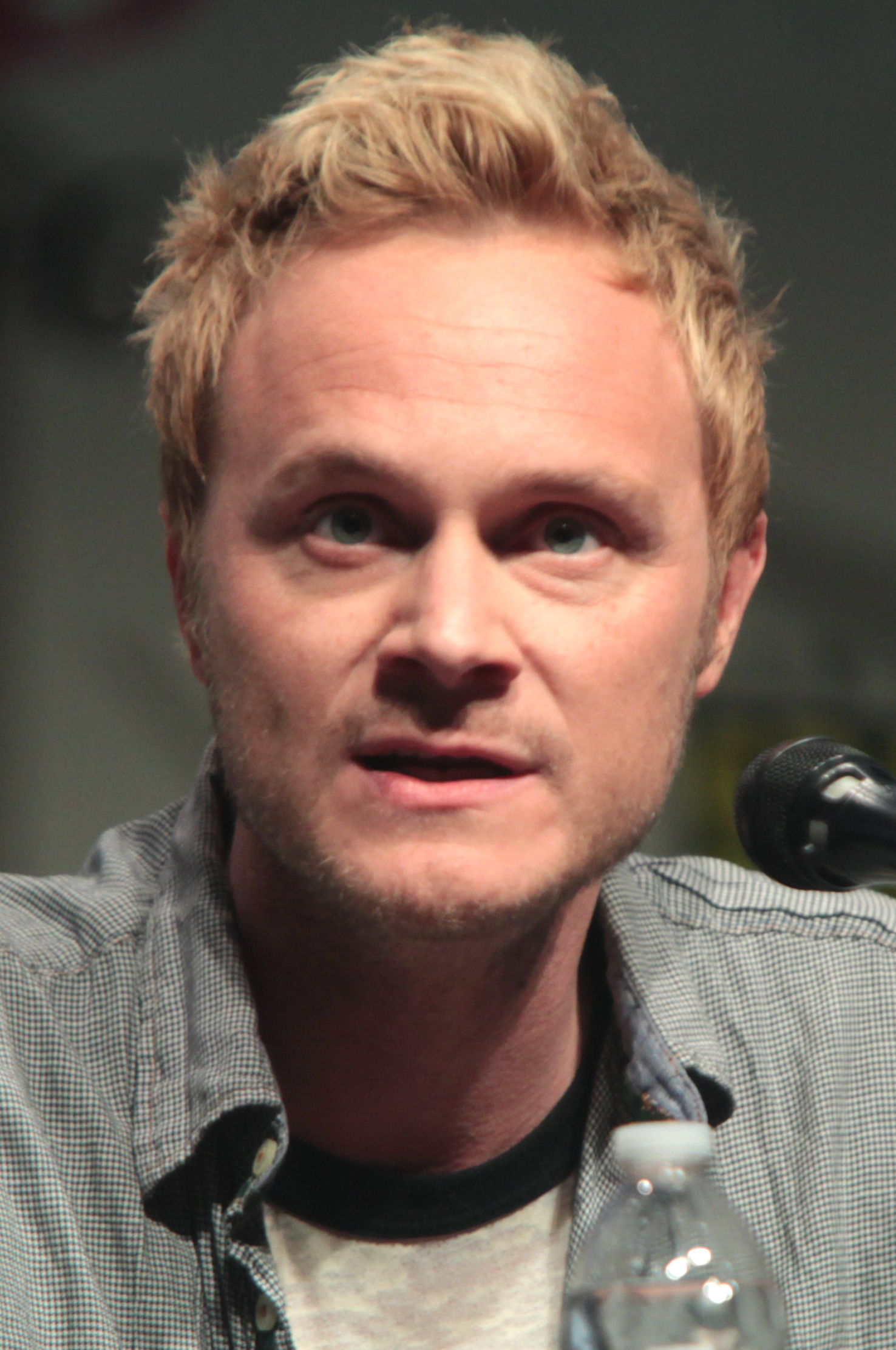
David Anders (* 1981)

- Anders, Dieter (1938–2009), deutscher Fußballspieler
- Anders, Dieter (1944–2023), deutscher Jurist, Generalstaatsanwalt in Frankfurt am Main
- Anders, Dirk (* 1966), deutscher Fußballspieler
- Anders, Edward (1926–2025), lettisch-amerikanischer Geochemiker und Holocaustforscher
- Anders, Erich (1883–1955), deutscher Komponist
- Anders, Ernst (1845–1911), deutscher Porträt und Genremaler
- Anders, Ernst (1928–1991), österreichischer Schauspieler
- Anders, Ernst Rudolf (1872–1937), deutscher Unternehmer
- Anders, Erwin (1908–1972), deutscher Kameramann
- Anders, Fedir (1868–1926), ukrainischer Ingenieur und Erbauer des ersten ukrainischen Luftschiffs
- Anders, Ferdinand (1930–2023), österreichischer Historiker und Völkerkundler
- Anders, Florian (* 1980), deutscher Filmregisseur, Drehbuchautor, Filmproduzent und Schriftsteller
- Anders, Franz Julius (1816–1869), deutscher Stenograf
- Anders, Frieder (* 1944), deutscher Meister des Taijiquan
- Anders, Friedrich (1808–1875), deutscher Jurist und Politiker
- Anders, Friedrich August (* 1826), deutscher Porträtmaler
- Anders, Fritz (1919–1999), deutscher Genetiker und Molekularbiologe
- Anders, Georg (1895–1972), deutscher Jurist, Beamteter Staatssekretär
- Anders, Georg (* 1942), deutscher Sportsoziologe, Sportökonom, Hochschullehrer
- Anders, Glenn (1889–1981), US-amerikanischer Theater- und Filmschauspieler
- Anders, Gotthold (1857–1936), deutscher Politiker (NLP, DVP), MdL
- Anders, Günther (1902–1992), deutsch-österreichischer Philosoph und EssayistGünther Anders (1902–1992)

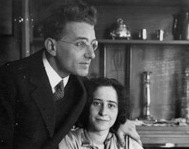
Günther Anders (1902–1992)

- Anders, Günther (1908–1977), deutscher Kameramann
- Anders, Hanns-Jörg (* 1942), deutscher Fotograf
- Anders, Hans (1886–1953), deutscher Mediziner und Pathologe
- Anders, Helga (1948–1986), deutsch-österreichische Schauspielerin und Synchronsprecherin
- Anders, Helmut (1928–1985), deutscher Rechtswissenschaftler, Historiker und Professor für Wissenschaftlichen Kommunismus
- Anders, Hermann (* 1936), deutscher Jazzmusiker und Komponist
- Anders, Hildegunde Fritzi (1904–1944), deutsche Schriftstellerin
- Anders, Irena (1920–2010), polnische Schauspielerin
- Anders, Joe (* 2003), US-amerikanisch-französischer Schauspieler
- Anders, Jonas (* 1987), deutscher Schauspieler
- Anders, Jorge (* 1939), US-amerikanischer Jazzmusiker, Arrangeur und Bandleader
- Anders, Jörn (1964–2022), deutscher Jazzmusiker (Trompete)
- Anders, Joseph (1795–1869), österreichischer Militär
- Anders, Karl (1907–1997), deutscher Politiker (KPD, SPD), Journalist und Verleger
- Anders, Kathrin (* 1982), deutsche Politikerin (Bündnis 90/Die Grünen), MdL
- Anders, Kimble (* 1966), US-amerikanischer American-Football-Spieler
- Anders, Klaus (* 1952), deutscher Dichter und Übersetzer
- Anders, Luana (1938–1996), US-amerikanische Schauspielerin
- Anders, Maria (1926–1997), deutsche Historikerin
- Anders, Merry (1934–2012), US-amerikanische Schauspielerin
- Anders, Monika (* 1951), deutsche Juristin und Autorin
- Anders, Olaf (* 1944), deutscher Mediziner
- Anders, Oliver (* 1970), deutscher Behindertensportler (Schwimmen)
- Anders, Olivier (* 1942), deutscher Militär, Offizier der DDR
- Anders, Peter (1908–1954), deutscher Opernsänger (Tenor)
- Anders, Peter (* 1946), deutscher Fußballspieler
- Anders, Peter (1949–2020), deutscher Fußballspieler
- Anders, Petra (* 1972), deutsche Fachdidaktikerin Deutsch und Hochschullehrerin
- Anders, Rayk (* 1987), deutscher JournalistRayk Anders (* 1987)

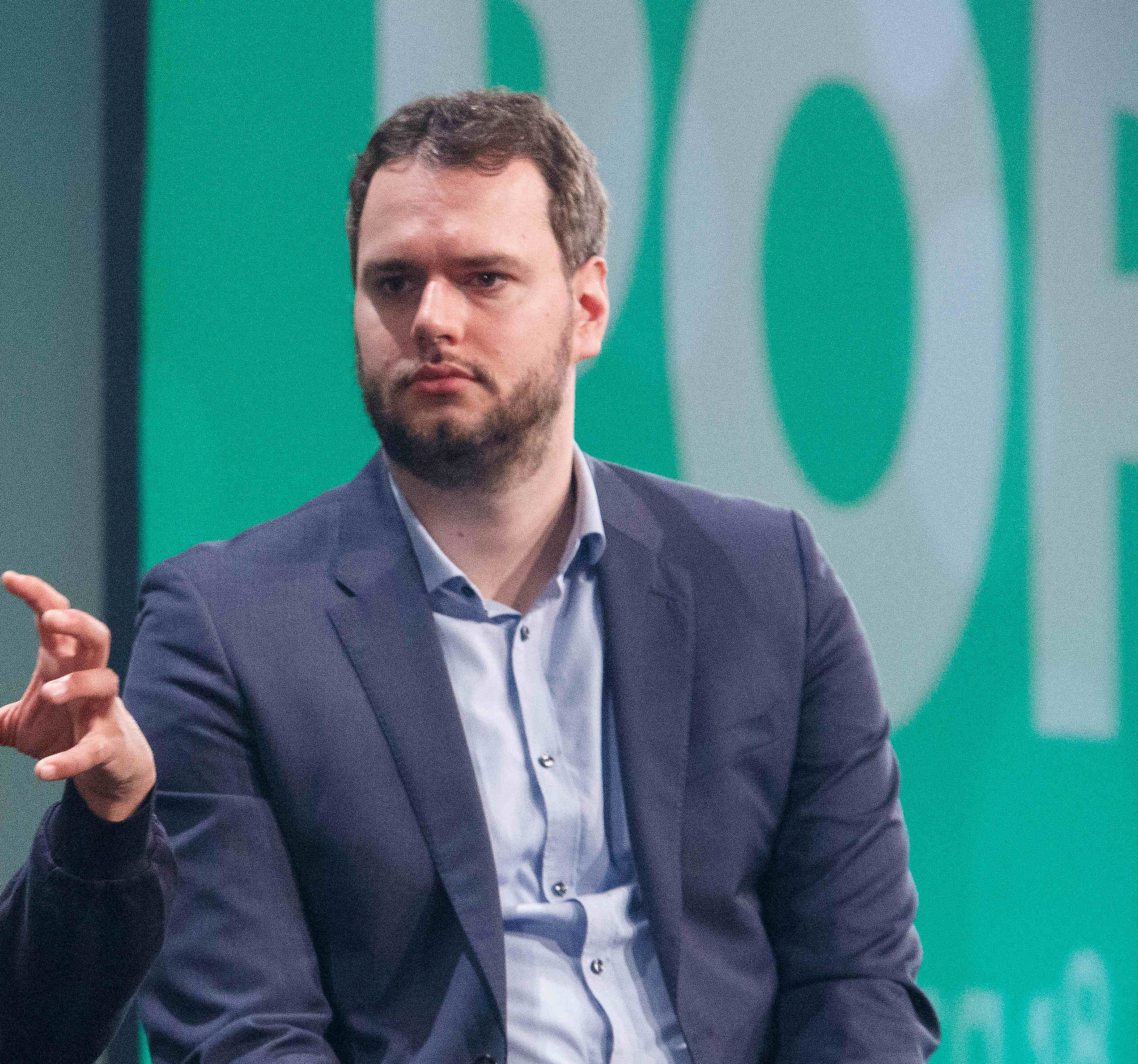
Rayk Anders (* 1987)

- Anders, Reinhard (1940–2025), deutscher Tierarzt, Politiker (CDU), MdV
- Anders, Richard (1853–1917), deutscher Bildhauer und Hochschullehrer
- Anders, Richard (1928–2012), deutscher Schriftsteller
- Anders, Sean (* 1969), US-amerikanischer Filmregisseur und Drehbuchautor
- Anders, Sigrid (* 1961), deutsche Ruderin
- Anders, Sonja (* 1965), deutsche Chefdramaturgin und Intendantin
- Anders, Sören (* 1985), deutscher Koch
- Anders, Thomas (* 1963), deutscher PopsängerThomas Anders (* 1963)

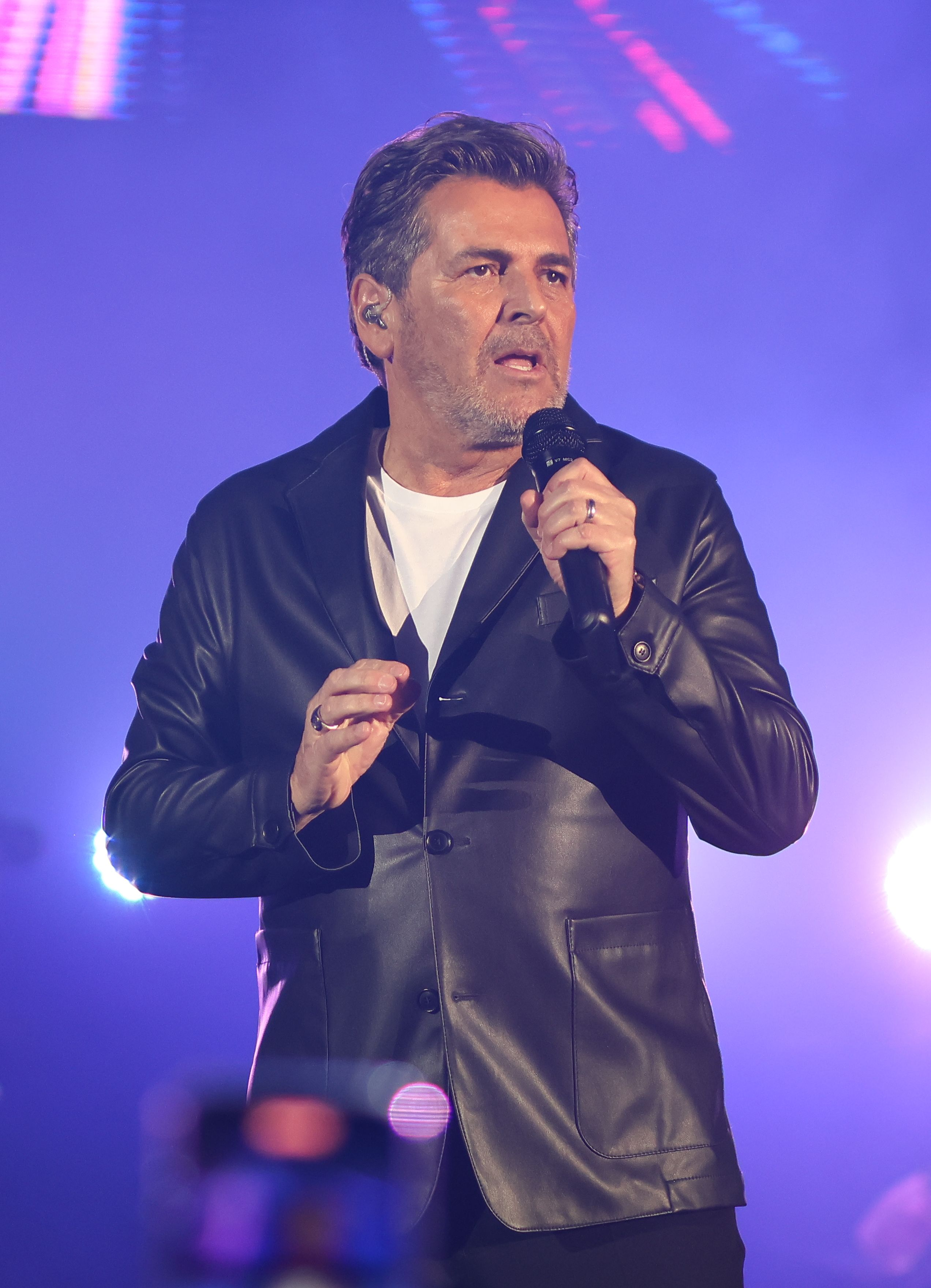
Thomas Anders (* 1963)

- Anders, Ursula (1938–2025), deutsche Sängerin und Schlagzeugerin
- Anders, Willi († 1971), deutscher Schauspieler und Hörspielsprecher
- Anders, William (1820–1873), deutscher Jurist und Politiker
- Anders, William (1933–2024), US-amerikanischer Luftwaffenoffizier und Astronaut
- Anders, Władysław (1892–1970), polnischer General und Politiker
- Anders, Wolfgang (* 1955), deutscher Betriebswirt, Professor und ehemaliger Präsident der Hochschule Ludwigshafen/Rhein
- Anders, Yvonne (* 1977), deutsche Psychologin, Pädagogin und Hochschullehrerin
- Anders-Rudes, Isabella (* 1968), deutsche Rechtswissenschaftlerin
- Anders-von Ahlften, Angelika (1949–2008), deutsche Biophysikerin

### Andersa
- Andersag, Hans (1902–1955), deutscher Wissenschaftler
- Andersag, Michael (1799–1864), österreichisch-amerikanischer Kirchen- und Porträtmaler

### Andersc
- Andersch, Alfred (1914–1980), deutscher Schriftsteller
- Andersch, Gisela (1913–1987), deutsche Malerin, Graphikerin und Kollagekünstlerin
- Andersch, Lena (* 1991), deutsche Hockeyspielerin
- Andersch, Martin (1921–1992), deutscher Maler, Grafiker und Hochschullehrer
- Andersch, Richard (1868–1921), deutscher Gewerkschaftsfunktionär und Politiker (SPD)
- Andersch-Marcus, Anna (1914–2005), deutsche Malerin und Glasmalerin

### Andersd
- Andersdotter, Amelia (* 1987), schwedische Politikerin, MdEP

### Anderse
- Anderseck, Klaus (* 1938), deutscher Ökonom und ehemaliger Hochschullehrer
- Andersen Nexø, Martin (1869–1954), dänischer Schriftsteller
- Andersen, Aage (1883–1976), dänischer Fußballspieler
- Andersen, Ådne (* 1994), norwegischer Mittel- und Langstreckenläufer
- Andersen, Albert (1891–1977), dänischer Langstreckenläufer
- Andersen, Aleksander Fjeld (* 1997), norwegischer Biathlet
- Andersen, Alex Høgh (* 1994), dänischer SchauspielerAlex Høgh Andersen (* 1994)

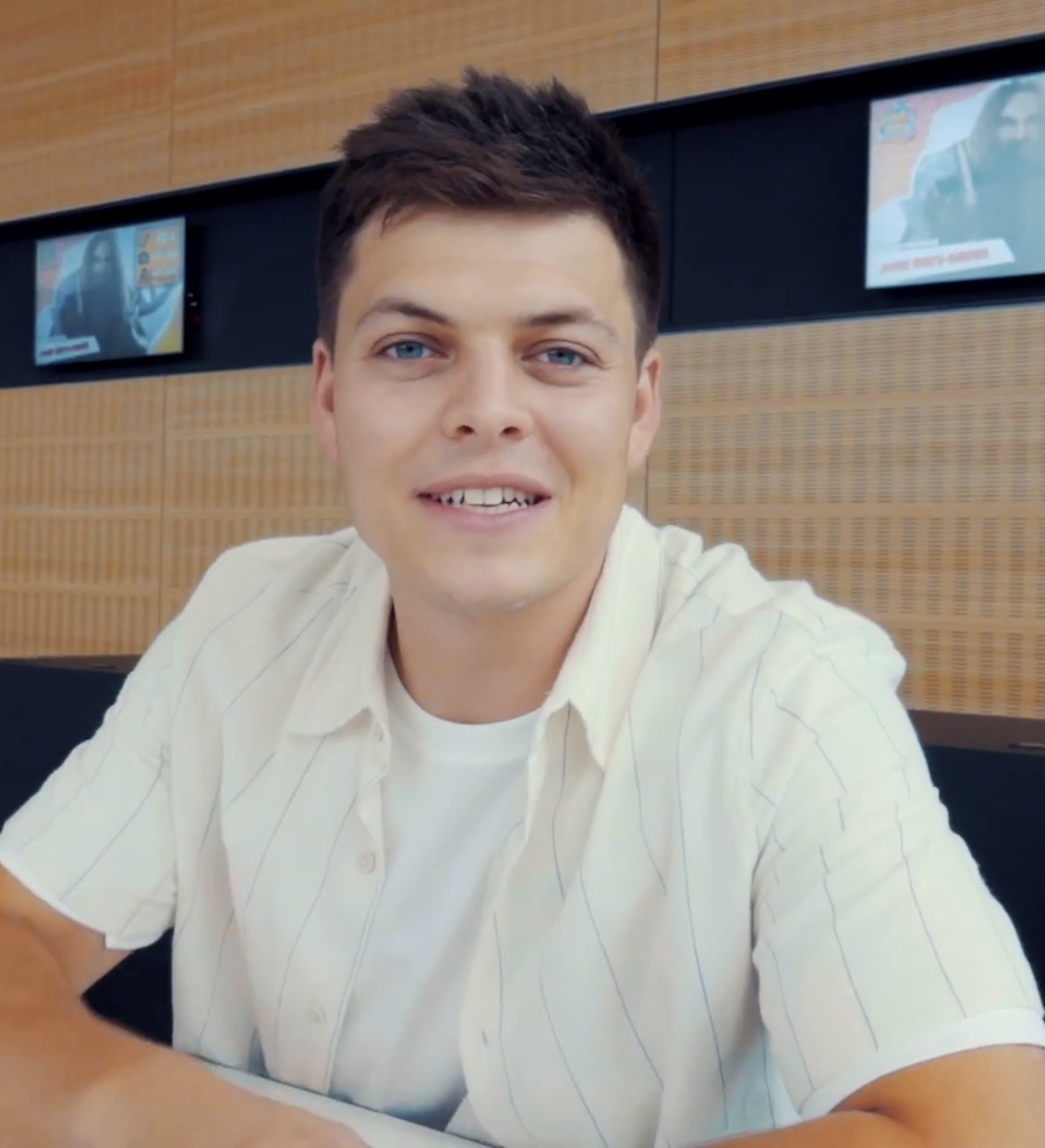
Alex Høgh Andersen (* 1994)

- Andersen, Alf (1906–1975), norwegischer Skispringer
- Andersen, Alf (1928–2010), dänischer Opernsänger (Bassbariton) und Schauspieler
- Andersen, Alfred Gereon (* 1884), dänisch-amerikanischer Journalist
- Andersen, Alsing (1893–1962), dänischer sozialdemokratischer Politiker
- Andersen, Anders (1912–2006), dänischer Politiker, Mitglied des Folketing
- Andersen, Andreas (1799–1879), deutscher Merkantilschiffskapitän und Kommunalpolitiker
- Andersen, Angela (* 1960), deutsche Journalistin, Filmemacherin und Regisseurin
- Andersen, Anja (* 1969), dänische Handballspielerin und -trainerin
- Andersen, Anja Cetti (* 1965), dänische Astrophysikerin und Hochschullehrerin
- Andersen, Anne Dsane (* 1992), dänische Ruderin
- Andersen, Anton Jörgen (1845–1926), norwegischer Komponist
- Andersen, Arild (* 1945), norwegischer Jazz-Bassist und Komponist
- Andersen, Arthur E. (1885–1947), US-amerikanischer Unternehmer, Gründer von Arthur Andersen LLP
- Andersen, Asbjørn (1903–1978), dänischer Schauspieler und Regisseur
- Andersen, Asbjørn (1922–1970), norwegischer Fußballspieler
- Andersen, Asbjørn Kragh (* 1992), dänischer Radrennfahrer
- Andersen, Astrid Hjertenæs (1915–1985), norwegische Schriftstellerin
- Andersen, Axel (1891–1931), dänischer Turner
- Andersen, Benny (1929–2018), dänischer Schriftsteller, Lyriker, Komponist und Pianist
- Andersen, Bo Milton (* 1974), dänischer Handballspieler und -trainer
- Andersen, Børge (1934–1993), dänischer Schachspieler
- Andersen, Bridgette (1975–1997), US-amerikanische Filmschauspielerin und Model
- Andersen, Britta (* 1979), dänische Badmintonspielerin
- Andersen, Brooke (* 1995), US-amerikanische Hammerwerferin
- Andersen, Camilla (* 1973), dänische Handballspielerin
- Andersen, Carl (1958–2012), österreichischer Filmkritiker und Regisseur
- Andersen, Carl Albert (1876–1951), norwegischer Leichtathlet
- Andersen, Carl-Ebbe (1929–2009), dänischer Ruderer
- Andersen, Chris (* 1978), US-amerikanischer BasketballspielerChris Andersen (* 1978)

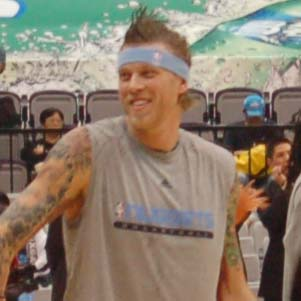
Chris Andersen (* 1978)

- Andersen, Claus (* 1951), dänischer Badmintonspieler
- Andersen, Dag Terje (* 1957), norwegischer Politiker, Mitglied des Storting
- Andersen, David (* 1980), australischer Basketballspieler
- Andersen, David (* 1983), norwegischer Skispringer
- Andersen, Dennis (* 1974), dänischer Autorennfahrer
- Andersen, Dieter (1916–1994), deutscher lutherischer Geistlicher und Bischof
- Andersen, Dorothy Hansine (1901–1963), US-amerikanische Kinderärztin
- Andersen, Dorthe (* 1968), dänische Sängerin und TV-Moderatorin
- Andersen, Elga (1935–1994), deutsche Schauspielerin und Sängerin
- Andersen, Elisabeth (1920–2018), niederländische Schauspielerin
- Andersen, Elmer L. (1909–2004), US-amerikanischer Politiker
- Andersen, Eric (* 1943), US-amerikanischer Sänger und Songschreiber
- Andersen, Erich R. (1937–2025), deutscher Schriftsteller und Hörspielautor
- Andersen, Erik Bo (* 1970), dänischer Fußballspieler
- Andersen, Erik Eloe (1902–1980), dänischer Radrennfahrer
- Andersen, Erik Sparre (1919–2003), dänischer Mathematiker
- Andersen, Erika (* 1952), US-amerikanische Unternehmensberaterin
- Andersen, Erling (1905–1993), US-amerikanischer Skisportler
- Andersen, Espen (* 1961), norwegischer Nordischer Kombinierer
- Andersen, Espen (* 1993), norwegischer Nordischer Kombinierer
- Andersen, Fero (* 1982), deutscher Fernsehmoderator
- Andersen, Filip Fjeld (* 1999), norwegischer Biathlet
- Andersen, Finn (* 1990), dänisch-deutscher E-SportlerFinn Andersen (* 1990)

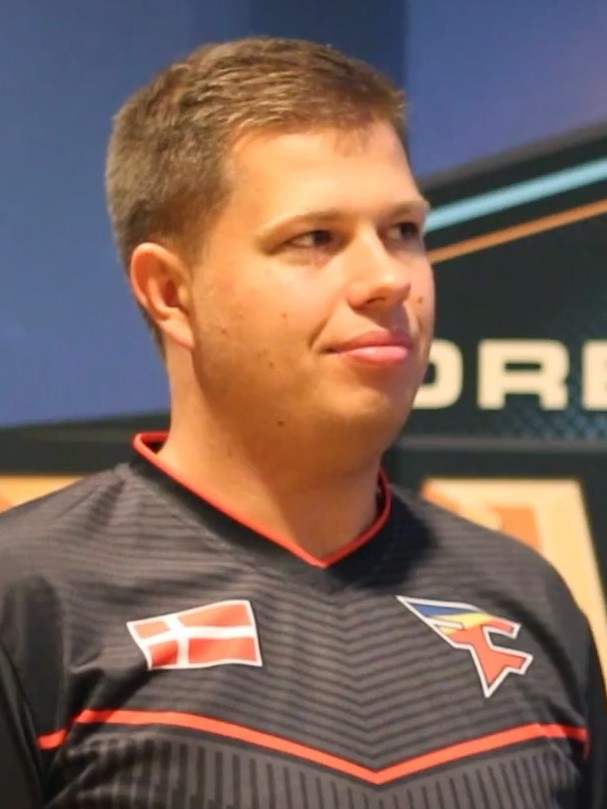
Finn Andersen (* 1990)

- Andersen, Flemming (* 1968), dänischer Comiczeichner
- Andersen, Frederik (* 1989), dänischer Eishockeytorhüter
- Andersen, Frederik Bo (* 1998), dänischer Handballspieler
- Andersen, Frederik Kobberup (1920–2003), dänischer Kanute
- Andersen, Friedrich (1860–1940), deutscher evangelischer Theologe und Wegbereiter des Nationalsozialismus
- Andersen, Fritiof Normann (1898–1954), dänischer Sprinter und Weitspringer
- Andersen, Geir (* 1964), norwegischer Nordischer Kombinierer
- Andersen, Georg (* 1887), deutscher Ringer
- Andersen, Georg (* 1963), norwegischer Kugelstoßer
- Andersen, Gil (1879–1935), norwegisch-US-amerikanischer Automobilrennfahrer und Mitbegründer der Revere Motor Car Corporation
- Andersen, Ginny, neuseeländische Politikerin (Labour Party)
- Andersen, Gitte (* 1977), dänische Fußballspielerin
- Andersen, Gotha (1921–1984), dänischer Schauspieler, Drehbuchautor und Lehrer
- Andersen, Greta (1927–2023), dänische Schwimmerin
- Andersen, Gunnar (1890–1968), norwegischer Fußballspieler und Skispringer
- Andersen, Gunnar (1909–1988), norwegischer Skispringer
- Andersen, Gunnar (1911–1981), dänischer Radrennfahrer
- Andersen, Håkon (* 1978), norwegischer Biathlet
- Andersen, Hans (1900–1974), dänischer Generalmajor
- Andersen, Hans C. (* 1941), US-amerikanischer Chemiker (Theoretische Chemie, Statistische Mechanik, Computersimulation)

Hans Christian Andersen (1805–1875)

- Andersen, Hans Christian (1805–1875), dänischer Dichter und SchriftstellerHans Christian Andersen (1805–1875)
- Andersen, Hans Christian (* 1971), norwegischer Hörfunkmoderator, Musiker und Unternehmer
- Andersen, Hans Henrik (1937–2012), dänischer Atomphysiker
- Andersen, Hedwig (1866–1957), deutsche Logopädin
- Andersen, Heidi (* 1963), norwegische Judoka
- Andersen, Helle, dänische Badmintonspielerin
- Andersen, Henriette (* 1963), niederländische Jazzsängerin
- Andersen, Henrik (* 1965), dänischer Fußballspieler
- Andersen, Herluf (1931–2013), dänischer Bogenschütze
- Andersen, Herman Carl (1897–1978), US-amerikanischer Politiker
- Andersen, Hermann (1901–1989), deutscher Politiker (FDP), MdL
- Andersen, Hildur (1864–1956), norwegische Pianistin
- Andersen, Hjalmar (1923–2013), norwegischer Eisschnellläufer
- Andersen, Hjalmart (1889–1974), dänischer Turner
- Andersen, Idar (* 1999), norwegischer Radrennfahrer
- Andersen, Inger (* 1958), dänische Ökonomin und ÖkologinInger Andersen (* 1958)

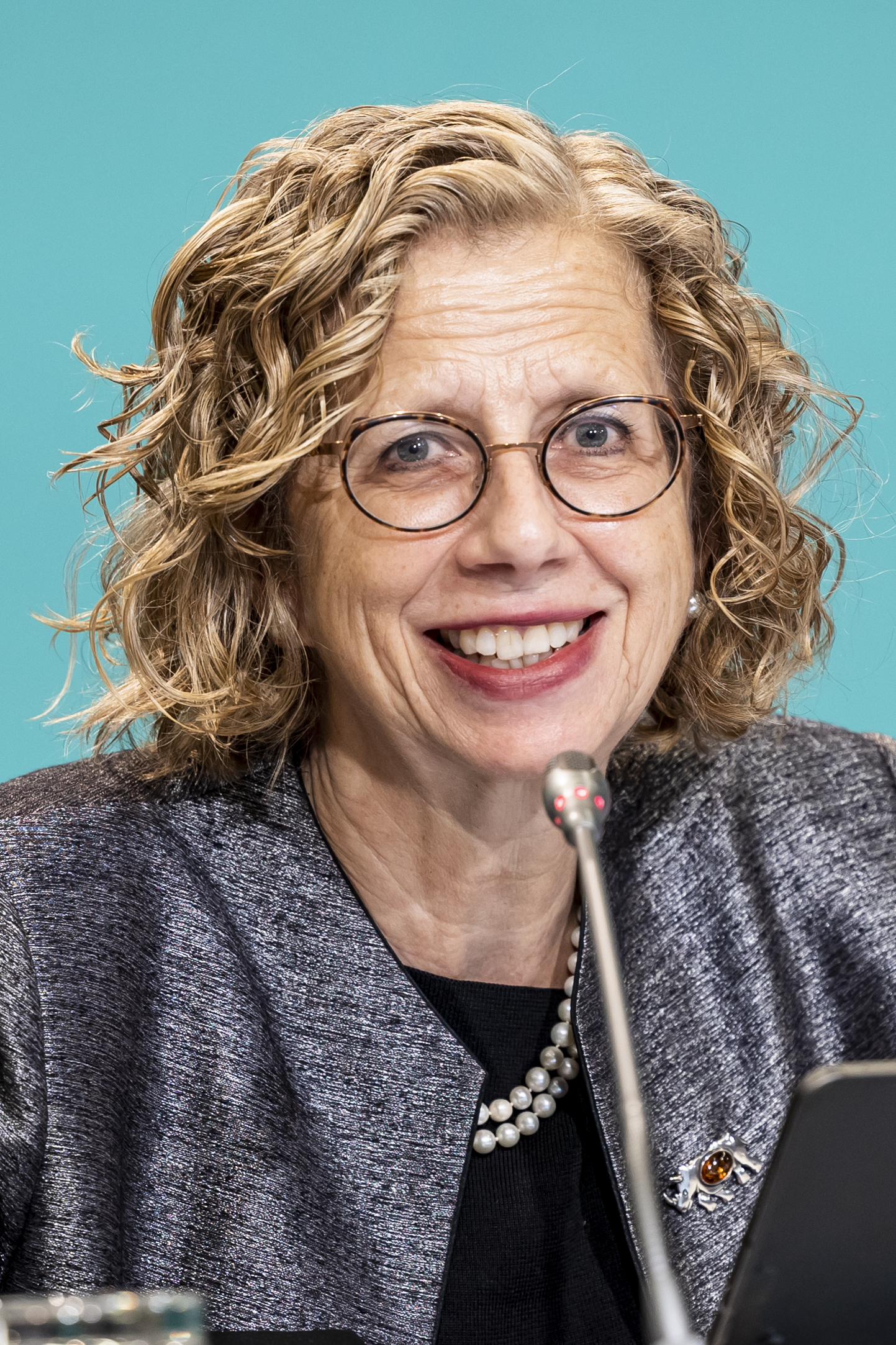
Inger Andersen (* 1958)

- Andersen, Iver Tildheim (* 2000), norwegischer Skilangläufer
- Andersen, Jacob (* 2004), dänischer Fußballspieler
- Andersen, James Roy (1904–1945), US-amerikanischer General
- Andersen, Jens (* 1955), dänischer Journalist und Schriftsteller
- Andersen, Jep Nissen (1896–1974), deutscher Schriftsteller
- Andersen, Jeß (1924–2009), deutscher Jurist, Richter am Bundesfinanzhof
- Andersen, Jette (* 1959), dänische Fußballspielerin
- Andersen, Jim Ronny (* 1975), norwegischer Badmintonspieler
- Andersen, Joachim (1847–1909), dänischer Flötist, Dirigent und Komponist
- Andersen, Joachim (* 1996), dänischer Fußballspieler
- Andersen, Johannes (1760–1825), grönländischer Bauer
- Andersen, Johannes (1888–1967), norwegischer Langstreckenläufer
- Andersen, Johannes (1943–2020), dänischer Astronom
- Andersen, Johannes Carl (1873–1962), neuseeländischer Staatsbediensteter, Dichter, Ethnologe, Bibliothekar, Herausgeber und Historiker
- Andersen, Johannes Sigfred (1898–1970), norwegischer Verbrecher und Widerstandskämpfer
- Andersen, John (* 1961), dänischer Fußballspieler
- Andersen, Jolene, US-amerikanische Schauspielerin, Synchronsprecherin und Model
- Andersen, Jon Lindenchrone (* 1997), dänischer HandballspielerJon Lindenchrone Andersen (* 1997)

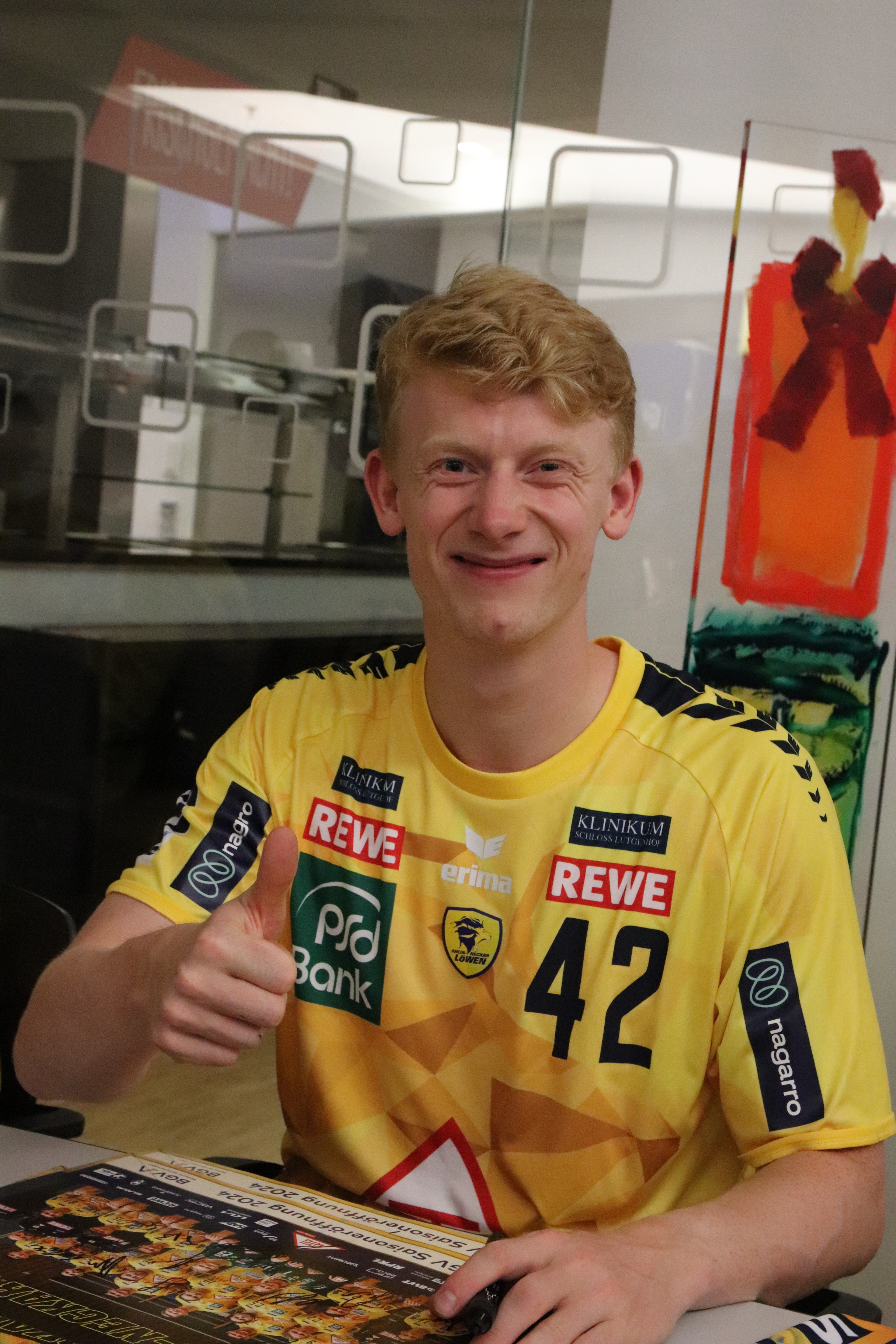
Jon Lindenchrone Andersen (* 1997)

- Andersen, Jonas (* 1981), norwegischer Eishockeyspieler
- Andersen, Jørgen (1886–1973), norwegischer Turner
- Andersen, Jörgen (1905–1993), deutscher Politiker (SSW), MdL
- Andersen, Jørn (* 1963), norwegisch-deutscher Fußballspieler und -trainerJørn Andersen (* 1963)
- Andersen, Judith (* 1951), dänische Ruderin

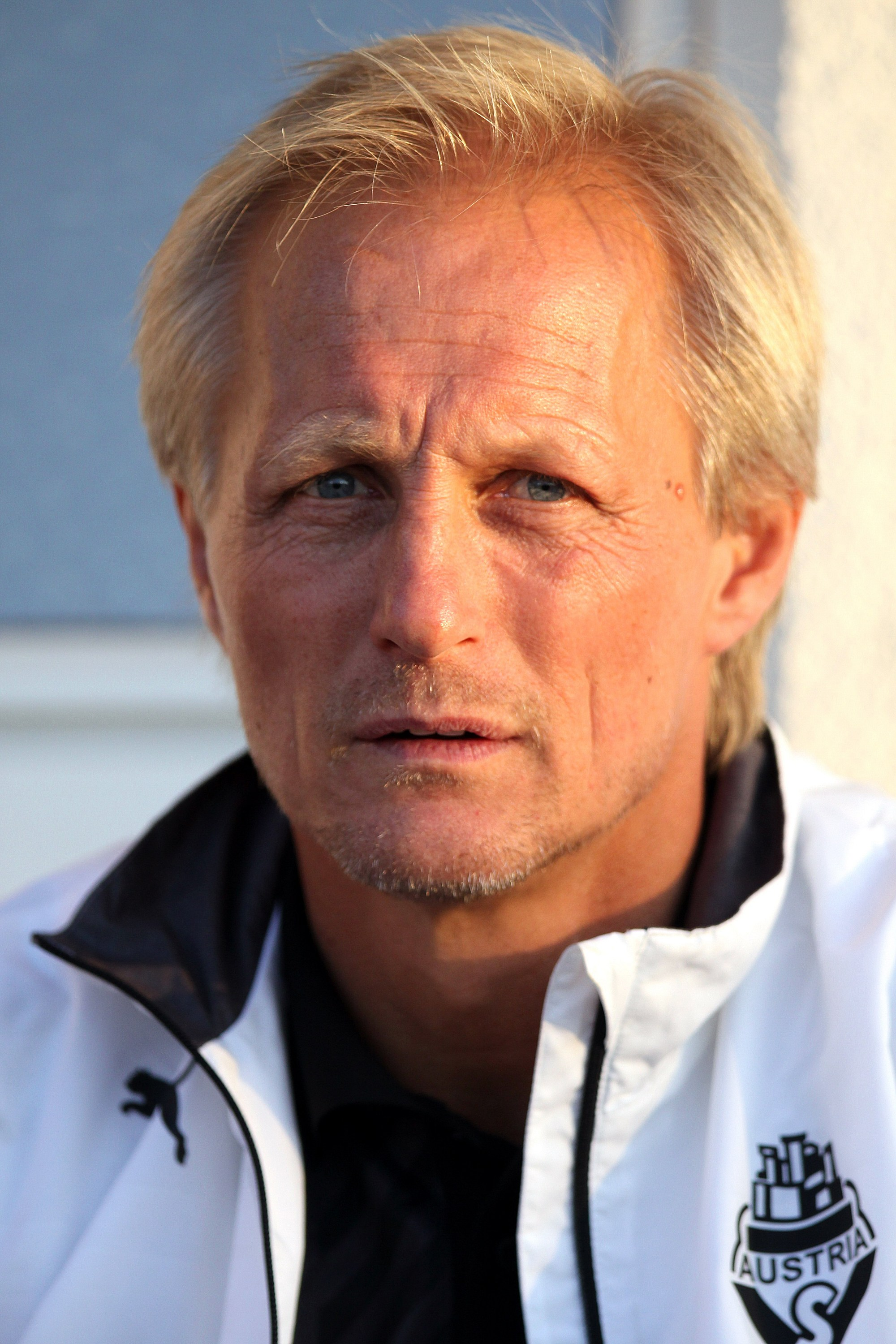
Jørn Andersen (* 1963)

- Andersen, Jürgen († 1679), Hardesvogt und Autor einer Reisebeschreibung
- Andersen, Just (1884–1943), dänischer Bildhauer und Silberschmied
- Andersen, Kaj (* 1899), dänischer Badmintonspieler und Leichtathlet
- Andersen, Karin (1927–2013), deutsche Schauspielerin
- Andersen, Karin (* 1952), norwegische Politikerin
- Andersen, Karl (1903–1970), norwegischer Cellist, Komponist und Musikpädagoge
- Andersen, Karl Theodor (1898–1974), deutscher Zoologe und Hochschullehrer
- Andersen, Kasper (* 1984), dänischer Rennfahrer
- Andersen, Kasper Irming (* 1986), dänischer Handballspieler
- Andersen, Kenneth (* 1967), dänischer Fußballtrainer
- Andersen, Kim (* 1958), dänischer Radrennfahrer und Sportlicher Leiter
- Andersen, Kim Ry (1946–2024), dänischer Musikmanager und Politiker
- Andersen, Kirsti (* 1941), dänische Mathematikhistorikerin
- Andersen, Knud (1922–1997), dänischer Radrennfahrer
- Andersen, Knud Børge (1914–1984), dänischer Politiker, Mitglied des Folketing
- Andersen, Knud Christian (1867–1918), dänischer Zoologe
- Andersen, Knut (1931–2019), norwegischer Filmregisseur, Drehbuchautor, Schauspieler und Filmeditor
- Andersen, Kristian Eidnes (* 1966), dänischer Komponist und Tontechniker
- Andersen, Kristine (* 1976), dänische Handballspielerin
- Andersen, Kristoffer (* 1985), belgischer Fußballspieler
- Andersen, Kurt (1898–2003), deutscher Brigadegeneral sowie Inspekteur des Bundesgrenzschutzes
- Andersen, Lærke Winther (* 1975), dänische Schauspielerin
- Andersen, Lale (1905–1972), deutsche Sängerin und SchauspielerinLale Andersen (1905–1972)

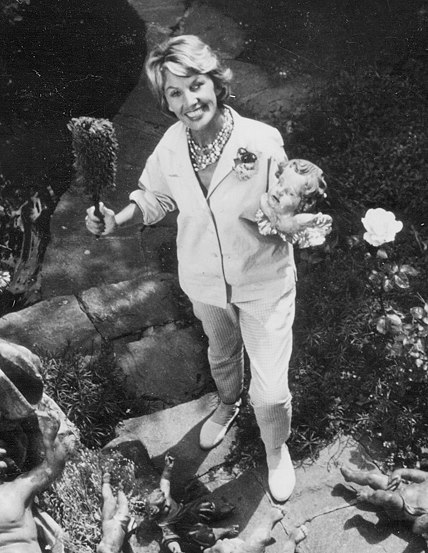
Lale Andersen (1905–1972)

- Andersen, Lars (* 1964), dänischer Maler und Schriftsteller
- Andersen, Laurids Skovgaard (* 2001), dänischer Schauspieler und Synchronsprecher
- Andersen, Lauritz (* 1887), dänischer Fußballschiedsrichter
- Andersen, Leif Esper (1940–1979), dänischer Lehrer, Maler, Bildhauer und Verfasser von Jugendbüchern
- Andersen, Linda (* 1969), norwegische Seglerin
- Andersen, Lotte (* 1963), dänische Schauspielerin, Sängerin, Dokumentarfilmerin und Autorin
- Andersen, Lucas (* 1994), dänischer Fußballspieler
- Andersen, Lykke May (* 1982), dänisches Model und MannequinLykke May Andersen (* 1982)

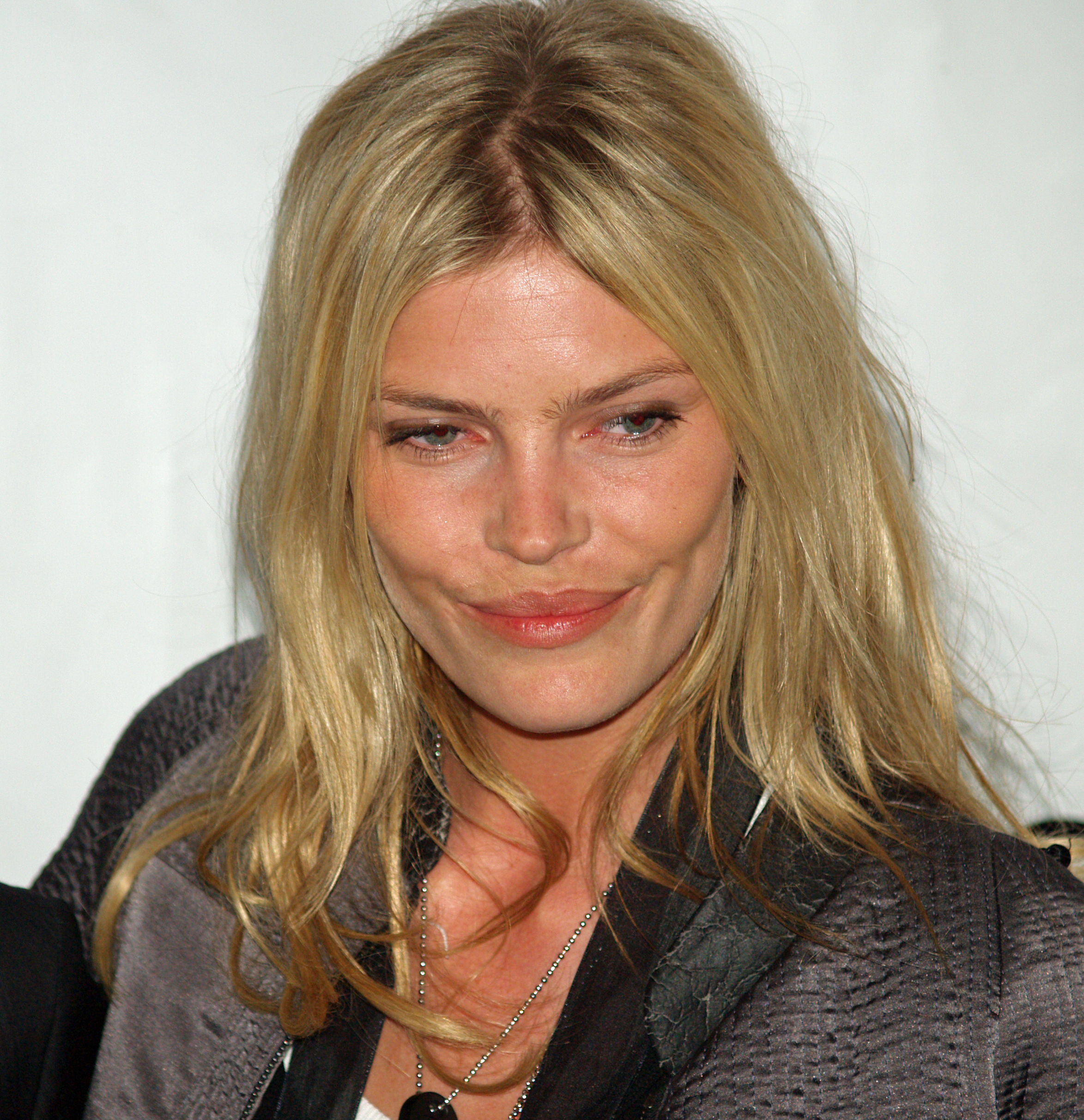
Lykke May Andersen (* 1982)

- Andersen, Mads (* 1995), dänischer Schachspieler
- Andersen, Mads Kruse (* 1978), dänischer Ruderer
- Andersen, Magnus (1916–1994), norwegischer Politiker (Arbeiderpartiet), Minister und Wirtschaftsmanager
- Andersen, Magnus (* 1975), norwegischer Handballspieler
- Andersen, Magnus Juhl (* 1997), dänischer Schauspieler
- Andersen, Magnus Kofod (* 1999), dänischer Fußballspieler
- Andersen, Mai Hygum (* 1982), dänisch-grönländische Handballspielerin
- Andersen, Maj Britt (* 1956), norwegische Musikerin und Schauspielerin
- Andersen, Margarethe (1899–1998), deutsche, ehemalige Schauspielerin
- Andersen, Margrethe Thårup (* 1981), grönländische Politikerin (Demokraatit)
- Andersen, Marguerite (1924–2022), deutsch-kanadische Feministin, Schriftstellerin, Essayistin und Dichterin
- Andersen, Marianne (* 1980), norwegische Orientierungsläuferin
- Andersen, Marilyne (* 1974), Schweizer Bauphysikerin
- Andersen, Michael (* 1974), dänischer Basketballspieler
- Andersen, Mikkel (* 1988), dänischer Fußballspieler
- Andersen, Morten (* 1960), dänischer American-Football-Spieler
- Andersen, Nanna, dänische Fußballschiedsrichterin
- Andersen, Neil L. (* 1951), US-amerikanischer Apostel der Kirche Jesu Christi der Heiligen der Letzten Tage
- Andersen, Nicklas Svale (* 1991), dänischer Schauspieler
- Andersén, Niclas (* 1988), schwedischer Eishockeyspieler
- Andersen, Nicolai (1862–1919), dänischer Sprachforscher, Redakteur und Volksdichter
- Andersen, Niels (1867–1930), dänischer Sportschütze
- Andersen, Niels (* 1942), dänischer Schauspieler und Theaterregisseur
- Andersen, Niels Åkerstrøm (* 1964), dänischer Sozialwissenschaftler und Hochschullehrer
- Andersen, Niels Alfred (1843–1900), dänischer Kaufmann und Inspektor in Grönland
- Andersen, Niklas (* 1988), deutscher Fußballspieler
- Andersen, Niklas (* 1997), dänischer Eishockeyspieler
- Andersen, Ole (* 1958), dänischer Handballtrainer
- Andersen, Ole Krogh (* 1942), dänischer Physiker
- Andersen, Otto (1924–1981), deutscher Architekt
- Andersen, Ove (1899–1967), finnischer Hindernisläufer
- Andersen, Peder († 1694), dänischer Maler des Barock
- Andersen, Penille Albæk (* 1974), dänische Schauspielerin
- Andersen, Peter Marius (1885–1972), dänischer Fußballspieler
- Andersen, Peter Riis (* 1980), dänischer Radrennfahrer
- Andersen, Peter Villemoes (1884–1956), dänischer Turner
- Andersen, Petter (* 1974), norwegischer Eisschnellläufer
- Andersen, Philip (* 1980), dänischer Autorennfahrer
- Andersen, Phillip Friis (* 1991), dänischer Footballspieler
- Andersen, Pia (* 1960), dänische Fußballspielerin
- Andersen, Poul (1930–1995), dänischer Fußballspieler
- Andersen, Ragnhild Bente (* 1965), norwegische Orientierungsläuferin
- Andersen, Rasmus (* 1983), dänischer Badmintonspieler
- Andersen, Reidar (1911–1991), norwegischer Skispringer
- Andersen, Remi (* 1973), norwegischer Skilangläufer
- Andersen, René W. (* 1962), dänischer Radrennfahrer
- Andersen, Rikke (* 1993), norwegische Biathletin
- Andersen, Robin Christian (1890–1969), österreichischer Maler
- Andersen, Rudolf (1899–1983), dänischer Turner
- Andersen, Sara Thrige (* 1996), dänische Fußballspielerin
- Andersen, Sarah (* 1992), US-amerikanische Comiczeichnerin, Autorin von Graphic Novels und Illustratorin
- Andersen, Signe (* 1979), dänische Fußballspielerin
- Andersen, Silas (* 2004), dänischer Fußballspieler
- Andersen, Silvia (1966–2017), deutsche Schauspielerin und Tänzerin
- Andersen, Sophie Hæstorp (* 1974), dänische sozialdemokratische Politikerin
- Andersen, Stephan (* 1981), dänischer Fußballspieler
- Andersen, Stine (* 1993), dänische Handballspielerin
- Andersen, Sunniva (* 1996), norwegische Handballspielerin
- Andersen, Susanne (* 1998), norwegische Radrennfahrerin
- Andersen, Susy (* 1940), italienische Schauspielerin
- Andersen, Svend (* 1948), dänischer (Südschleswiger) und evangelisch-lutherischer Theologe
- Andersen, Sverre (1936–2016), norwegischer Fußballspieler und -trainer
- Andersen, Terje (* 1952), norwegischer Eisschnellläufer
- Andersen, Thom (* 1943), US-amerikanischer Filmregisseur und Filmwissenschaftler
- Andersen, Thomas Winther (* 1969), norwegischer Jazzmusiker (Kontrabass, Komposition)
- Andersen, Tom (1936–2007), norwegischer Psychiater und Psychotherapeut, Begründer des Reflecting Teams
- Andersen, Troels (1940–2021), dänischer Kunsthistoriker und Museumsleiter
- Andersen, Trond (* 1975), norwegischer Fußballspieler
- Andersen, Troy (* 1999), US-amerikanischer American-Football-Spieler
- Andersen, Tryggve (1866–1920), norwegischer Schriftsteller
- Andersen, Ulla (* 1946), dänische Schauspielerin
- Andersen, Uwe (* 1940), deutscher Politikwissenschaftler
- Andersen, Vigo (1884–1949), dänischer Fußballtorwart
- Andersen, Vita (1942–2021), dänische Schriftstellerin
- Andersen, Vladimir (* 1989), dänischer Dartspieler
- Andersen, Wenche (* 1954), norwegische Köchin, Fernsehköchin und Kochbuchautorin
- Andersen, Wilhelm (1911–1980), deutscher Theologe und Professor
- Andersen-Lundby, Anders (1841–1923), dänischer Kunstmaler
- Andersen-Schiess, Gabriela (* 1945), Schweizer Mittel- und Langstreckenläuferin
- Andersen-Wingar, Alfred (1869–1952), norwegischer Komponist

### Andersk
- Anderski, Maria (* 1981), deutsche Kostüm- und Bühnenbildnerin
- Anderskov, Jacob (* 1975), dänischer Jazzpianist

### Anderso

#### Andersoh
- Andersohn, Peter (* 1989), deutscher Komponist, Musiker und Autor

#### Anderson

##### Anderson E
- Anderson Emerson, Gladys (1903–1984), US-amerikanische Biochemikerin und Ernährungswissenschaftlerin

##### Anderson H
- Anderson Haynes, Nola (1897–1996), US-amerikanische Mathematikerin und Hochschullehrerin

##### Anderson I
- Anderson III, Haskell V. (* 1943), US-amerikanischer Film- und Theaterschauspieler
- Anderson Imbert, Enrique (1910–2000), argentinischer Literaturkritiker und Schriftsteller

##### Anderson O
- Anderson of Hermiston, James (1739–1808), schottischer agrarökonomischer Schriftsteller

##### Anderson, A – Anderson, Z

###### Anderson, A
- Anderson, Aaliyannah (* 2006), britische Hürdenläuferin (Cayman Islands)
- Anderson, Al (* 1950), US-amerikanischer Gitarrist
- Anderson, Alan Orr (1879–1958), schottischer Historiker und Kopilator, Keltologe
- Anderson, Albert Barnes (1857–1938), US-amerikanischer Jurist
- Anderson, Albert R. (1837–1898), US-amerikanischer Politiker
- Anderson, Alberto (* 1900), argentinischer Ruderer
- Anderson, Alden (1867–1944), US-amerikanischer Politiker
- Anderson, Alexander, schottischer Mathematiker
- Anderson, Alexander (1748–1811), schottischer Mediziner, Entdecker und Botaniker
- Anderson, Alexander (1775–1870), amerikanischer Illustrator, erster Holzschnitt-Künstler von Amerika
- Anderson, Alexander O. (1794–1869), US-amerikanischer Politiker (Demokratische Partei)
- Anderson, Alexandria (* 1987), US-amerikanische Sprinterin
- Anderson, Alfred (1896–2005), britischer Veteran des Ersten Weltkriegs
- Anderson, Alfredo (* 1978), panamaischer Fußballtorhüter
- Anderson, Alice (* 1976), britische Künstlerin und Filmemacherin
- Anderson, Alyssa (* 1990), US-amerikanische Schwimmerin
- Anderson, Amber (* 1992), englisches Model und Filmschauspielerin
- Anderson, Amos Valentin (1878–1961), finnischer Verleger
- Anderson, Andrea (* 1977), US-amerikanische Sprinterin
- Anderson, Andree (* 1936), US-amerikanische Eiskunstläuferin
- Anderson, Andrew (* 1983), südafrikanischer Tennisspieler
- Anderson, Andy (* 1935), US-amerikanischer Rockabilly-Musiker
- Anderson, Angry (* 1947), australischer Rocksänger und Schauspieler
- Anderson, Anna (1896–1984), deutsche Fabrikarbeiterin, angebliche russische Zarentochter
- Anderson, Anne (* 1874), britische Märchenillustratorin
- Anderson, Anne (* 1952), irische Diplomatin
- Anderson, Anthony (* 1970), afroamerikanischer Schauspieler und KomikerAnthony Anderson (* 1970)

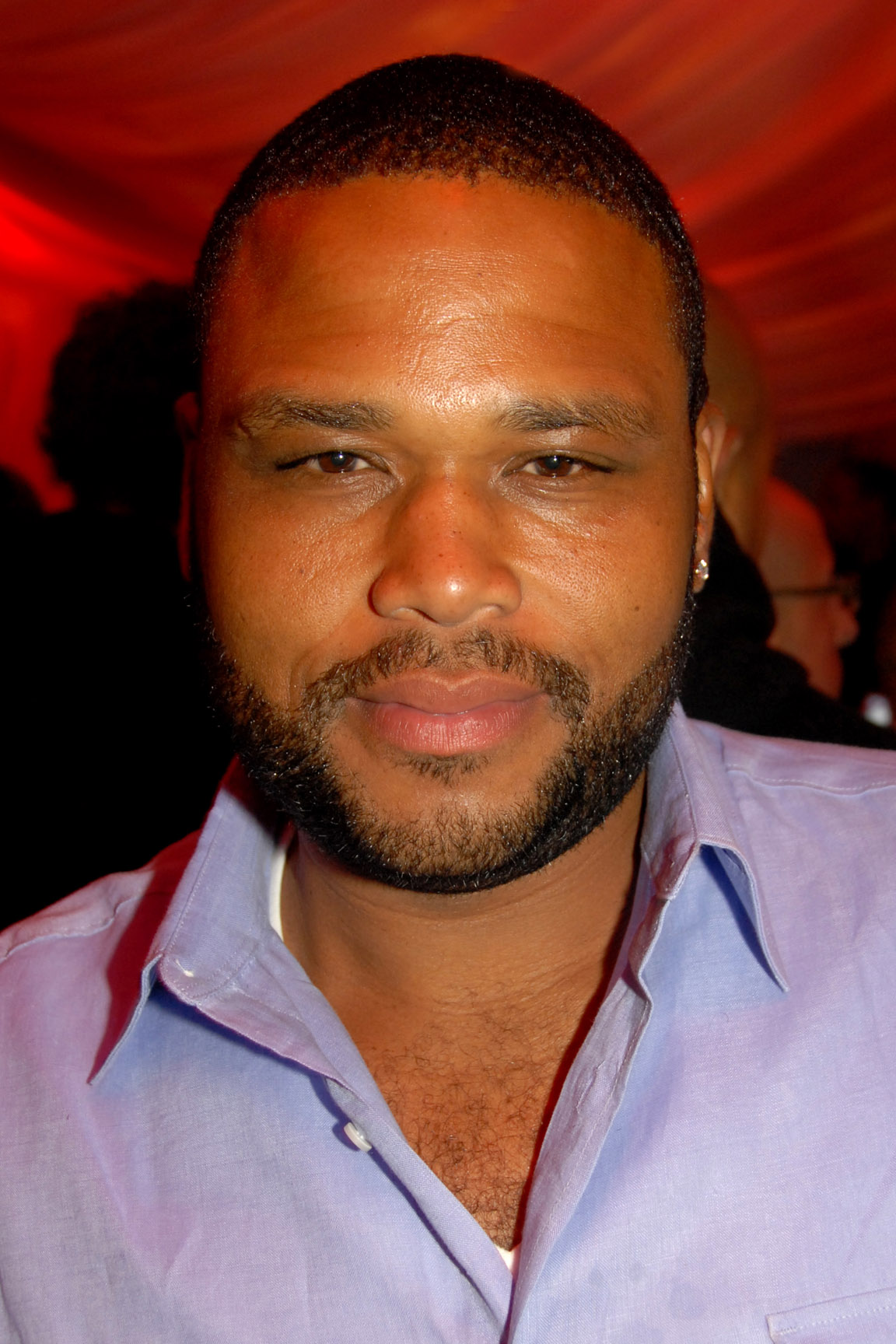
Anthony Anderson (* 1970)

- Anderson, Anton (1892–1960), US-amerikanischer Ingenieur und Lokalpolitiker
- Anderson, Arn (* 1958), US-amerikanischer ehemaliger WrestlerArn Anderson (* 1958)

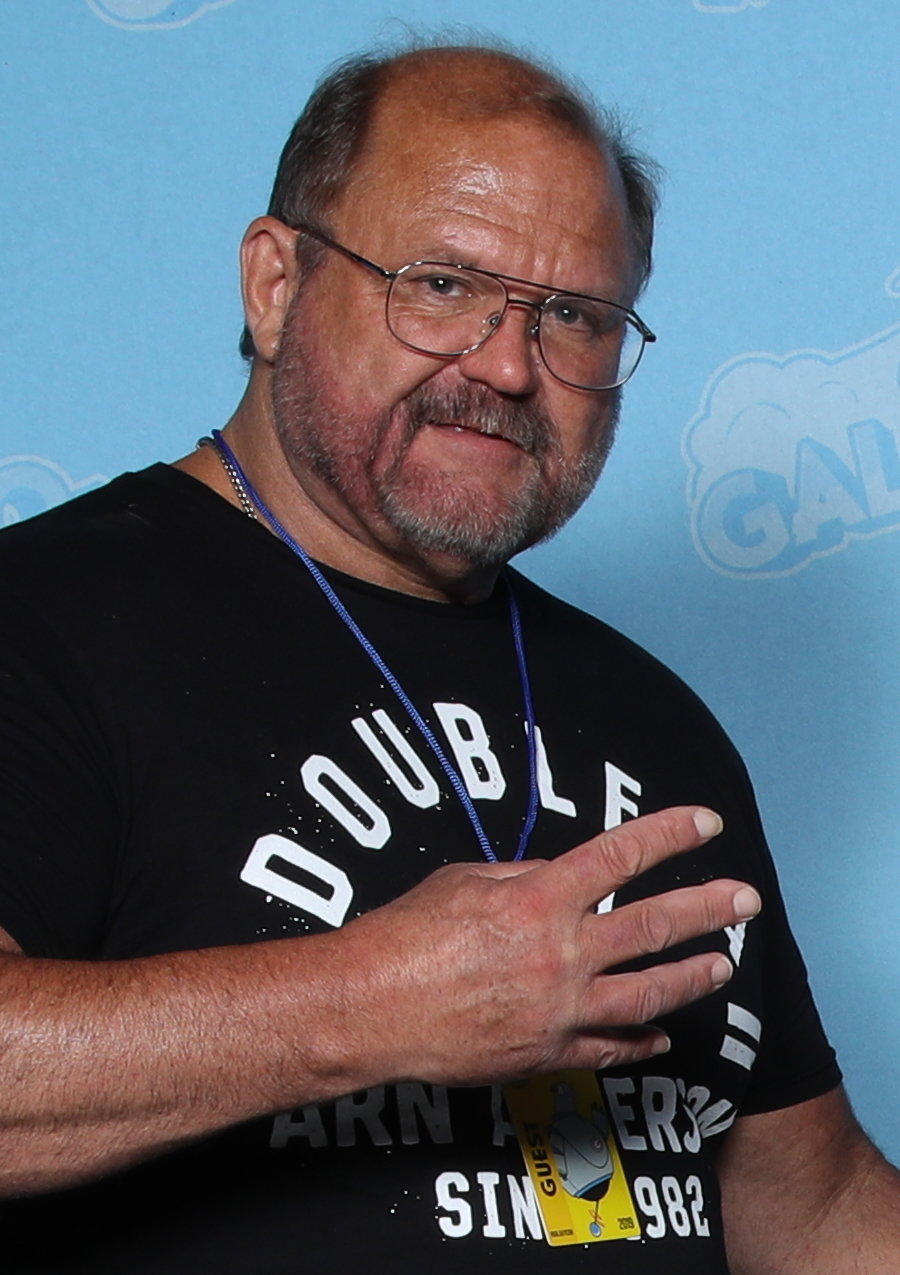
Arn Anderson (* 1958)

- Anderson, Aron (* 1988), schwedischer Abenteurer und Ausnahmesportler
- Anderson, Arthur (1791–1868), englischer Unternehmer und Politiker, Mitglied des House of Commons
- Anderson, Atholl John (* 1943), neuseeländischer Archäologe, Anthropologe und Professor für Urgeschichte an der Australian National University
- Anderson, Audrey Marie (* 1975), US-amerikanisches Model und Schauspielerin
- Anderson, Axel (1929–2012), puerto-ricanischer Schauspieler

###### Anderson, B
- Anderson, Bamba (* 1988), brasilianischer Fußballspieler
- Anderson, Barbara (1926–2013), neuseeländische Schriftstellerin
- Anderson, Barbara (* 1945), US-amerikanische Schauspielerin
- Anderson, Barry, US-amerikanischer Schiedsrichter im American Football
- Anderson, Barry, kanadischer Organist, Kirchenmusiker und Chorleiter
- Anderson, Becky (* 1967), britische Journalistin und Fernsehmoderatorin
- Anderson, Benedict (1936–2015), amerikanischer Politikwissenschaftler
- Anderson, Bernard (1919–1997), US-amerikanischer Jazztrompeter und Pianist
- Anderson, Beth (* 1950), US-amerikanische Komponistin
- Anderson, Betty Harvie, Baroness Skrimshire of Quarter (1913–1979), britische Politikerin (Conservative Party), Mitglied des House of Commons
- Anderson, Bill (* 1937), US-amerikanischer Country-Sänger und Songwriter
- Anderson, Bill (* 1966), US-amerikanischer Manager
- Anderson, Billy, US-amerikanischer Musikproduzent, Tontechniker und Musiker
- Anderson, Black Jack († 1835), australischer Pirat
- Anderson, Blake (* 1984), US-amerikanischer Komiker, Schauspieler und DrehbuchautorBlake Anderson (* 1984)

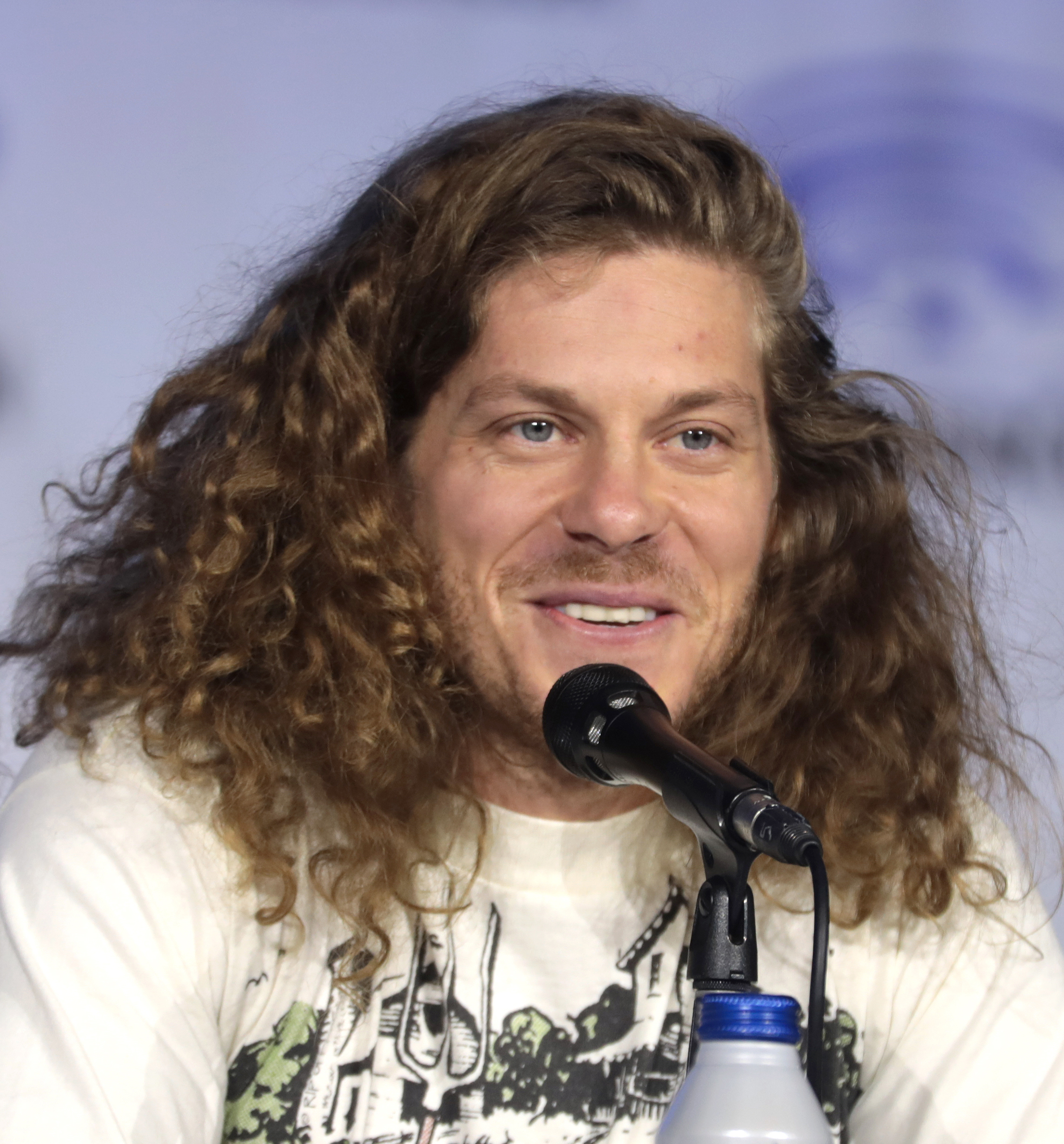
Blake Anderson (* 1984)

- Anderson, Bob (1922–2012), britischer Fechter und Schauspieler
- Anderson, Bob (1931–1967), britischer Automobil- und Motorradrennfahrer
- Anderson, Bob (* 1947), englischer Dartspieler
- Anderson, Boris (* 1978), deutscher Schriftsteller, Drehbuchautor und Storyliner
- Anderson, Bow (* 1997), schottische Sängerin und Songschreiberin
- Anderson, Brad (1924–2015), US-amerikanischer Cartoonist
- Anderson, Brad (* 1964), amerikanischer Filmregisseur
- Anderson, Bradley J. (1957–2000), US-amerikanischer Kostümbildner
- Anderson, Brent (* 1955), US-amerikanischer Comiczeichner
- Anderson, Brett (* 1967), englischer Sänger und Songwriter
- Anderson, Britany (* 2001), jamaikanische Leichtathletin
- Anderson, Bruce (* 1998), schottischer Fußballspieler

###### Anderson, C
- Anderson, C. Elmer (1912–1998), US-amerikanischer Politiker
- Anderson, C. J. (* 1991), US-amerikanischer American-Football-Spieler
- Anderson, Calvin (* 1988), US-amerikanischer Pokerspieler
- Anderson, Capri (* 1988), US-amerikanische PornodarstellerinCapri Anderson (* 1988)

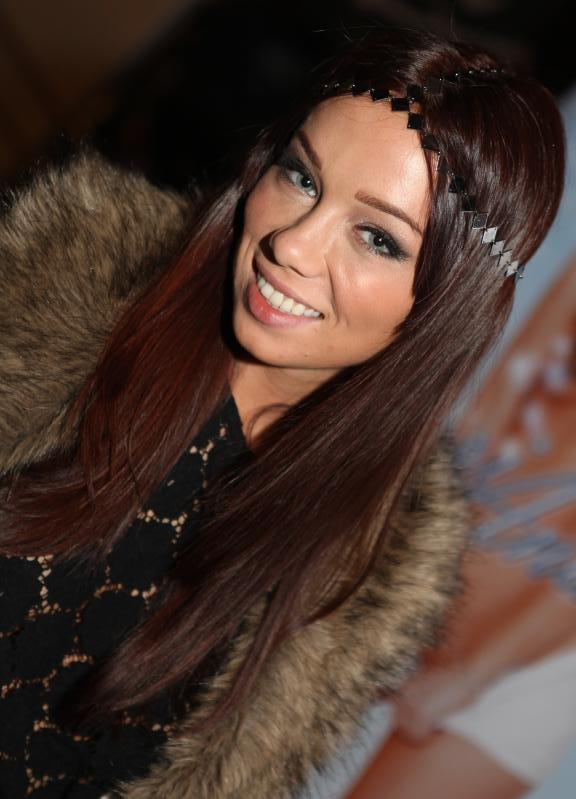
Capri Anderson (* 1988)

- Anderson, Carl (1903–1989), US-amerikanischer Artdirector und Szenenbildner
- Anderson, Carl (1945–2004), US-amerikanischer Sänger und Schauspieler
- Anderson, Carl C. (1877–1912), US-amerikanischer Politiker
- Anderson, Carl David (1905–1991), US-amerikanischer Physiker
- Anderson, Casey (* 1934), US-amerikanischer Blues- und Folk-Sänger
- Anderson, Cat (1916–1981), US-amerikanischer Jazztrompeter
- Anderson, Chapman L. (1845–1924), US-amerikanischer Jurist und Politiker
- Anderson, Charles (1814–1895), US-amerikanischer Politiker
- Anderson, Charles (1914–1993), US-amerikanischer Vielseitigkeitsreiter
- Anderson, Charles A. (1902–1990), US-amerikanischer Geologe und Petrograph
- Anderson, Charles Arthur (1899–1977), US-amerikanischer Politiker
- Anderson, Charles David (1827–1901), US-amerikanischer General der CSA
- Anderson, Charles Marley (1845–1908), US-amerikanischer Politiker
- Anderson, Chester (1932–1991), US-amerikanischer Dichter und Science-fiction-Schriftsteller
- Anderson, Chris (1926–2008), US-amerikanischer Jazzpianist
- Anderson, Chris (* 1961), US-amerikanischer Journalist und Chefredakteur der Zeitschrift Wired
- Anderson, Chris (* 1968), australischer Hochspringer
- Anderson, Christian (* 1974), US-amerikanisch-deutscher Basketballspieler
- Anderson, Christian Daniel (1753–1826), deutscher Jurist und Historiker
- Anderson, Christian Jr. (* 2006), deutsch-US-amerikanischer BasketballspielerChristian Anderson Jr. (* 2006)

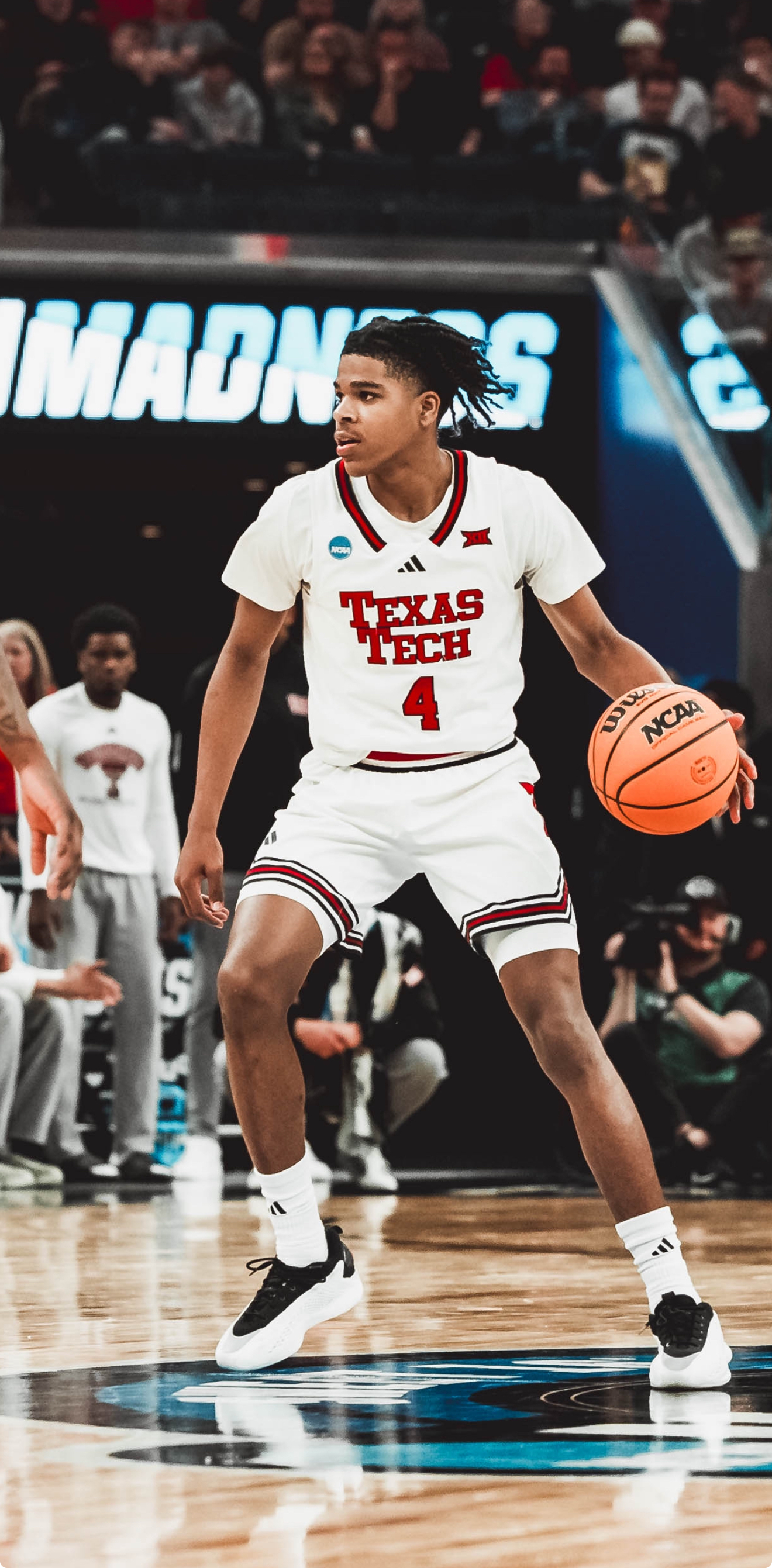
Christian Anderson Jr. (* 2006)

- Anderson, Christine (* 1968), deutsche Politikerin (AfD)
- Anderson, Claire (1891–1964), US-amerikanische Schauspielern
- Anderson, Clarence (1922–2024), US-amerikanischer Jagdflieger und Testpilot
- Anderson, Clayton (* 1959), US-amerikanischer AstronautClayton Anderson (* 1959)

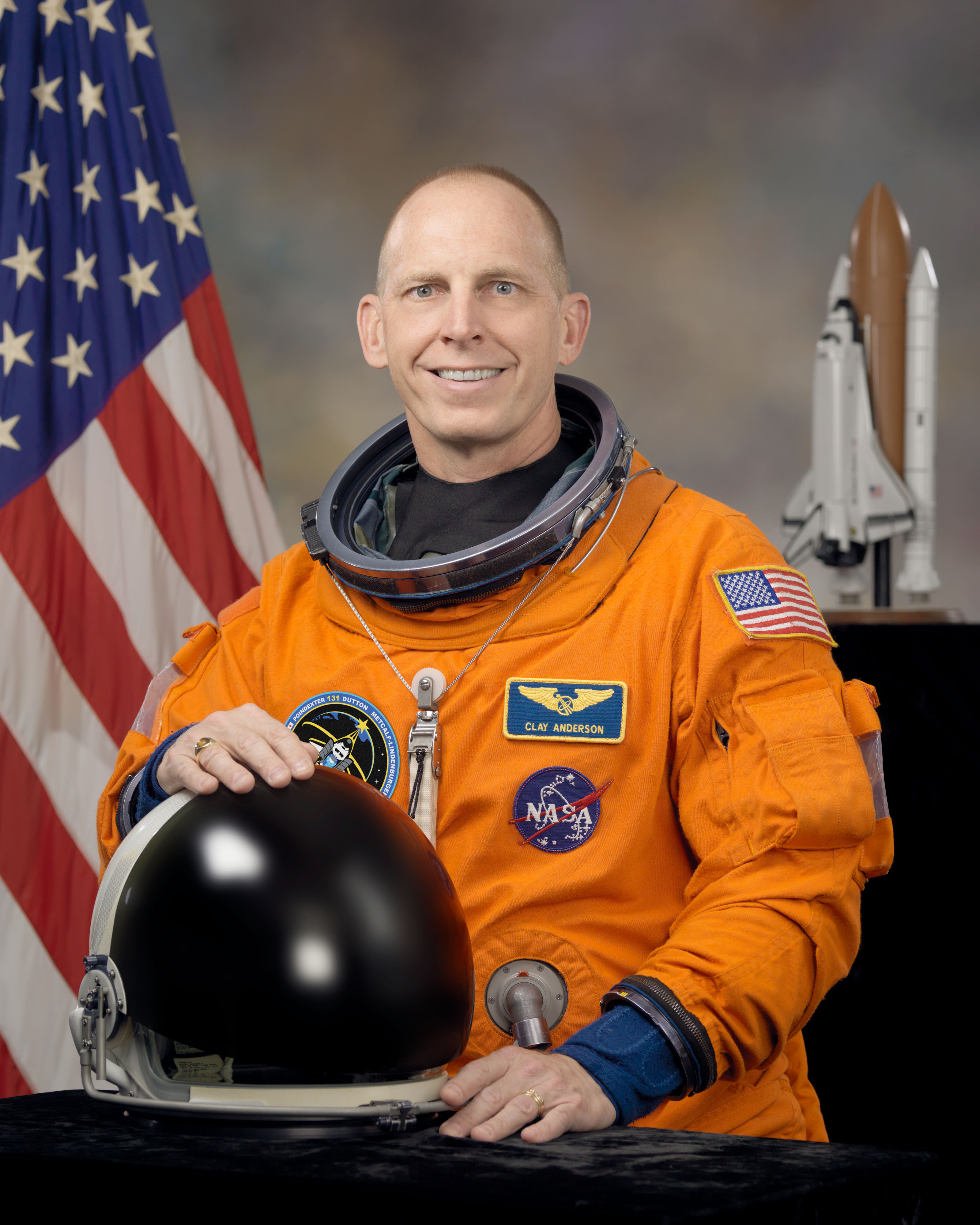
Clayton Anderson (* 1959)

- Anderson, Clifford (1833–1899), US-amerikanischer Jurist und Politiker
- Anderson, Clinton Presba (1895–1975), US-amerikanischer Politiker (Demokratische Partei)
- Anderson, Clóvis (* 1963), brasilianischer Radrennfahrer
- Anderson, Colorado (* 1999), ecuadorianischer Leichtathlet
- Anderson, Corey (* 1990), neuseeländischer und US-amerikanischer Cricketspieler
- Anderson, Craig (* 1981), US-amerikanischer Eishockeytorwart
- Anderson, Craig A. (* 1952), US-amerikanischer Psychologe
- Anderson, Curtis Anthony (* 1940), US-amerikanischer Philosoph und Hochschullehrer

###### Anderson, D
- Anderson, Dagvin (* 1970), US-amerikanischer Generalleutnant
- Anderson, Dana Z. (* 1953), US-amerikanischer Physiker
- Anderson, D’Andre (* 2001), jamaikanischer Sprinter
- Anderson, Daniel, deutscher Film-, Theater- und Fernsehregisseur sowie Drehbuchautor
- Anderson, Darla K., US-amerikanische Filmproduzentin
- Anderson, Darren (* 1969), US-amerikanischer American-Football-Spieler
- Anderson, Daryl (* 1951), US-amerikanischer Schauspieler
- Anderson, Dave, US-amerikanischer Filmtechniker
- Anderson, Dave (* 1949), britischer Musiker
- Anderson, David (* 1932), australischer Ruderer
- Anderson, David (* 1937), kanadischer Ruderer und Politiker
- Anderson, David (* 1954), britischer Politiker der Isle of Man
- Anderson, David (* 1965), australischer Hochspringer
- Anderson, David Heywood (* 1937), britischer Jurist und ehemaliger Richter des Internationalen Seegerichtshofes
- Anderson, David J., Softwareentwickler
- Anderson, David LeRoy, US-amerikanischer Maskenbildner und Spezialeffektkünstler
- Anderson, David Murray (1874–1936), britischer Admiral und Kolonialgouverneur
- Anderson, David V. (1899–1979), US-amerikanischer Politiker, State Auditor von Vermont
- Anderson, David, Baron Anderson of Ipswich (* 1961), britischer Jurist und Life Peer
- Anderson, Denis (* 1979), deutscher Tischtennisspieler
- Anderson, Deon (* 1983), US-amerikanischer Footballspieler
- Anderson, Derek (* 1974), US-amerikanischer Basketballspieler
- Anderson, Dick (* 1946), US-amerikanischer American-Football-Spieler
- Anderson, Dillon (1906–1974), US-amerikanischer Politiker und Jurist
- Anderson, Don L. (1933–2014), US-amerikanischer Geophysiker, Seismologe
- Anderson, Donald Thomas (* 1939), britischer Zoologe und Entwicklungsbiologe
- Anderson, Donald, Baron Anderson of Swansea (* 1939), britischer Politiker (Labour Party), Mitglied des House of Commons, Life Peer
- Anderson, Doneisha (* 2000), bahamaische Sprinterin
- Anderson, Donna (* 1939), US-amerikanische Schauspielerin
- Anderson, Douglas A. (* 1959), US-amerikanischer Autor
- Anderson, Duke, US-amerikanischer Jazz- und R&B-Musiker
- Anderson, Dusty (1918–2007), US-amerikanische Schauspielerin und Fotomodell
- Anderson, Dwayne (* 1986), US-amerikanischer Basketballspieler

###### Anderson, E
- Anderson, Ebimo West (* 1989), nigerianischer Fußballspieler
- Anderson, Eddie (1905–1977), US-amerikanischer Entertainer
- Anderson, Edgar Shannon (1897–1969), US-amerikanischer Botaniker
- Anderson, Edith (1915–1999), US-amerikanische Journalistin und Autorin
- Anderson, Edmund (1912–2002), amerikanischer Liedtexter und Musikproduzent
- Anderson, Eduard (1873–1947), deutscher Maler
- Anderson, Edward (1879–1954), schottischer Fußballspieler
- Anderson, Edward (1883–1975), englischer Fußballspieler
- Anderson, Edward (* 1908), belizischer Sportschütze
- Anderson, Edward Frederick (1931–2001), US-amerikanischer Botaniker mit Spezialisierung Kakteengewächse
- Anderson, Elijah (* 1943), US-amerikanischer Soziologe
- Anderson, Elisabeth (* 1989), US-amerikanische Skispringerin
- Anderson, Elizabeth Anne Roche (* 1908), schottische Badmintonspielerin
- Anderson, Elizabeth Garrett (1836–1917), britische Ärztin und Frauenrechtlerin
- Anderson, Elizabeth S. (* 1959), US-amerikanische Philosophin und Hochschullehrerin
- Anderson, Ella (* 2005), US-amerikanische Kinderdarstellerin
- Anderson, Elliot (* 2002), schottisch-englischer Fußballspieler
- Anderson, Elzie (* 1966), US-amerikanischer American-Football-Spieler
- Anderson, Emilee (* 1995), US-amerikanische Skispringerin
- Anderson, Emmett T. (1890–1969), US-amerikanischer Politiker
- Anderson, Eric (1931–1990), englischer Fußballspieler
- Anderson, Erica (1914–1976), österreichisch-amerikanische Kamerafrau, Fotografin und Dokumentarfilmerin
- Anderson, Erich (1957–2024), US-amerikanischer Schauspieler
- Anderson, Erika (* 1963), US-amerikanische Schauspielerin
- Anderson, Ernestine (1928–2016), amerikanische Jazz- und Blues-Sängerin
- Anderson, Esther (* 1979), australische Schauspielerin und Model
- Anderson, Eugenie (1909–1997), US-amerikanische Diplomatin
- Anderson, Eva K. (* 1977), österreichische Singer-Songwriterin
- Anderson, Evelyn (1909–1977), deutsch-britische Journalistin
- Anderson, Ever (* 2007), US-amerikanische Kinderdarstellerin und ModelEver Anderson (* 2007)

Ever Anderson (* 2007)

###### Anderson, F
- Anderson, Ferdinand (1804–1864), Jurist und Abgeordneter in der Frankfurter Nationalversammlung
- Anderson, Fergus (1909–1956), britischer Motorradrennfahrer
- Anderson, Forrest H. (1913–1989), US-amerikanischer Jurist und Politiker
- Anderson, Frank (* 1975), US-amerikanischer Fußballschiedsrichterassistent
- Anderson, Frank Winfield (* 1948), US-amerikanischer, im US-Bundesstaat Arizona zum Tode verurteilter Mörder
- Anderson, Fred (1929–2010), US-amerikanischer Jazzmusiker
- Anderson, Fred (* 1949), US-amerikanischer Historiker
- Anderson, Frederick (1855–1940), schottischer Fußballspieler
- Anderson, Frederick L. (1905–1969), US-amerikanischer Luftwaffengeneral
- Anderson, Freya (* 2001), britische Schwimmerin
- Anderson, Friedel (* 1954), deutscher Maler

###### Anderson, G
- Anderson, G. G. (* 1949), deutscher Schlagersänger, Komponist und MusikproduzentG. G. Anderson (* 1949)

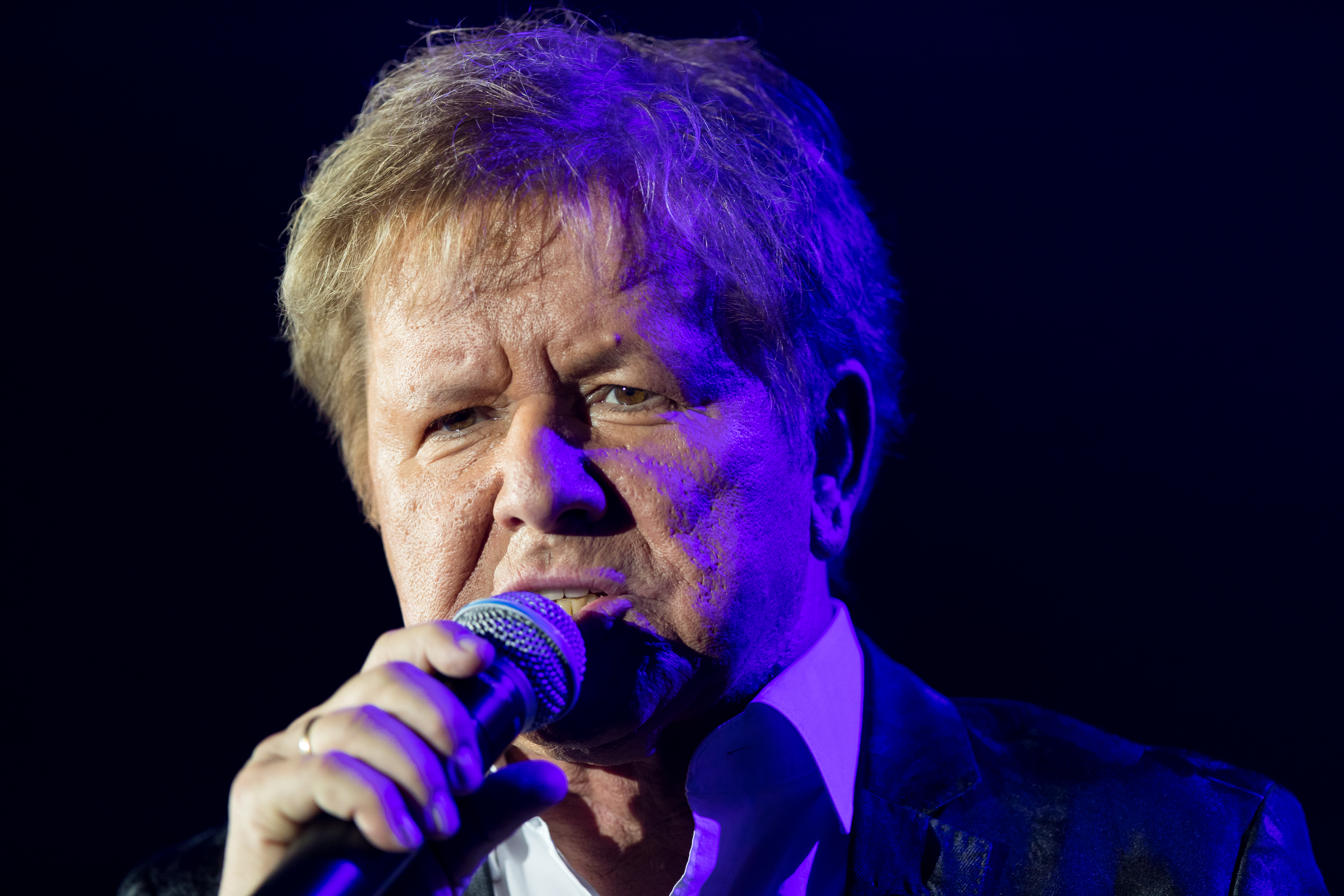
G. G. Anderson (* 1949)

- Anderson, Gail (* 1962), US-amerikanische Grafikdesignerin, Autorin und Dozentin
- Anderson, Gary (* 1939), US-amerikanischer Schießsportler, Olympiasieger 1964 und 1968
- Anderson, Gary (* 1959), südafrikanischer American-Football-Spieler
- Anderson, Gary (* 1967), neuseeländischer Radrennfahrer
- Anderson, Gary (* 1970), schottischer Dartspieler
- Anderson, Gene (1931–1965), britische Schauspielerin
- Anderson, Gene (1933–1991), US-amerikanischer Wrestler
- Anderson, Geneviere, Filmschauspielerin, Stuntfrau, Produzentin, Drehbuchautorin und Fernsehköchin
- Anderson, George (1878–1930), schottischer Fußballspieler
- Anderson, George (1893–1931), englischer Fußballspieler
- Anderson, George A. (1853–1896), US-amerikanischer Politiker
- Anderson, George Burgwyn (1831–1862), General der Konföderierten Staaten von Amerika im Amerikanischen Bürgerkrieg
- Anderson, George Frederick (1793–1876), englischer Geiger, Master of the Queen’s Music
- Anderson, George H., US-amerikanischer Filmtechniker
- Anderson, George Thomas (1824–1901), General der Konföderierten Staaten im Amerikanischen Bürgerkrieg
- Anderson, George Washington (1832–1902), US-amerikanischer Politiker
- Anderson, George Whelan junior (1906–1992), US-amerikanischer Admiral der US Navy
- Anderson, George William (1791–1857), britischer Kolonialgouverneur (Bombay, Mauritius, Britisch-Ceylon)
- Anderson, Geraint (* 1972), britischer Investmentbanker
- Anderson, Gerald Frank (1898–1983), britischer Schachkomponist und Jagdflieger
- Anderson, Gerard (1889–1914), britischer Mittelstreckenläufer
- Anderson, Gerry (1929–2012), britischer Regisseur und ProduzentGerry Anderson (1929–2012)

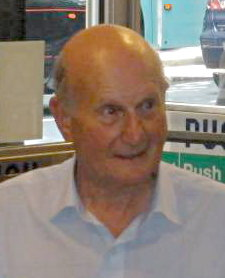
Gerry Anderson (1929–2012)

- Anderson, Gilbert M. (1880–1971), US-amerikanischer Schauspieler, Regisseur, Produzent und Drehbuchautor
- Anderson, Gillian (* 1968), US-amerikanische Schauspielerin und AutorinGillian Anderson (* 1968)

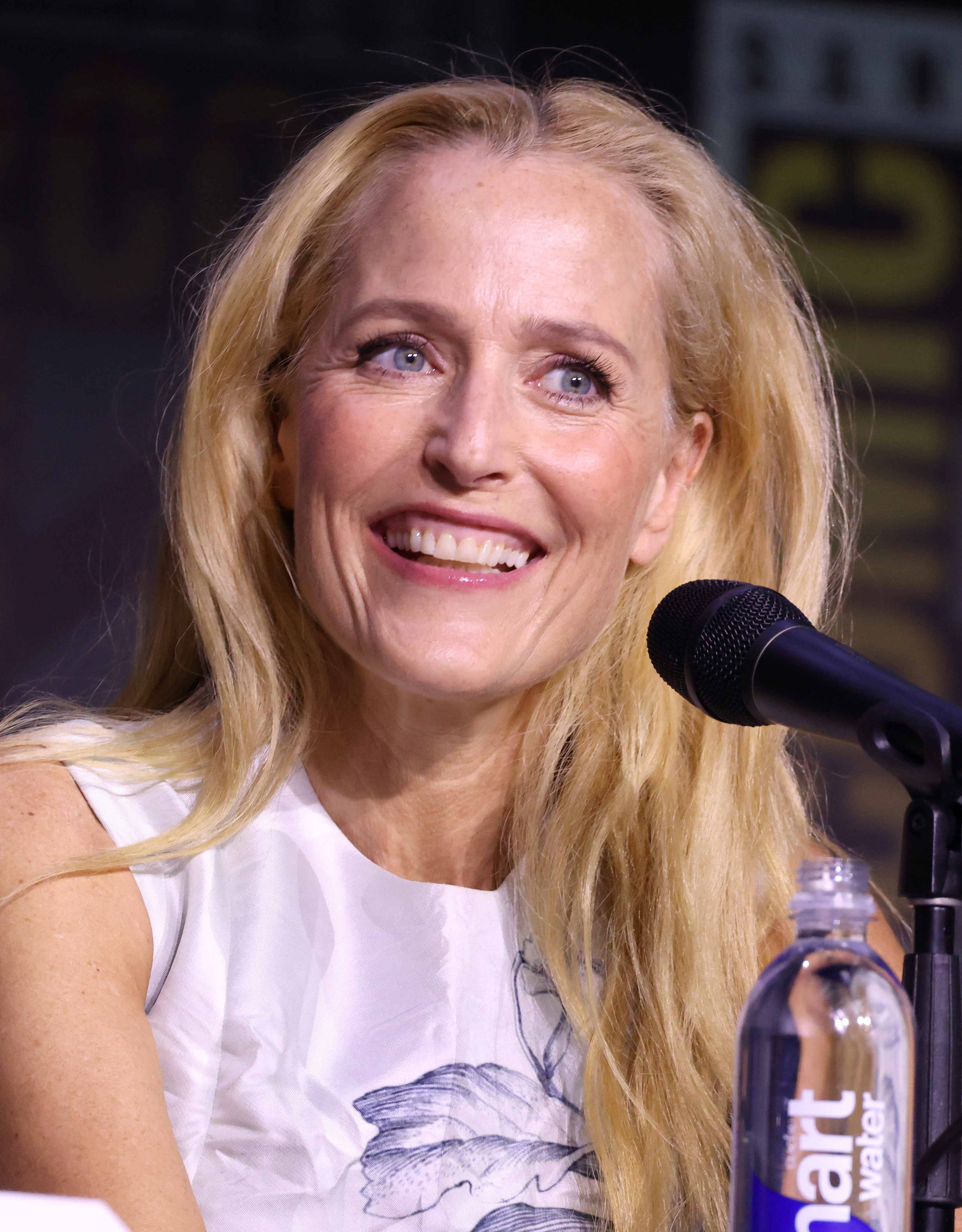
Gillian Anderson (* 1968)

- Anderson, Gladstone (1934–2015), jamaikanischer Pianist, Pionier des Rocksteady
- Anderson, Glenn (* 1960), kanadischer Eishockeyspieler
- Anderson, Glenn M. (1913–1994), US-amerikanischer Politiker
- Anderson, Gordon, britischer Theateregisseur- und Fernsehregisseur
- Anderson, Greg (* 1970), US-amerikanischer Musiker
- Anderson, Greg (* 1981), amerikanischer Pianist, Komponist, Videoproduzent und Schriftsteller
- Anderson, Gregory K., US-amerikanischer Offizier, Generalleutnant der US-Army
- Anderson, Guy (1906–1998), US-amerikanischer Maler

###### Anderson, H
- Anderson, Haley (* 1991), US-amerikanische Schwimmerin
- Anderson, Hans (1880–1965), deutscher Legationsrat
- Anderson, Harlene (* 1942), US-amerikanische Psychologin, Psychotherapeutin und Sachbuchautorin
- Anderson, Harry (1952–2018), US-amerikanischer Schauspieler, Drehbuchautor und Zauberkünstler
- Anderson, Hayward, US-amerikanischer Filmregisseur, Filmproduzent, Kameramann
- Anderson, Heartley (1898–1978), US-amerikanischer American-Football-Spieler und -Trainer
- Anderson, Heather (* 1959), schottische Politikerin (SNP) und Landwirtin; MdEP
- Anderson, Heidi Marguerite (* 1944), südafrikanisch-australische Paläobotanikerin
- Anderson, Henry, Spezialeffektkünstler
- Anderson, Henry (* 1991), US-amerikanischer American-Football-Spieler
- Anderson, Herbert (1917–1994), US-amerikanischer Schauspieler
- Anderson, Herbert L. (1914–1988), US-amerikanischer Kernphysiker
- Anderson, Hesper (1934–2018), US-amerikanische Drehbuchautorin und Schriftstellerin
- Anderson, Hope Arthurine (1950–2016), jamaikanische Schachspielerin
- Anderson, Howard A. (1920–2015), US-amerikanischer Spezialeffektetechniker
- Anderson, Hugh (* 1936), neuseeländischer Motorradrennfahrer
- Anderson, Hugh C. (1851–1915), US-amerikanischer Politiker
- Anderson, Hugh J. (1801–1881), US-amerikanischer Politiker

###### Anderson, I
- Anderson, Ian (1925–2005), britischer Politiker der Isle of Man
- Anderson, Ian (* 1946), australischer Snookerspieler und Billardfunktionär
- Anderson, Ian (* 1947), britischer Rocksänger, Gründungsmitglied der Musikgruppe Jethro Tull
- Anderson, Ijah (* 1975), englischer Fußballspieler
- Anderson, Iona (* 2005), australische Schwimmerin
- Anderson, Isaac (1760–1838), US-amerikanischer Politiker
- Anderson, Ivan (* 1981), deutsche Schauspielerin
- Anderson, Ivie (* 1905), US-amerikanische Jazzsängerin

###### Anderson, J
- Anderson, Jack (1922–2005), US-amerikanischer Journalist
- Anderson, Jack (1935–2023), US-amerikanischer Tanzkritiker und Lyriker
- Anderson, Jack (* 1987), australischer Straßenradrennfahrer
- Anderson, Jack Z. (1904–1981), US-amerikanischer Politiker
- Anderson, Jacob (* 1990), britischer SchauspielerJacob Anderson (* 1990)

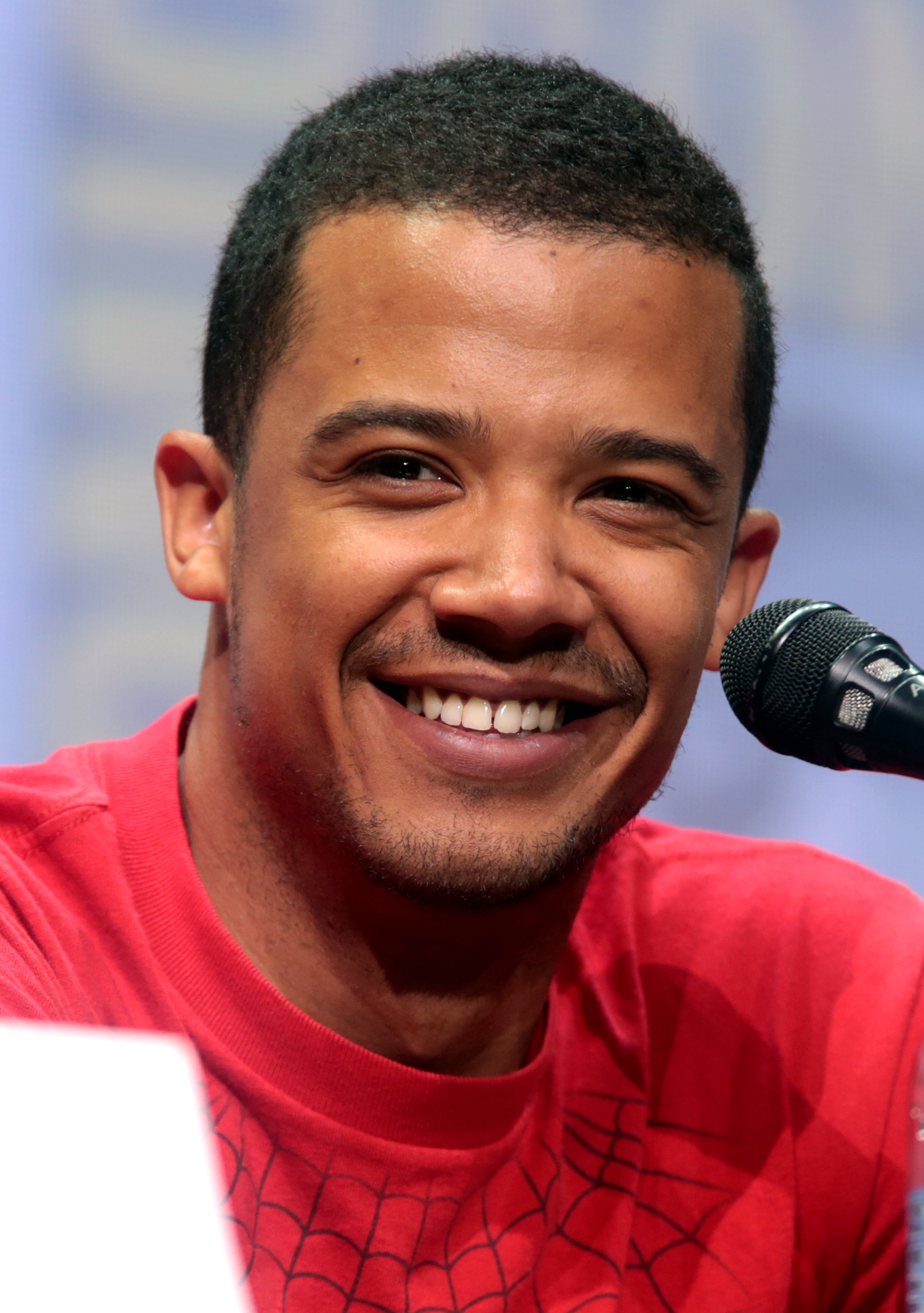
Jacob Anderson (* 1990)

- Anderson, Jamaal (* 1986), US-amerikanischer American-Football-Spieler
- Anderson, James († 1739), britischer Pfarrer, Freimaurer
- Anderson, James (1813–1877), britisch-italienischer Fotograf
- Anderson, James (1894–1973), australischer Tennisspieler
- Anderson, James (1921–1969), US-amerikanischer Schauspieler
- Anderson, James (* 1940), US-amerikanischer Kognitionswissenschaftler
- Anderson, James (* 1974), englischer Badmintonspieler
- Anderson, James (* 1980), britischer Schauspieler und Filmregisseur
- Anderson, James (* 1982), englischer Cricketspieler
- Anderson, James G. (* 1944), US-amerikanischer Geochemiker und Geophysiker
- Anderson, James H. (1878–1936), US-amerikanischer Politiker
- Anderson, James Lee (* 1948), US-amerikanischer Politiker (Republikaner)
- Anderson, James Morsley (* 1940), US-amerikanischer Pathologe und Biomaterialforscher
- Anderson, James Patton (1822–1872), General der Konföderierten Staaten im Amerikanischen Bürgerkrieg
- Anderson, James Thomas Milton (1878–1946), kanadischer Politiker
- Anderson, Jamie, englischer DJ und Tech House-Produzent
- Anderson, Jamie, US-amerikanischer Kameramann
- Anderson, Jamie (1842–1905), schottischer Golfer
- Anderson, Jamie (* 1990), US-amerikanische Snowboarderin
- Anderson, Jan (1932–2015), neuseeländische Biochemikerin und Hochschullehrerin
- Anderson, Jane (* 1888), US-amerikanische Journalistin, Autorin und Radiopropagandistin des Großdeutschen Rundfunks
- Anderson, Jasey-Jay (* 1975), kanadischer Snowboarder
- Anderson, Jay (* 1955), amerikanischer Jazzmusiker
- Anderson, Jean (1907–2001), britische Schauspielerin schottischen Ursprungs
- Anderson, Jeff (* 1970), US-amerikanischer Schauspieler
- Anderson, Jenny-Lyn (* 1992), australische Synchronschwimmerin
- Anderson, Jermaine (* 1983), kanadischer Basketballspieler
- Anderson, Jessica (1916–2010), australische Schriftstellerin
- Anderson, Joanie (* 1986), US-amerikanische Snowboarderin
- Anderson, Jodi (* 1957), US-amerikanische Weitspringerin und Mehrkämpferin
- Anderson, Joe (* 1958), britischer Politiker der Labour Party, Bürgermeister von Liverpool
- Anderson, Joe (* 1982), britischer SchauspielerJoe Anderson (* 1982)

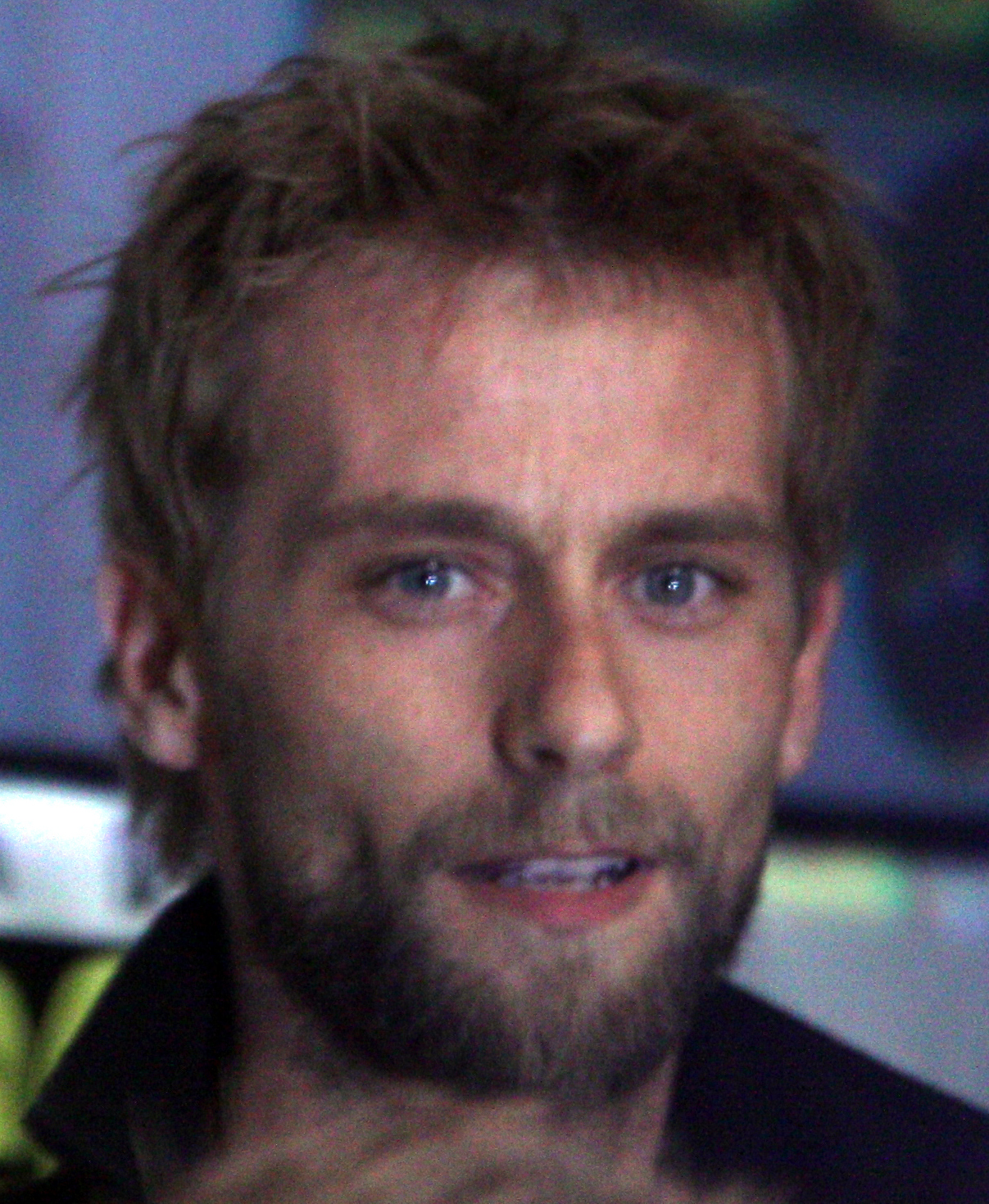
Joe Anderson (* 1982)

- Anderson, Johann (1674–1743), deutscher Rechtsgelehrter, Hamburger Bürgermeister sowie Natur- und Sprachforscher
- Anderson, Johann Bernhard (* 1778), preußischer Beamter
- Anderson, John (1726–1796), schottischer Naturphilosoph und Universitätsreformer
- Anderson, John (1792–1853), US-amerikanischer Jurist und Politiker
- Anderson, John (1833–1900), schottischer Zoologe
- Anderson, John (1858–1918), britischer Kolonialbeamter
- Anderson, John (* 1900), englischer Fußballspieler
- Anderson, John (1907–1948), US-amerikanischer Diskuswerfer
- Anderson, John (1917–2014), US-amerikanischer Politiker
- Anderson, John (1921–1974), amerikanischer Jazz-Trompeter
- Anderson, John (1922–1992), US-amerikanischer Schauspieler
- Anderson, John (* 1939), australischer Regattasegler
- Anderson, John (* 1954), US-amerikanischer Country-Sänger
- Anderson, John (* 1956), US-amerikanischer American-Football-Spieler
- Anderson, John (* 1957), kanadischer Eishockeyspieler und -trainer
- Anderson, John A. (1834–1892), US-amerikanischer Politiker
- Anderson, John August (1876–1959), US-amerikanischer Astronom
- Anderson, John B. (1922–2017), US-amerikanischer Rechtswissenschaftler und Politiker (ehemaliger Republikaner)
- Anderson, John D. (* 1930), US-amerikanischer Physiker
- Anderson, John D. (* 1937), US-amerikanischer Ingenieur
- Anderson, John D’Arcy (1908–1988), britischer General
- Anderson, John George Clark (1870–1952), britischer Althistoriker und Epigraphiker
- Anderson, John H., Szenenbildner
- Anderson, John Henry (1814–1874), schottischer Zauberkünstler, Erfinder und Autor
- Anderson, John Macvicar (1835–1915), schottischer Architekt und Maler
- Anderson, John R. (* 1947), US-amerikanischer Psychologe
- Anderson, John Stuart (1908–1990), englischer Chemiker
- Anderson, John, 1. Viscount Waverley (1882–1958), britischer Politiker, Mitglied des House of Commons
- Anderson, John, 3. Viscount Waverley (* 1949), britischer Politiker
- Anderson, Johnny (1929–2001), schottischer Fußballtorhüter
- Anderson, Jon (* 1944), britischer Rockmusiker und -sängerJon Anderson (* 1944)

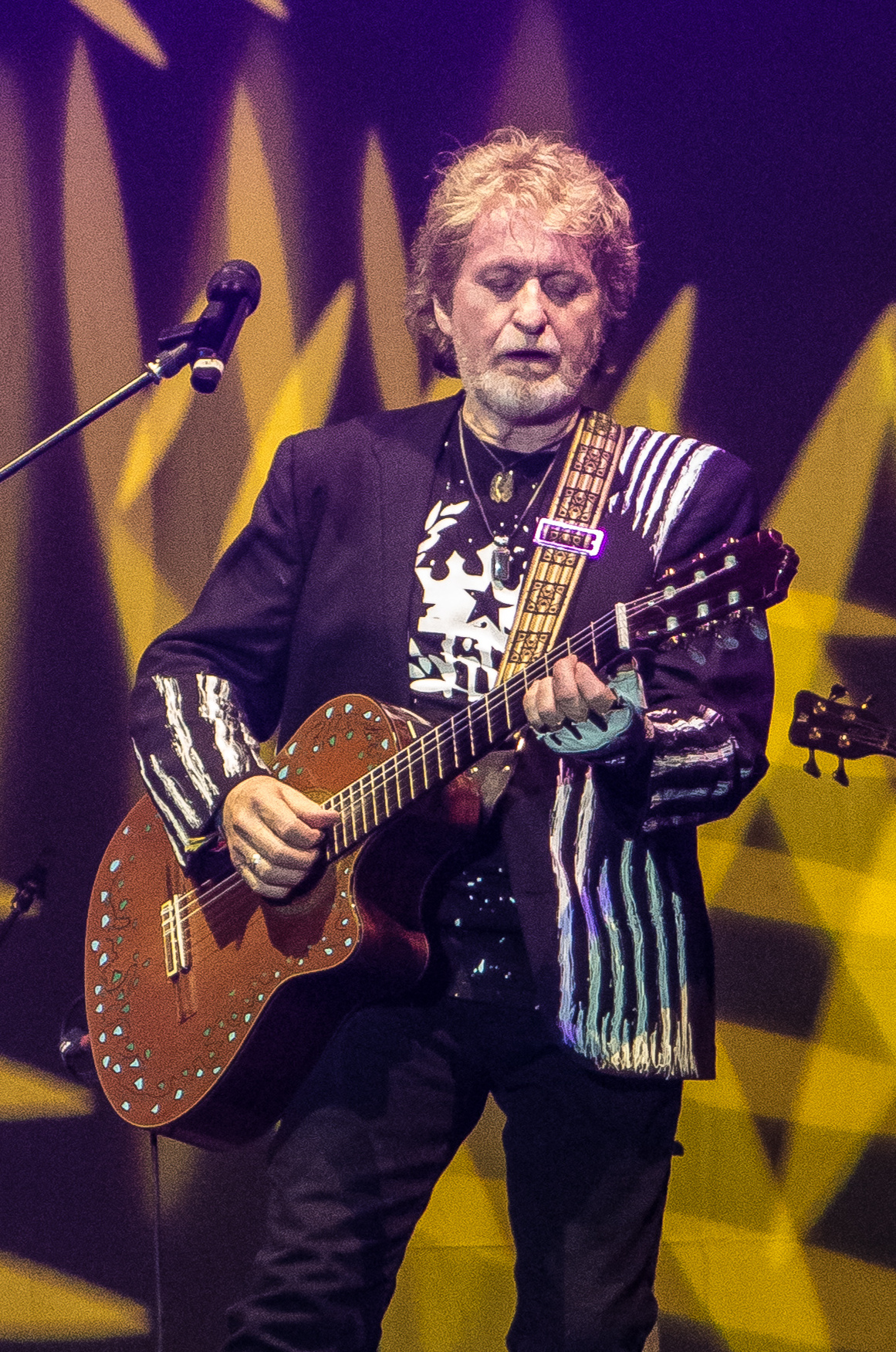
Jon Anderson (* 1944)

- Anderson, Jon (* 1949), US-amerikanischer Langstreckenläufer
- Anderson, Jonathan W. (1890–1967), US-amerikanischer Offizier, Generalmajor der US Army
- Anderson, Joseph (1757–1837), US-amerikanischer Politiker
- Anderson, Joseph (* 1959), US-amerikanischer Offizier, Generalleutnant der US-Army
- Anderson, Joseph Gaudentius (1865–1927), US-amerikanischer Geistlicher und römisch-katholischer Weihbischof in Boston
- Anderson, Joseph H. (1800–1870), US-amerikanischer Politiker
- Anderson, Joseph Reid (1813–1892), General der Konföderierten Armee im Amerikanischen Bürgerkrieg
- Anderson, Josh (* 1994), kanadischer Eishockeyspieler
- Anderson, Josiah M. (1807–1861), US-amerikanischer Politiker
- Anderson, Juan Carlos (1913–2005), argentinischer Sprinter und Mittelstreckenläufer
- Anderson, Judith (1897–1992), australische Schauspielerin
- Anderson, Julian (* 1967), britischer Komponist
- Anderson, Julie, Produzentin von Dokumentarfilmen
- Anderson, Juliet (1938–2010), US-amerikanische PornodarstellerinJuliet Anderson (1938–2010)

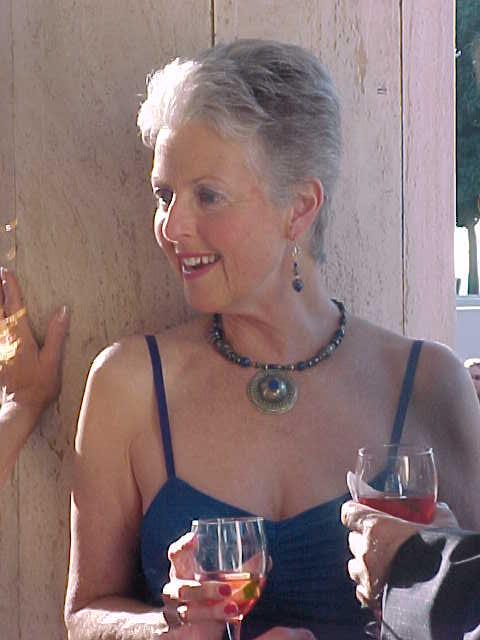
Juliet Anderson (1938–2010)

- Anderson, Julio César (1947–2021), guatemaltekischer Fußballspieler
- Anderson, June (* 1952), US-amerikanische Opernsängerin (Sopran)

###### Anderson, K
- Anderson, Karen (* 1938), US-amerikanische Speerwerferin
- Anderson, Karen (* 1971), jamaikanische Squashspielerin
- Anderson, Karl (1900–1989), US-amerikanischer Hürdenläufer
- Anderson, Karl (* 1953), US-amerikanischer Skirennläufer
- Anderson, Karl (* 1980), US-amerikanischer Wrestler
- Anderson, Ken (1909–1993), US-amerikanischer Drehbuchautor und Animator
- Anderson, Ken (1909–1985), australischer Politiker
- Anderson, Ken (* 1949), US-amerikanischer American-Football-Spieler
- Anderson, Ken (* 1976), US-amerikanischer Wrestler und KommentatorKen Anderson (* 1976)

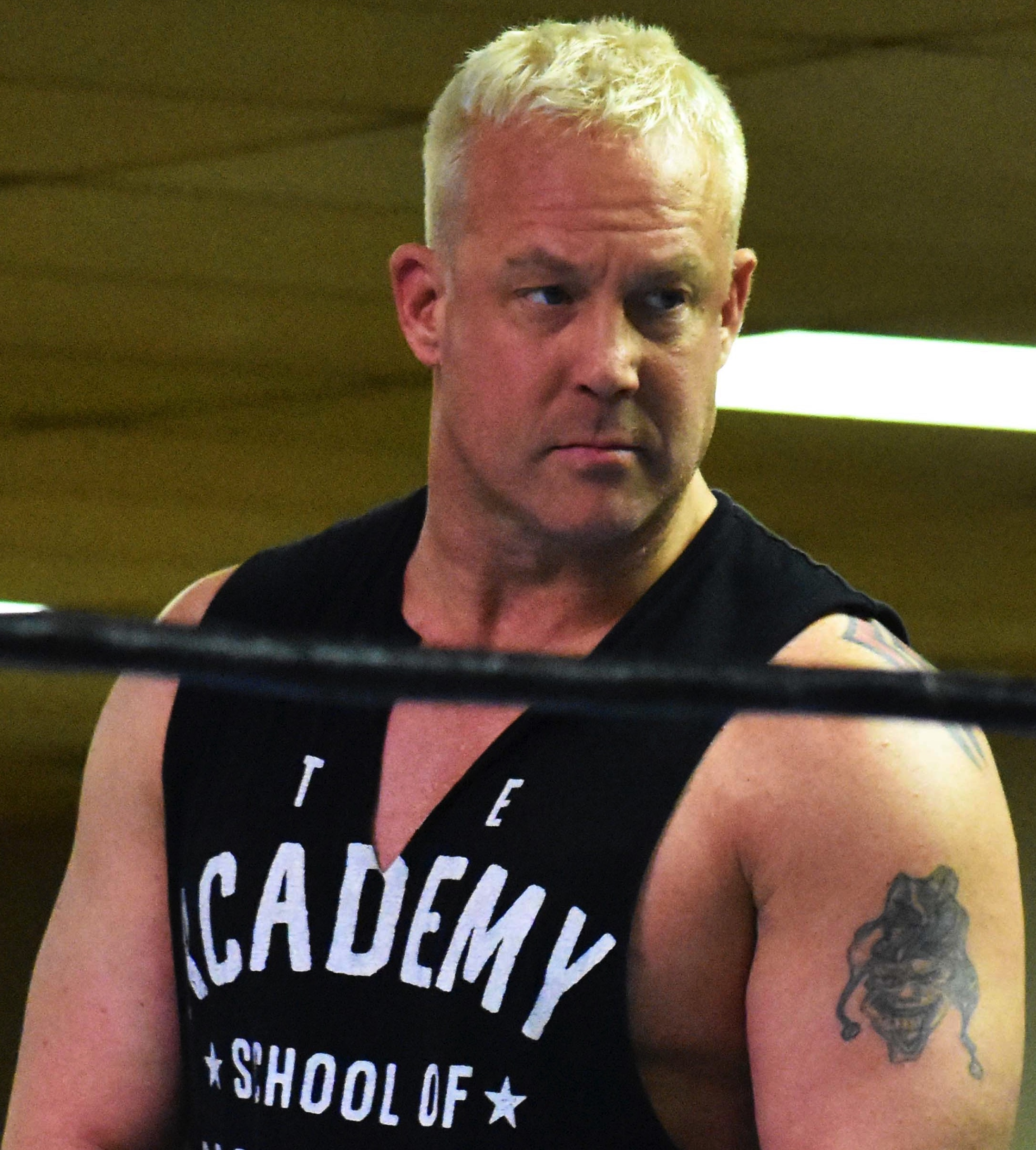
Ken Anderson (* 1976)

- Anderson, Kenneth, Hämatologe und Onkologe
- Anderson, Kenneth Arthur Noel (1891–1959), britischer General und Gouverneur
- Anderson, Kenny (* 1970), US-amerikanischer Basketballspieler
- Anderson, Kent (* 1962), US-amerikanischer Footballtrainer
- Anderson, Keturah (* 1968), kanadische Hürdenläuferin
- Anderson, Kevin, britischer Maschinenbauingenieur und Klimaforscher
- Anderson, Kevin (* 1960), US-amerikanischer Schauspieler
- Anderson, Kevin (* 1986), südafrikanischer Tennisspieler
- Anderson, Kevin J. (* 1962), US-amerikanischer Science-Fiction-Schriftsteller
- Anderson, Kristian (1975–2012), australischer Blogger
- Anderson, Kurt B., US-amerikanischer Offizier, Generalmajor der US Air Force
- Anderson, Kyan (* 1992), US-amerikanischer Basketballspieler
- Anderson, Kyle (* 1987), australischer Dartspieler
- Anderson, Kyle (* 1993), chinesisch-US-amerikanischer Basketballspieler
- Anderson, Kym (* 1950), australischer Ökonom

###### Anderson, L
- Anderson, Lance, US-amerikanischer Maskenbildner und Spezialeffektkünstler
- Anderson, Larry (* 1952), US-amerikanischer Schauspieler und Magier
- Anderson, Larz (1866–1937), US-amerikanischer Diplomat, Gesandter in Belgien und Botschafter in Japan
- Anderson, Lauren (* 1980), US-amerikanisches Model
- Anderson, Laurie (* 1947), US-amerikanische Performance-Künstlerin und MusikerinLaurie Anderson (* 1947)

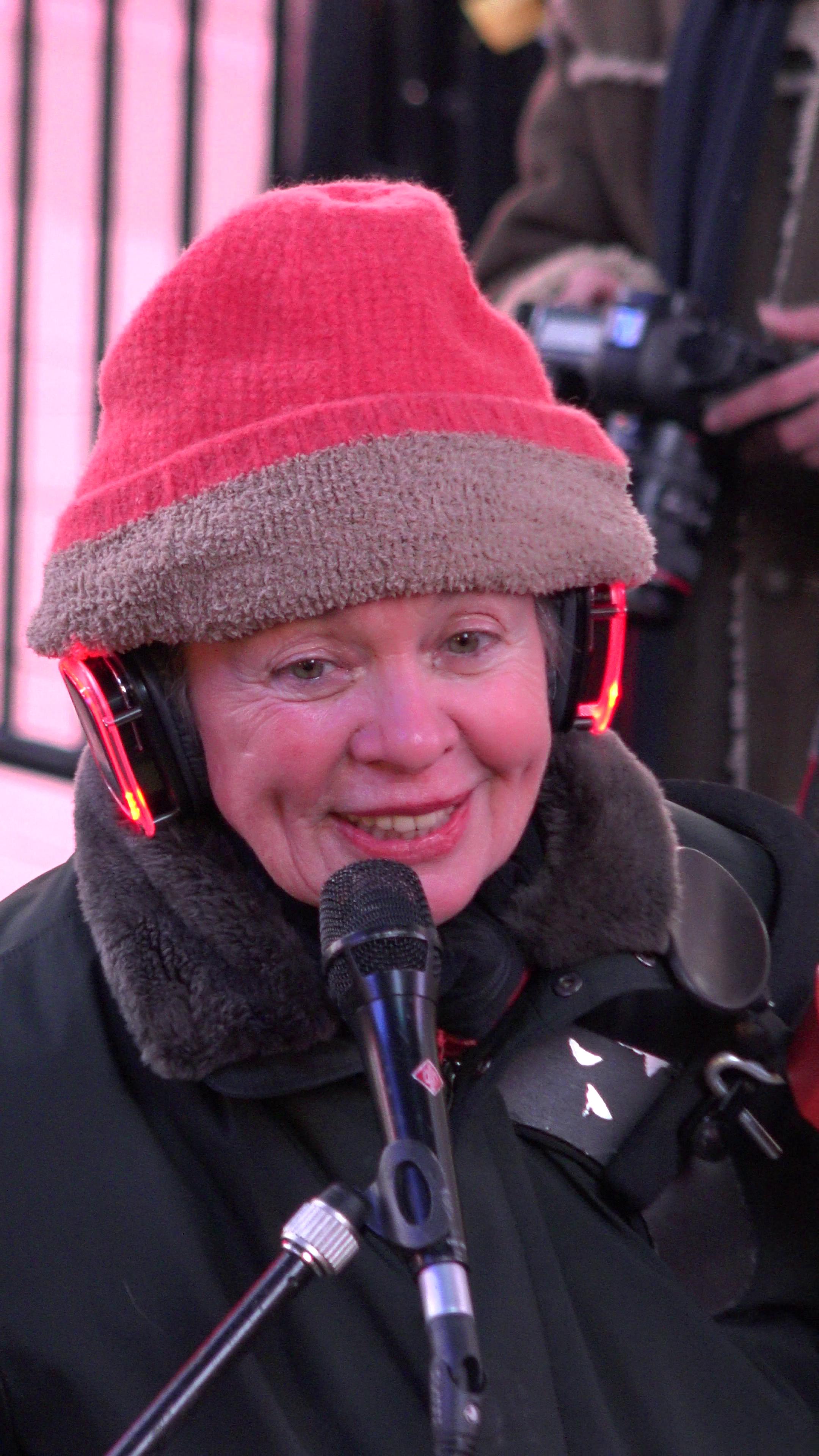
Laurie Anderson (* 1947)

- Anderson, Laurie Halse (* 1961), amerikanische Schriftstellerin
- Anderson, Lena (* 1939), schwedische Kinderbuchillustratorin
- Anderson, Leomie (* 1993), britisches Model
- Anderson, Leroy (1908–1975), US-amerikanischer Komponist
- Anderson, LeRoy H. (1906–1991), US-amerikanischer Politiker
- Anderson, Les (1921–2001), US-amerikanischer Country-Musiker
- Anderson, Lindsay (1923–1994), britischer Regisseur
- Anderson, Lisa (* 1950), US-amerikanische Politikwissenschaftlerin
- Anderson, Lisa Arrindell (* 1969), US-amerikanische Schauspielerin
- Anderson, Little Willie (1920–1991), US-amerikanischer Bluesmusiker (Mundharmonika, Gesang)
- Anderson, Liz (1927–2011), US-amerikanische Country-Sängerin und Songwriterin
- Anderson, Lola (* 1998), britische Ruderin
- Anderson, Loni (1945–2025), US-amerikanische SchauspielerinLoni Anderson (1945–2025)

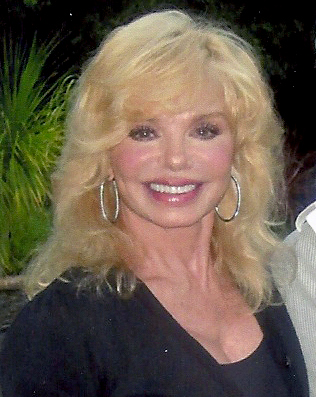
Loni Anderson (1945–2025)

- Anderson, Lorin W. (* 1945), US-amerikanischer Psychologe und Erziehungswissenschaftler
- Anderson, Louie (1953–2022), US-amerikanischer Schauspieler
- Anderson, Louisa Garrett (1873–1943), britische Ärztin und Frauenrechtlerin
- Anderson, Lucien (1824–1898), US-amerikanischer Politiker
- Anderson, Lucy (1797–1878), englische Pianistin
- Anderson, Lucy, britische Politikerin (Labour Party), MdEP
- Anderson, Lucy Hicks (1886–1954), afroamerikanische Socialite und Trans-Vorreiterin
- Anderson, Lynford (1941–2020), jamaikanischer Toningenieur, Sänger und Plattenproduzent
- Anderson, Lynn (1947–2015), US-amerikanische Country-SängerinLynn Anderson (1947–2015)

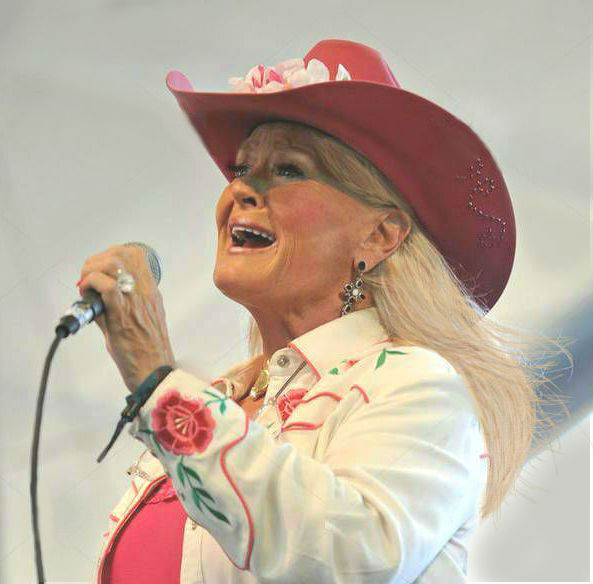
Lynn Anderson (1947–2015)

###### Anderson, M
- Anderson, Madelyne (* 2001), US-amerikanische Beachvolleyballspielerin
- Anderson, Madge Easton (1896–1982), schottische Rechtsanwältin
- Anderson, Mal (* 1935), australischer Tennisspieler
- Anderson, Malcolm Playfair (1879–1919), amerikanischer Zoologie, Forschungsreisender und Tersammler
- Anderson, Marc (* 1955), amerikanischer Perkussionist und Musikethnologe
- Anderson, Marcus Jr., US-amerikanischer Schauspieler und Model
- Anderson, Margaret (1886–1973), US-amerikanische Schriftstellerin; Gründerin und Herausgeberin von „The Little Review“
- Anderson, Margaret Lavinia (* 1941), US-amerikanische Historikerin
- Anderson, Marian (1897–1993), US-amerikanische Opernsängerin in der Stimmlage Alt
- Anderson, Marie (1842–1917), niederländische Schriftstellerin und Frauenrechtlerin
- Anderson, Mark (* 1964), US-amerikanischer klassischer Pianist und Hochschullehrer
- Anderson, Martina (* 1962), nordirische Politikerin (Sinn Féin), MdEP
- Anderson, Marvin (* 1982), jamaikanischer Leichtathlet
- Anderson, Mary (1859–1940), US-amerikanische Film- und Theaterschauspielerin
- Anderson, Mary (1866–1953), amerikanische Erfinderin der Scheibenwischanlage
- Anderson, Mary (1918–2014), US-amerikanische Schauspielerin
- Anderson, Mary B. (* 1939), US-amerikanische Ökonomin
- Anderson, Matthew (* 1987), US-amerikanischer Volleyballspieler
- Anderson, Matthew (* 2004), schottischer Fußballspieler
- Anderson, Matthew Tobin (* 1968), US-amerikanischer Autor von Bilderbüchern für Kinder und Romanen für junge Erwachsene
- Anderson, Maxwell (1888–1959), US-amerikanischer Dramatiker
- Anderson, Melissa Sue (* 1962), US-amerikanisch-kanadische Schauspielerin
- Anderson, Melody (* 1955), kanadische Schauspielerin und SozialarbeiterinMelody Anderson (* 1955)

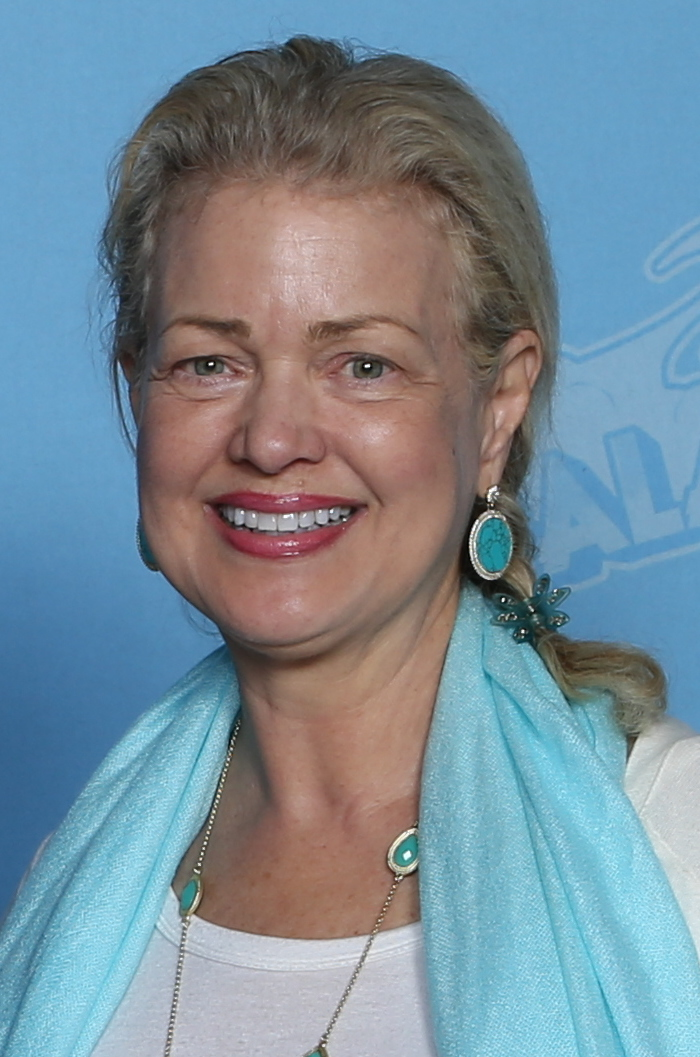
Melody Anderson (* 1955)

- Anderson, Melville Best (1851–1933), US-amerikanischer Romanist, Italianist und Anglist
- Anderson, Michael (1920–2018), britischer Filmregisseur
- Anderson, Michael (* 1951), politischer Aktivist der Aborigines
- Anderson, Michael (* 1969), US-amerikanischer Jazztrompeter
- Anderson, Michael J. (* 1953), US-amerikanischer SchauspielerMichael J. Anderson (* 1953)

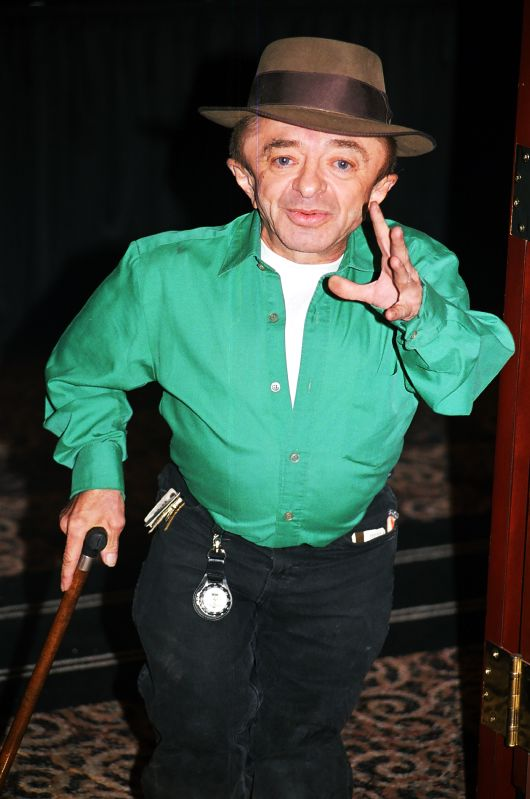
Michael J. Anderson (* 1953)

- Anderson, Michael Jr. (* 1943), britischer Schauspieler
- Anderson, Michael P. (1959–2003), US-amerikanischer Astronaut
- Anderson, Michou Pascale (* 1968), schweizerische Filmschauspielerin und Glasperlen- und Schmuckdesignerin
- Anderson, Mikael (* 1998), isländisch-dänischer Fußballspieler
- Anderson, Mike Rae (* 1972), US-amerikanischer Schauspieler, Filmproduzent, Filmregisseur, Filmeditor, Drehbuchautor und Kameramann
- Anderson, Miller (1922–1965), US-amerikanischer Wasserspringer
- Anderson, Miller (* 1945), britischer Musiker
- Anderson, Milo (1910–1984), US-amerikanischer Kostümbildner
- Anderson, Mitchell (* 1960), US-amerikanischer Basketballspieler
- Anderson, Mitchell (* 1975), australischer Triathlet
- Anderson, Moses Bosco (1928–2013), US-amerikanischer Ordensgeistlicher, römisch-katholischer Bischof
- Anderson, Murphy (1926–2015), US-amerikanischer Comiczeichner

###### Anderson, N
- Anderson, Navasky (* 2000), jamaikanischer Mittelstreckenläufer
- Anderson, Neil (1927–2010), neuseeländischer Vizeadmiral
- Anderson, Nels (1889–1986), US-amerikanischer Soziologe
- Anderson, Nicholas Longworth (1838–1892), US-amerikanischer Offizier
- Anderson, Nick (* 1968), US-amerikanischer Basketballspieler
- Anderson, Nick (* 1979), US-amerikanischer Eishockeyspieler
- Anderson, Nicole (* 1990), US-amerikanische SchauspielerinNicole Anderson (* 1990)

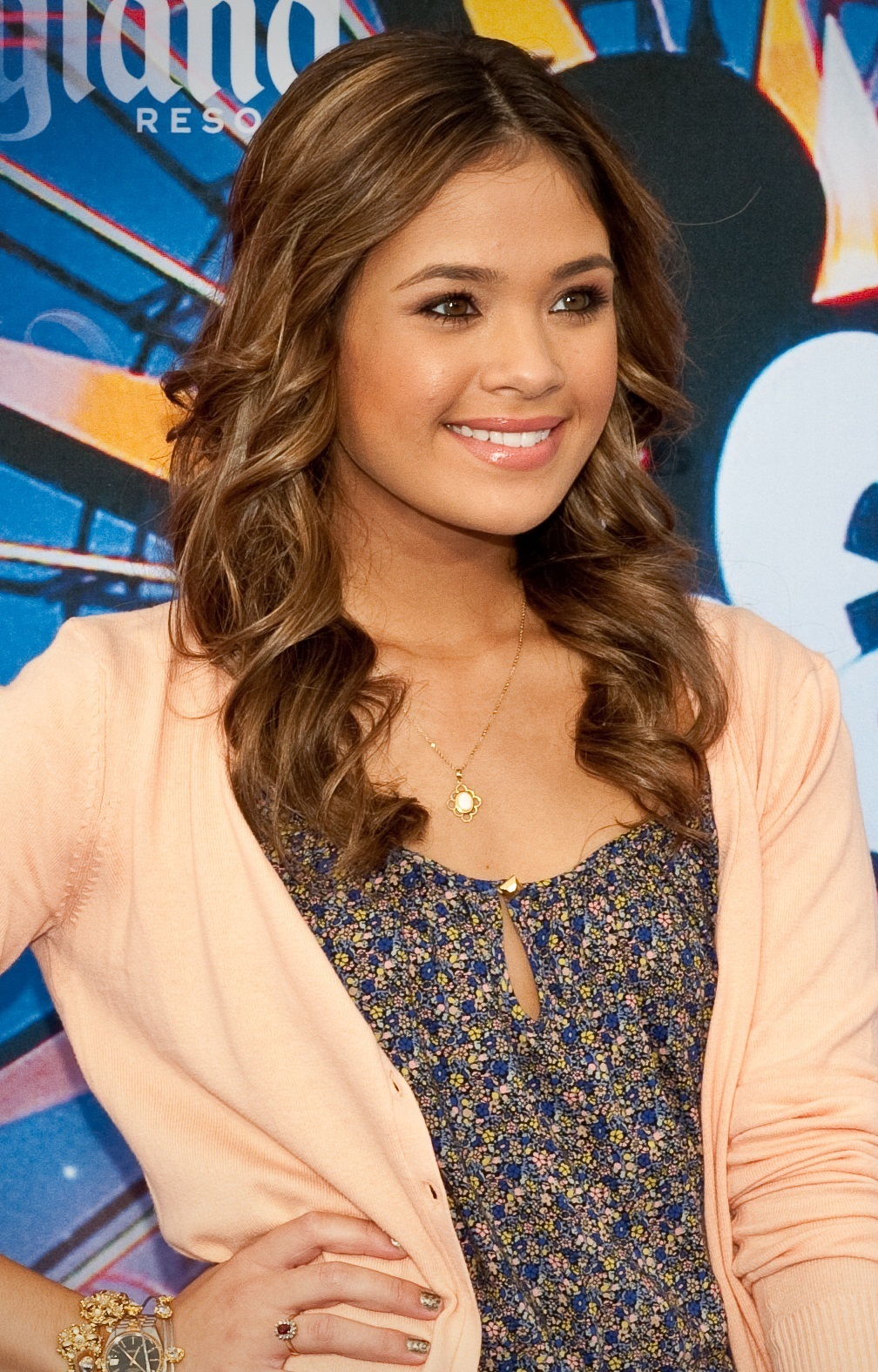
Nicole Anderson (* 1990)

- Anderson, Nikki (* 1977), ungarische Pornodarstellerin
- Anderson, Nikolai (1845–1905), deutsch-baltischer Philologe
- Anderson, Norman (1902–1978), US-amerikanischer Kugelstoßer

###### Anderson, O
- Anderson, Ole (1942–2024), US-amerikanischer Wrestler
- Anderson, Oliver (* 1998), australischer Tennisspieler
- Anderson, Orlando (1974–1998), US-amerikanisches Gangmitglied und mutmaßlicher Mörder von Tupac Shakur
- Anderson, Orvil A. (1895–1965), US-amerikanischer Luftwaffengeneral
- Anderson, Oskar (1836–1868), schwedischer Historien- und Tiermaler, Zeichner und Lithograf
- Anderson, Oskar (1887–1960), deutscher Statistiker, Ökonom und Mathematiker
- Anderson, Oskar (1922–2006), deutscher Wirtschaftswissenschaftler
- Anderson, Ottis (* 1957), US-amerikanischer American-Football-Spieler

###### Anderson, P
- Anderson, Pamela (* 1967), kanadisch-US-amerikanische Schauspielerin und FotomodellPamela Anderson (* 1967)

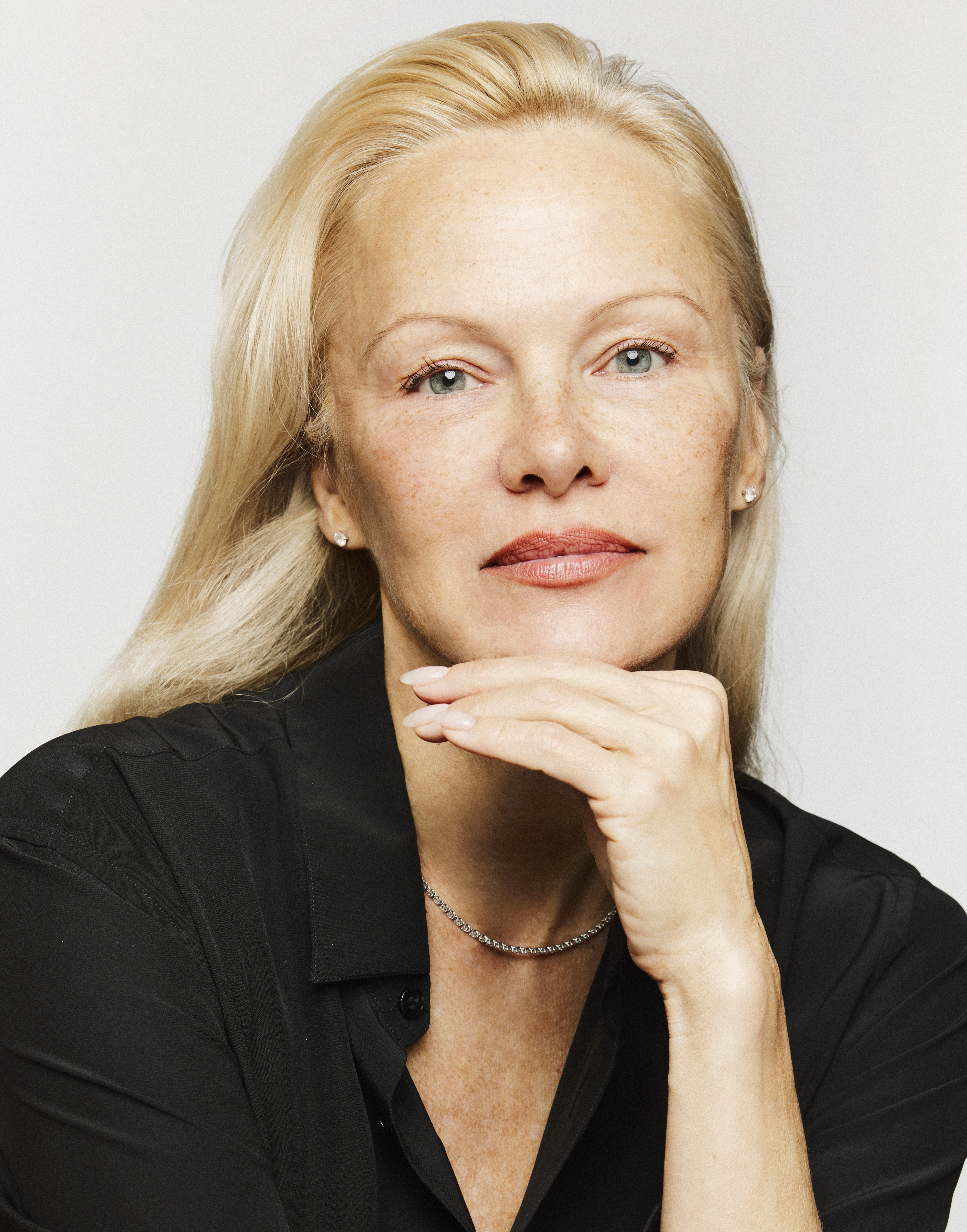
Pamela Anderson (* 1967)

- Anderson, Patrice (* 1959), US-amerikanische Biathletin
- Anderson, Patrick Ryan (* 1987), US-amerikanischer Schauspieler
- Anderson, Paul (1908–1972), deutscher Journalist
- Anderson, Paul (1932–1994), US-amerikanischer Gewichtheber
- Anderson, Paul (1935–2022), britischer Segler
- Anderson, Paul (* 1978), britischer Schauspieler
- Anderson, Paul (* 1988), englischer Fußballspieler
- Anderson, Paul Francis (1917–1987), US-amerikanischer Geistlicher und römisch-katholischer Bischof von Duluth
- Anderson, Paul K. (1927–2014), US-amerikanischer Mammaloge und Hochschullehrer
- Anderson, Paul S (* 1938), US-amerikanischer Chemiker
- Anderson, Paul Thomas (* 1970), US-amerikanischer Regisseur und Drehbuchautor
- Anderson, Paul W. S. (* 1965), britischer Filmregisseur, Drehbuchautor und FilmproduzentPaul W. S. Anderson (* 1965)

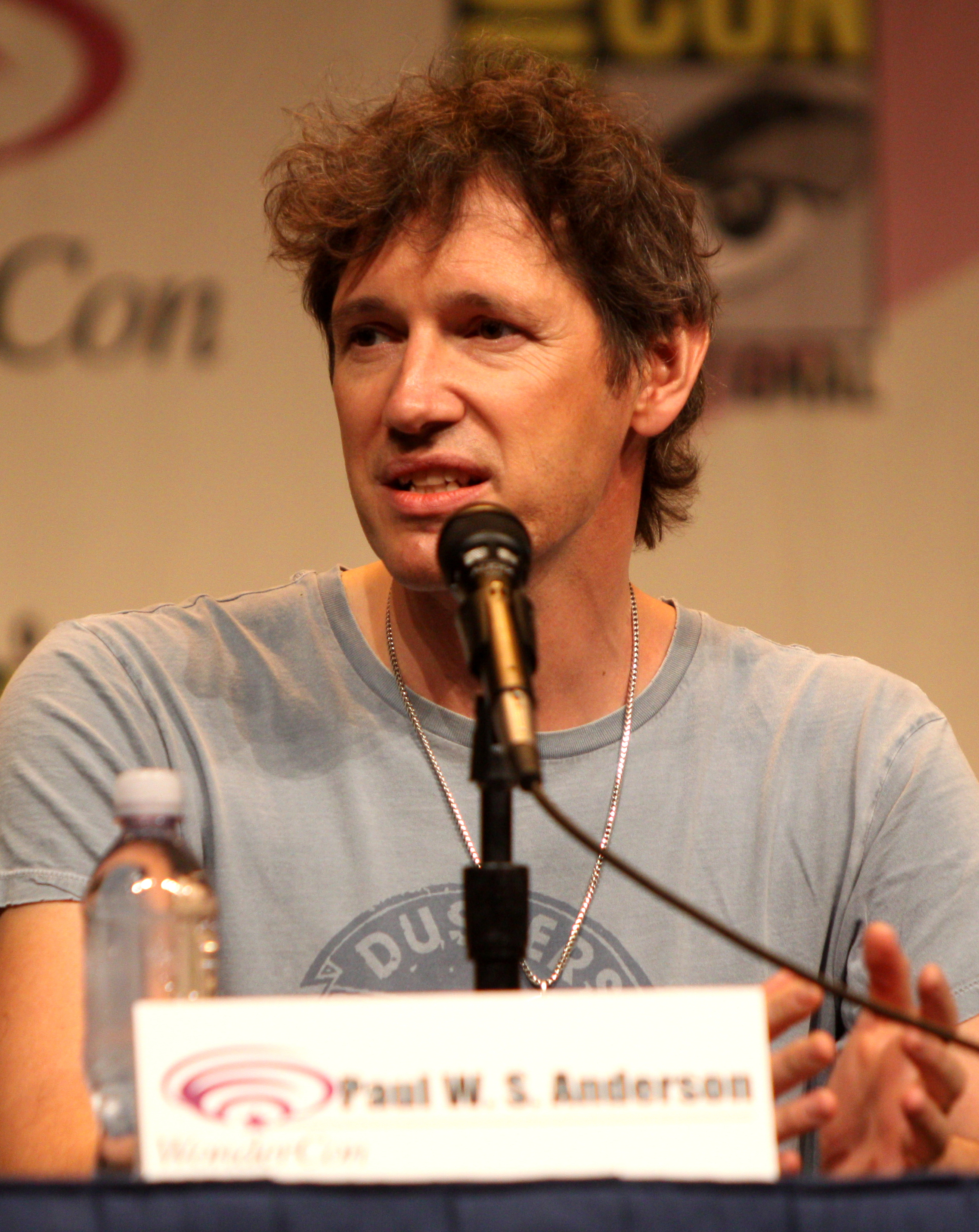
Paul W. S. Anderson (* 1965)

- Anderson, Perry (* 1938), britischer Historiker
- Anderson, Perry (* 1961), kanadischer Eishockeyspieler
- Anderson, Peter, US-amerikanischer Kameramann
- Anderson, Peter (* 1947), australischer Politiker, Mitglied der Legislativversammlung und Minister von New South Wales
- Anderson, Phil (* 1958), australischer Radrennfahrer
- Anderson, Philip Warren (1923–2020), US-amerikanischer Physiker
- Anderson, Philip William (1915–1980), US-amerikanischer Filmeditor
- Anderson, Pink (1900–1974), US-amerikanischer Blues-Musiker
- Anderson, Poppy J. (* 1983), deutsche Schriftstellerin
- Anderson, Porter W. junior (* 1937), US-amerikanischer Mikrobiologe
- Anderson, Poul (1926–2001), US-amerikanischer Science-Fiction-Autor

###### Anderson, R
- Anderson, Rae (* 1953), australische Squashspielerin
- Anderson, Raffaëla (* 1976), französische Filmschauspielerin, Autorin und ehemalige Pornodarstellerin
- Anderson, Rasmus B. (1846–1936), US-amerikanischer Skandinavist, Hochschullehrer und Diplomat
- Anderson, Ray (* 1952), US-amerikanischer Jazzposaunist
- Anderson, Reid (* 1949), kanadischer Tänzer und Ballettdirektor
- Anderson, Reid (* 1970), US-amerikanischer Jazz-Bassist und Komponist
- Anderson, Renee (* 1953), US-amerikanische Schauspielerin
- Anderson, Richard (1907–1979), britischer Generalleutnant
- Anderson, Richard (1926–2017), US-amerikanischer Schauspieler
- Anderson, Richard Clough (1788–1826), US-amerikanischer Politiker
- Anderson, Richard Dean (* 1950), US-amerikanischer SchauspielerRichard Dean Anderson (* 1950)

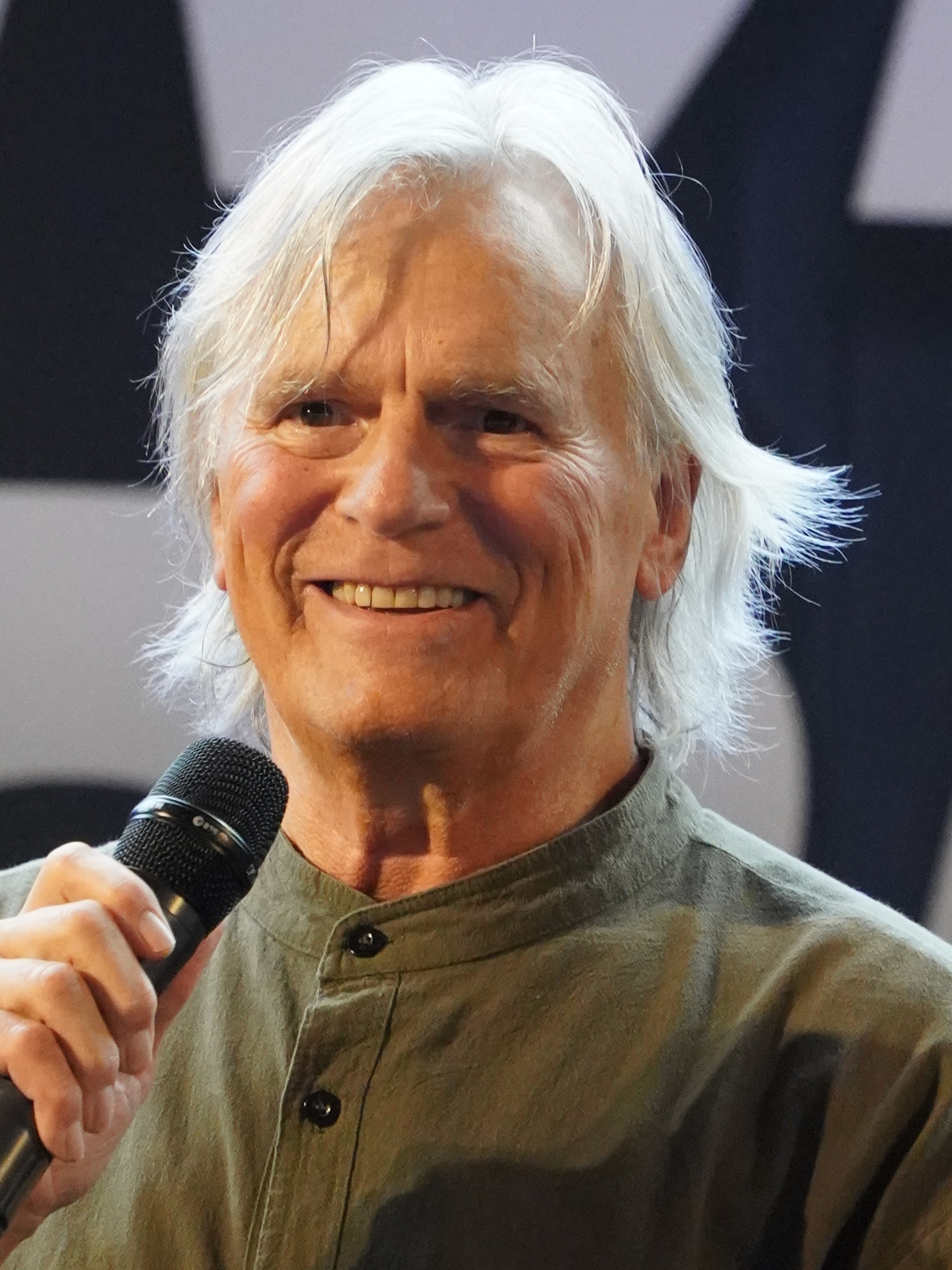
Richard Dean Anderson (* 1950)

- Anderson, Richard H. (* 1955), amerikanischer Manager im Transportbereich
- Anderson, Richard Heron (1821–1879), US-amerikanischer General (Konföderierte Staaten)
- Anderson, Richard L., Tontechniker
- Anderson, Robert, schottischer Autopionier
- Anderson, Robert, englischer Seidenweber und Mathematiker
- Anderson, Robert (1741–1813), US-amerikanischer Offizier und Politiker
- Anderson, Robert (1805–1871), Generalmajor des US-Heeres
- Anderson, Robert (1841–1918), leitender Beamter des Scotland Yard und Theologe
- Anderson, Robert (1917–2009), US-amerikanischer Drehbuchautor und Schriftsteller
- Anderson, Robert B. (1910–1989), US-amerikanischer Politiker
- Anderson, Robert D. (* 1942), britischer Historiker
- Anderson, Robert G. W. (* 1944), britischer Chemiehistoriker und Museumsleiter
- Anderson, Robert Houston (1835–1888), General der Konföderierten Staaten von Amerika im Amerikanischen Bürgerkrieg
- Anderson, Robert M. (1824–1878), US-amerikanischer Politiker
- Anderson, Robert Orville (1917–2007), US-amerikanischer Unternehmer und Wirtschaftsmanager
- Anderson, Robert P., amerikanischer Zoologe und Mammaloge
- Anderson, Robert Rowand (1834–1921), schottischer Architekt
- Anderson, Robert T. (1934–2009), US-amerikanischer Organist, Komponist und Musikpädagoge
- Anderson, Robert T. (* 1945), US-amerikanischer Politiker
- Anderson, Robin (1950–2002), australische Filmregisseurin
- Anderson, Robin (* 1993), US-amerikanische Tennisspielerin
- Anderson, Rocky (* 1951), US-amerikanischer Politiker
- Anderson, Roland (1903–1989), US-amerikanischer Szenenbildner
- Anderson, Rona (1926–2013), britische Schauspielerin in Film und Fernsehen und auf dem Theater
- Anderson, Ronald Kinloch (1911–1984), schottischer Pianist, Musikpädagoge und Musikproduzent
- Anderson, Ronnie (1922–1984), englischer Fußballspieler
- Anderson, Rosa (* 1881), deutsche Schriftstellerin
- Anderson, Ross (1956–2024), britischer Forscher, Buchautor und Hochschullehrer
- Anderson, Ross (* 1987), britischer Schauspieler
- Anderson, Roy C. (1926–2001), kanadischer Parasitologe und Hochschullehrer
- Anderson, Rudolf (1927–1962), US-amerikanischer Pilot und Offizier (United States Air Force) und der einzige Tote der Kubakrise
- Anderson, Russ (* 1955), US-amerikanischer Eishockeyspieler
- Anderson, Rusty (* 1958), US-amerikanischer Gitarrist
- Anderson, Ryan (* 1988), US-amerikanischer Basketballspieler

###### Anderson, S
- Anderson, Sam (* 1945), US-amerikanischer SchauspielerSam Anderson (* 1945)

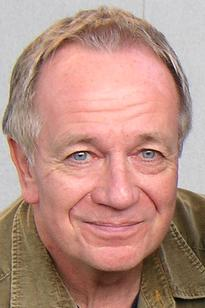
Sam Anderson (* 1945)

- Anderson, Samuel (1773–1850), US-amerikanischer Politiker
- Anderson, Samuel (1929–2012), kubanischer Hürdenläufer und Sprinter
- Anderson, Samuel (* 1982), britischer Schauspieler
- Anderson, Samuel E. (1906–1982), US-amerikanischer Pilot, General der US-Luftwaffe
- Anderson, Samuel Read (1804–1883), General der Konföderierten Staaten im Amerikanischen Bürgerkrieg
- Anderson, Sascha (* 1953), deutscher Schriftsteller
- Anderson, Scott (* 1954), australischer Segler
- Anderson, Scott (* 1989), US-amerikanischer Automobilrennfahrer
- Anderson, Scott E. (* 1964), US-amerikanischer Spezialeffektkünstler
- Anderson, Scott G. (* 1972), britischer Filmschauspieler
- Anderson, Shamier (* 1991), kanadischer Filmschauspieler
- Anderson, Shawn (* 1968), kanadischer Eishockeyspieler
- Anderson, Sherwood (1876–1941), US-amerikanischer Schriftsteller
- Anderson, Signe Toly (1941–2016), US-amerikanische Sängerin, Gründungsmitglied der Rockband Jefferson AirplaneSigne Toly Anderson (1941–2016)

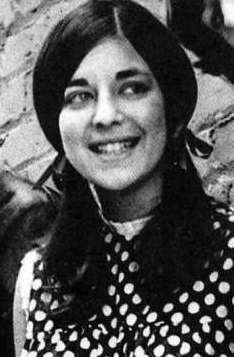
Signe Toly Anderson (1941–2016)

- Anderson, Sigurd (1904–1990), US-amerikanischer Politiker
- Anderson, Simeon H. (1802–1840), US-amerikanischer Politiker
- Anderson, Solbjørk Minke (* 2004), dänische Radrennfahrerin
- Anderson, Sophie, britische Schauspielerin
- Anderson, Sparky (1934–2010), US-amerikanischer Baseballspieler und -trainer
- Anderson, Stan (1934–2018), englischer Fußballspieler und -trainer
- Anderson, Stephen (1906–1988), US-amerikanischer Hürdenläufer
- Anderson, Stephen Wayne (1953–2002), US-amerikanischer Mörder
- Anderson, Steve (1948–2018), US-amerikanischer Journalist, Politiker, Aktivist, Jurist und Widerstandskämpfer
- Anderson, Stikkan (1931–1997), schwedischer Textautor, Musikverleger, Geschäftsmann und ÜbersetzerStikkan Anderson (1931–1997)

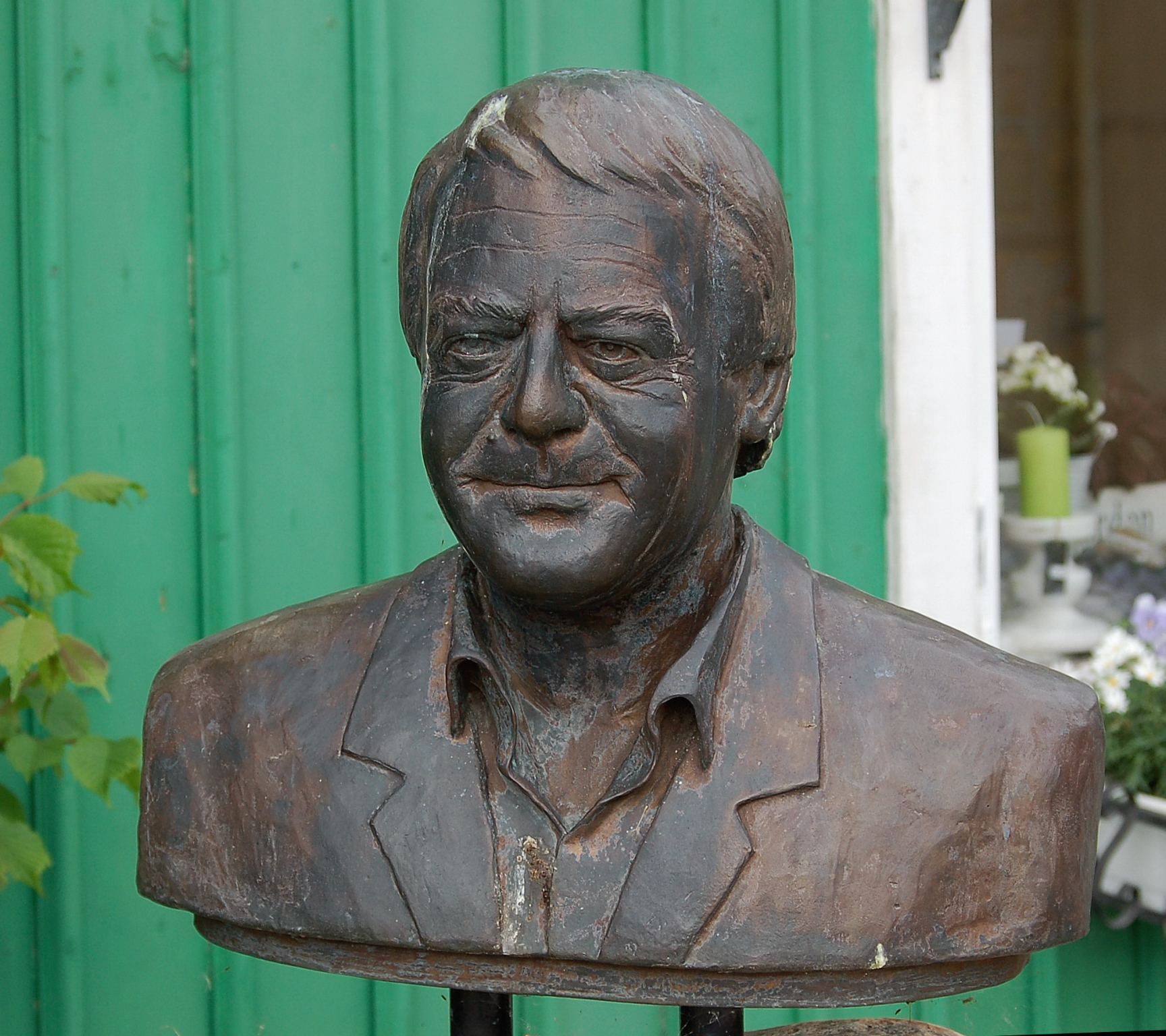
Stikkan Anderson (1931–1997)

- Anderson, Stinson (1800–1857), US-amerikanischer Politiker
- Anderson, Sydney (1881–1948), US-amerikanischer Politiker
- Anderson, Sydney (1927–2018), US-amerikanischer Mammaloge, Museumskurator und Hochschullehrer
- Anderson, Sylvia (1927–2016), britische Filmregisseurin und -produzentin

###### Anderson, T
- Anderson, Theodore Wilbur (1918–2016), US-amerikanischer Statistiker
- Anderson, Thomas (1819–1874), schottischer Chemiker
- Anderson, Thomas (1832–1870), schottischer Botaniker
- Anderson, Thomas (1939–2010), australischer Regattasegler
- Anderson, Thomas (* 1970), US-amerikanischer Internet-Unternehmer, Gründer der Online-Community MySpaceThomas Anderson (* 1970)

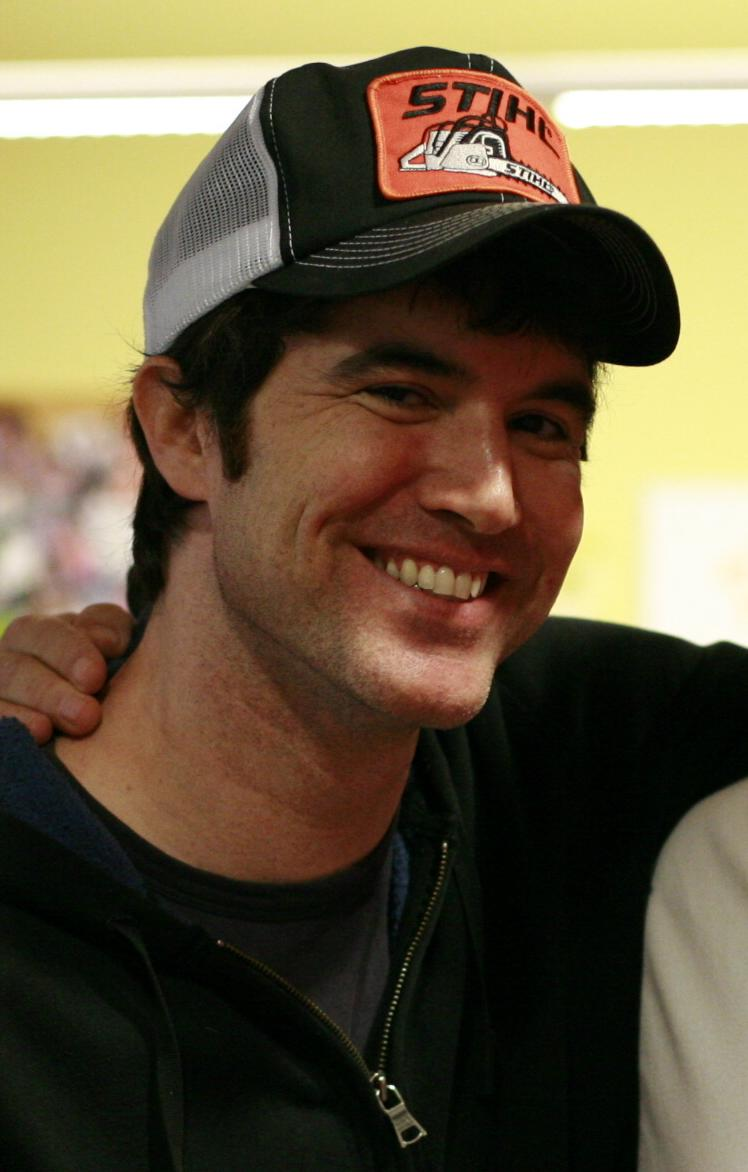
Thomas Anderson (* 1970)

- Anderson, Thomas Lilbourne (1808–1885), US-amerikanischer Politiker
- Anderson, Thomas M. (1836–1917), US-amerikanischer Brigadegeneral
- Anderson, Thurman E. (* 1932), US-amerikanischer Offizier, Generalmajor der US-Army
- Anderson, Tillie (1875–1965), US-amerikanische Radrennfahrerin
- Anderson, Tim (1925–2017), britischer Stabhochspringer
- Anderson, Tim (* 1992), britisch-deutscher Dirigent
- Anderson, Tom (* 1961), US-amerikanischer Informatiker
- Anderson, Tommy (1911–1971), kanadischer Eishockeyspieler
- Anderson, Tori (* 1988), kanadische Schauspielerin
- Anderson, Tristan (* 1971), US-amerikanischer politischer Aktivist und Fotojournalist
- Anderson, Ty (1908–1989), US-amerikanischer Eishockeyspieler
- Anderson, Tycen (* 1999), US-amerikanischer American-Football-Spieler

###### Anderson, V
- Anderson, Victor Emanuel (1902–1962), US-amerikanischer Politiker
- Anderson, Viv (* 1956), englischer Fußballspieler und -trainer

###### Anderson, W
- Anderson, W. H. (1882–1955), kanadischer Sänger (Tenor), Komponist, Chorleiter und Gesangspädagoge englischer Herkunft
- Anderson, W. Harold (1902–1967), US-amerikanischer Basketballspieler und -trainer
- Anderson, Wallace „Mad Bear“ (1927–1985), US-amerikanischer Aktivist, Tuscarora-Indianer
- Anderson, Walt (* 1952), US-amerikanischer Zahnarzt und American-Football-Schiedsrichter
- Anderson, Walter (1885–1962), Volkskundler (Erzählforscher)
- Anderson, Warner (1911–1976), US-amerikanischer Schauspieler
- Anderson, Warren (1921–2014), US-amerikanischer Manager; Vorsitzender von Union Carbide
- Anderson, Warren M. (1915–2007), US-amerikanischer Soldat, Rechtsanwalt und Politiker
- Anderson, Wendell (1933–2016), US-amerikanischer Politiker
- Anderson, Wes (* 1964), US-amerikanischer Jazzmusiker
- Anderson, Wes (* 1969), US-amerikanischer FilmregisseurWes Anderson (* 1969)

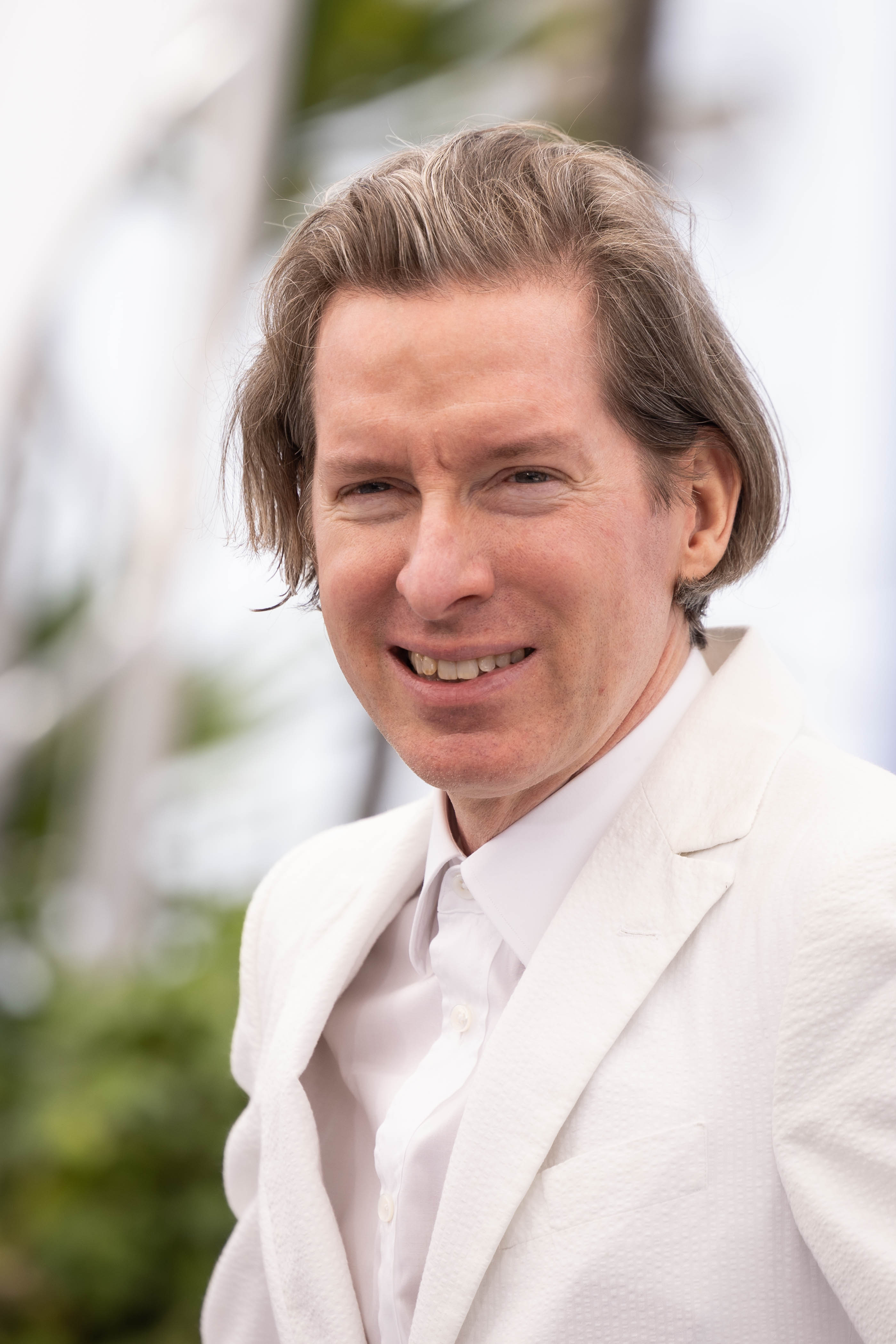
Wes Anderson (* 1969)

- Anderson, Wilhelm (1880–1940), Astronom und Astrophysiker
- Anderson, Will (* 2001), US-amerikanischer American-Football-Spieler
- Anderson, William (1762–1829), US-amerikanischer Politiker
- Anderson, William (1834–1898), britischer Ingenieur, Unternehmer und Philanthrop
- Anderson, William (1842–1900), britischer Chirurg, Anatom und Kunstsammler
- Anderson, William (1859–1923), britischer Cricketspieler
- Anderson, William (1868–1940), australischer Theaterunternehmer
- Anderson, William (1878–1915), britischer Sprinter und Mittelstreckenläufer
- Anderson, William (1879–1939), schwedischer Kunsthistoriker
- Anderson, William (1888–1975), US-amerikanischer Politikwissenschaftler und Hochschullehrer
- Anderson, William (1901–1983), britischer Eishockeyspieler
- Anderson, William (1921–2007), US-amerikanischer Marineoffizier und Kongressabgeordneter
- Anderson, William B. (1830–1901), US-amerikanischer Politiker
- Anderson, William Charles (1920–2003), US-amerikanischer Autor
- Anderson, William Clayton (1826–1861), US-amerikanischer Politiker
- Anderson, William Cliffe Foley (1865–1935), britischer Altphilologe
- Anderson, William Coleman (1853–1902), US-amerikanischer Politiker
- Anderson, William French (* 1936), US-amerikanischer Arzt, Gentechniker und Molekular-Biologe
- Anderson, William M. (1948–2022), nordirischer Filmeditor
- Anderson, William T. (1840–1864), Konföderierter Partisanenführer während des SezessionskriegesWilliam T. Anderson (1840–1864)

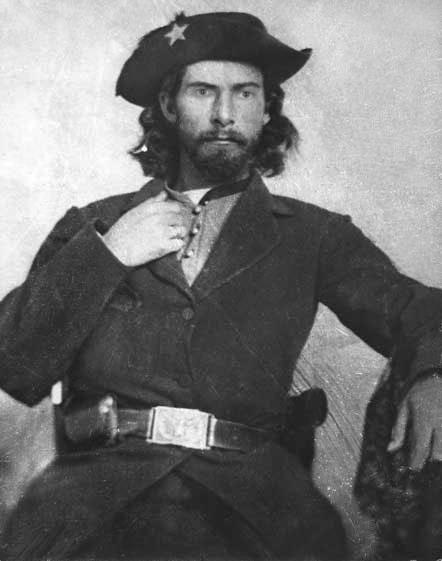
William T. Anderson (1840–1864)

- Anderson, Willie (1879–1910), schottisch-amerikanischer Golfspieler
- Anderson, Willie (* 1947), englischer Fußballspieler
- Anderson, Willie (* 1967), US-amerikanischer Basketballspieler

###### Anderson, Y
- Anderson, Yul (1958–2021), US-amerikanischer Pianist, Gitarrist und Sänger

###### Anderson, Z
- Anderson, Zachary (* 1991), australischer Fußballspieler
- Anderson, Zack (* 1990), US-amerikanischer Bassist

##### Anderson-

###### Anderson-D
- Anderson-Dargatz, Gail (* 1963), kanadische Autorin
- Anderson-Dolan, Jaret (* 1999), kanadischer Eishockeyspieler

###### Anderson-E
- Anderson-Emmons, Aubrey (* 2007), US-amerikanische SchauspielerinAubrey Anderson-Emmons (* 2007)

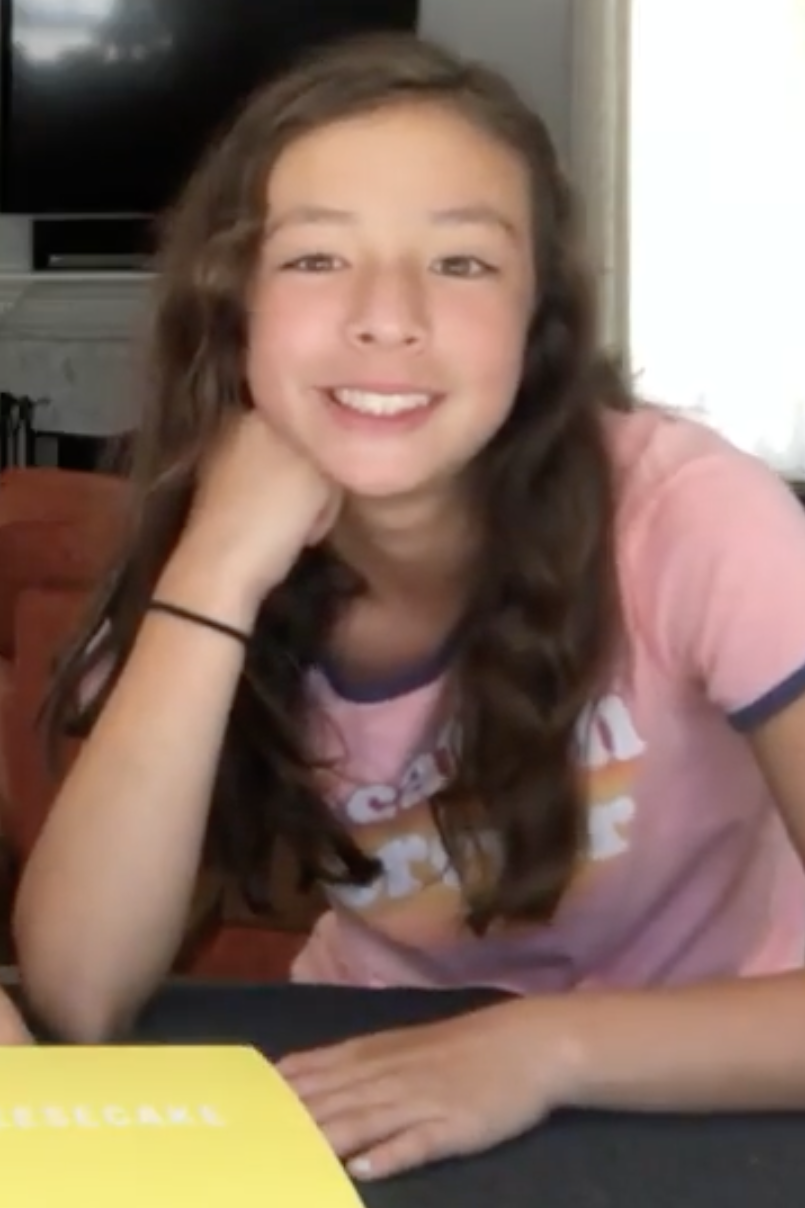
Aubrey Anderson-Emmons (* 2007)

###### Anderson-L
- Anderson-Lopez, Kristen (* 1972), US-amerikanische Schauspielerin, Drehbuchautorin, Musikproduzentin

###### Anderson-P
- Anderson-Pelham, Charles, 1. Baron Yarborough (1749–1823), britischer Peer und Politiker
- Anderson-Pelham, Charles, 1. Earl of Yarborough (1781–1846), britischer Peer und Politiker
- Anderson-Pelham, Charles, 2. Earl of Yarborough (1809–1862), britischer Peer

###### Anderson-R
- Anderson-Richardson, Kate (* 1973), australische Langstreckenläuferin

##### Andersons
- Andersons, Jānis (* 1986), lettischer Eishockeyspieler

### Anderss
- Anderssen, Adolf (1818–1879), deutscher SchachspielerAdolf Anderssen (1818–1879)

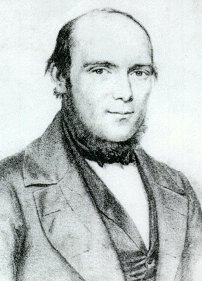
Adolf Anderssen (1818–1879)

- Anderssen, Lena (* 1974), färöisch-kanadische Singer-Songwriterin
- Andersson Wij, Tomas (* 1972), schwedischer Sänger und Liedschreiber, Journalist
- Andersson, Adolf (1888–1985), schwedischer Schwimmer
- Andersson, Agneta (1961–2023), schwedische Kanutin
- Andersson, Åke (1917–1983), schwedischer Fußballspieler
- Andersson, Åke (1918–1982), schwedischer Eishockeyspieler
- Andersson, Åke (1925–2005), schwedischer Langstreckenläufer
- Andersson, Albert (1902–1977), schwedischer Turner und Leichtathlet
- Andersson, Allan (1931–2010), schwedischer Skilangläufer
- Andersson, Allen (* 1964), schwedischer Radrennfahrer
- Andersson, Anders (1875–1945), schwedischer Sportschütze
- Andersson, Anders (1937–1989), schwedischer Eishockeyspieler
- Andersson, Anders (* 1974), schwedischer Fußballspieler
- Andersson, Andrea (* 1970), US-amerikanische Badmintonspielerin
- Andersson, Andreas (* 1974), schwedischer Fußballspieler
- Andersson, Anna (* 1982), schwedische Eishockeyspielerin
- Andersson, Arne (1917–2009), schwedischer Leichtathlet
- Andersson, Arne (1921–2003), schwedischer Fußballspieler
- Andersson, Arvid (1881–1956), schwedischer Tauzieher
- Andersson, Arvid (1896–1992), schwedischer Turner
- Andersson, Arvid (1919–2011), schwedischer Gewichtheber
- Andersson, Bella (* 2006), schwedische Fußballspielerin
- Andersson, Bengt (* 1966), schwedischer Fußballtorhüter
- Andersson, Benny (* 1946), schwedischer Musiker, Komponist, Songwriter und Musikproduzent, Mitglied der Gruppe ABBABenny Andersson (* 1946)

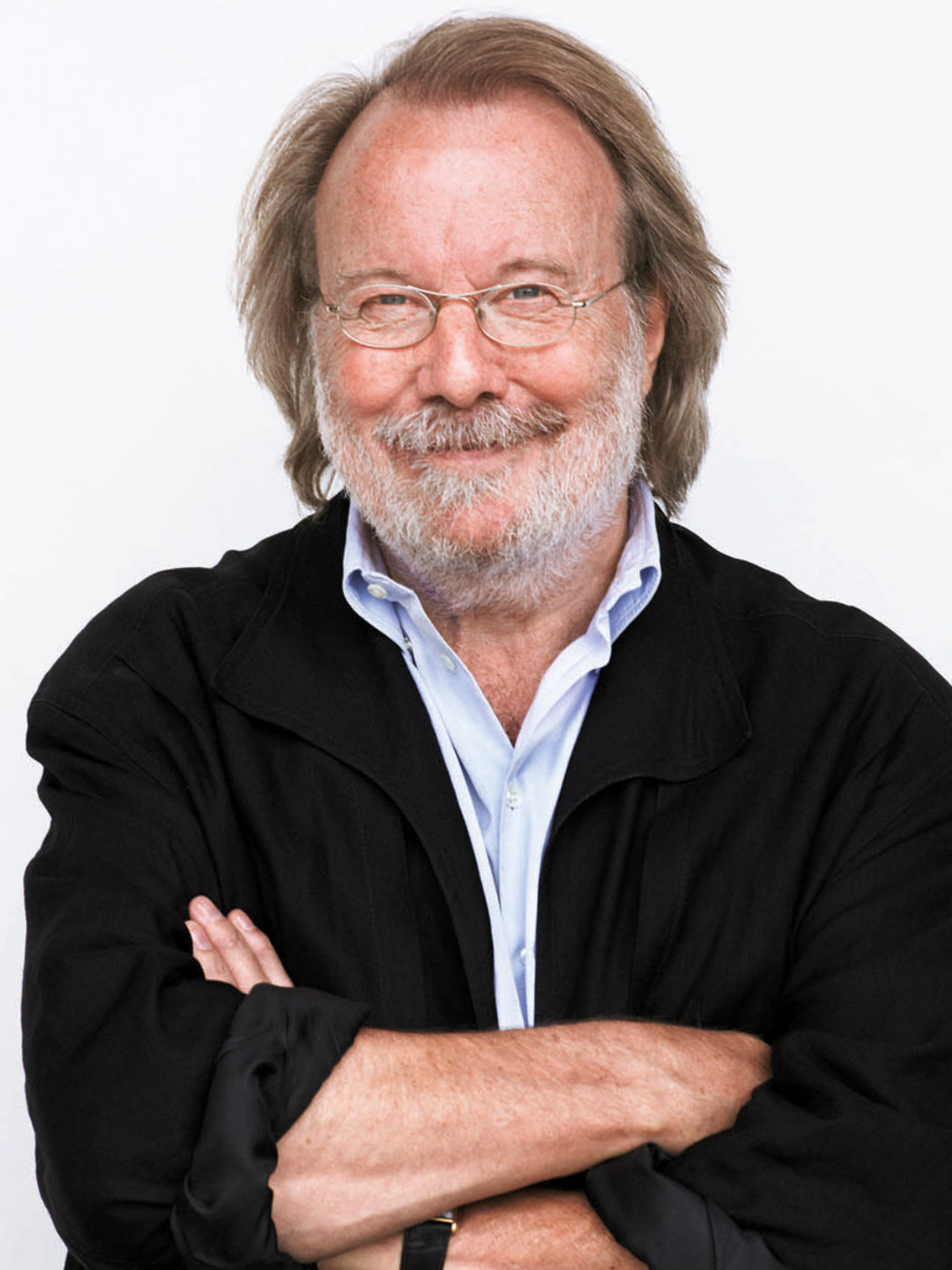
Benny Andersson (* 1946)

- Andersson, Bernt (1933–2020), schwedischer Fußballspieler
- Andersson, Bertil (1914–1990), schwedischer Mittelstreckenläufer
- Andersson, Bertil (1928–2008), schwedischer Fußballspieler
- Andersson, Bertil (1929–2009), schwedischer Fußballspieler
- Andersson, Bertil (* 1948), schwedischer Chemiker und Träger der Wilhelm-Exner-Medaille
- Andersson, Bibi (1935–2019), schwedische SchauspielerinBibi Andersson (1935–2019)

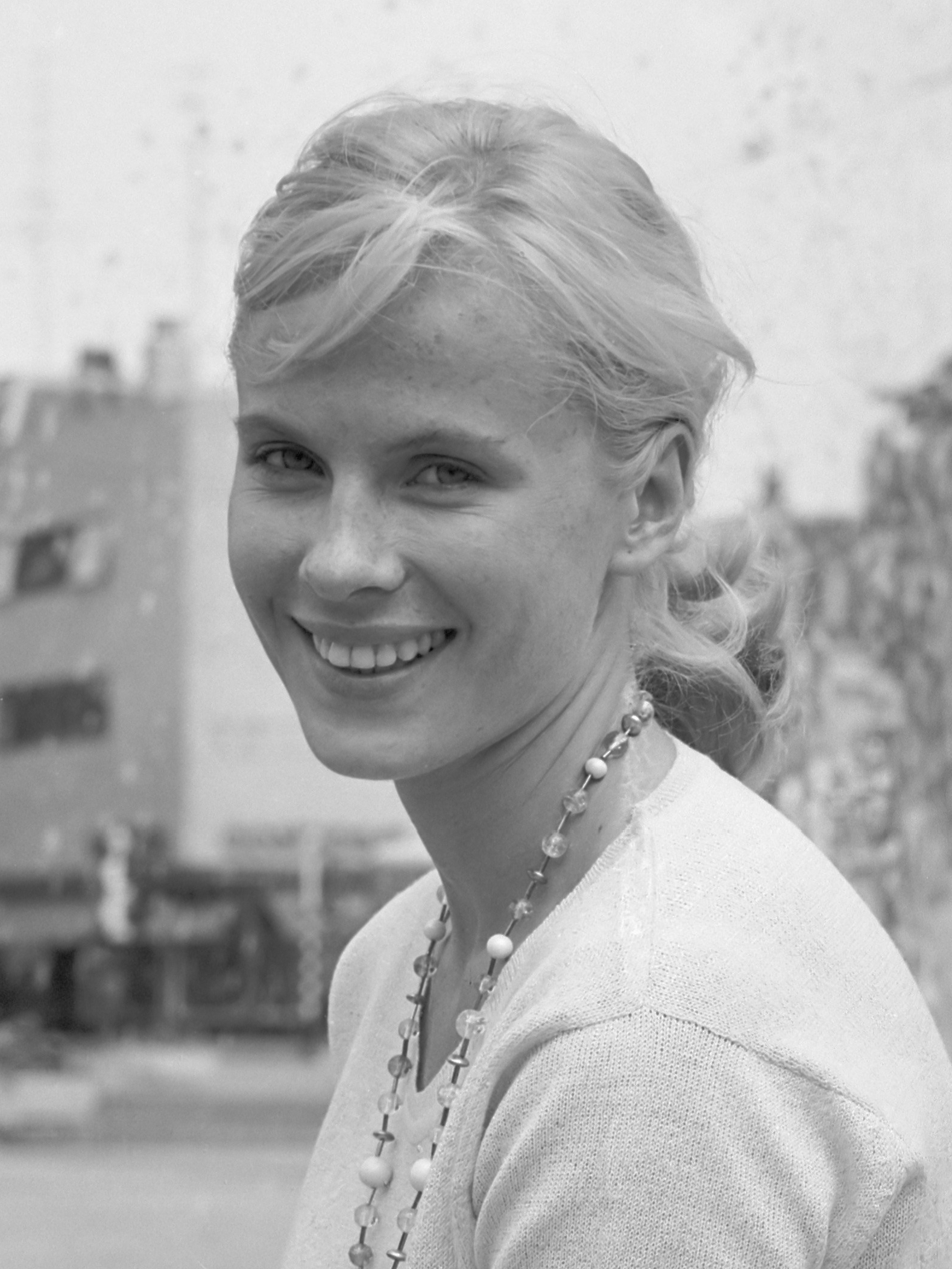
Bibi Andersson (1935–2019)

- Andersson, Bjarne (1940–2004), schwedischer Skilangläufer
- Andersson, Björn (* 1951), schwedischer Fußballspieler
- Andersson, Björn (* 1982), schwedischer Fußballspieler
- Andersson, Bo (* 1955), schwedischer Manager in der Automobilindustrie
- Andersson, Bo (* 1968), schwedischer Fußballspieler und -funktionär
- Andersson, Calle (* 1994), schwedischer Eishockeyspieler
- Andersson, Camilla (* 1962), schwedische Fußballspielerin
- Andersson, Camilla (* 1967), schwedische Fußballspielerin
- Andersson, Carl-Johan (* 1978), schwedischer Handballspieler
- Andersson, Carl-Oscar (* 1992), schwedischer Fußballspieler
- Andersson, Caroline (* 2001), schwedische Radrennfahrerin
- Andersson, Cecilia (* 1982), schwedische Eishockeytorhüterin
- Andersson, Christoffer (* 1978), schwedischer Fußballspieler
- Andersson, Claes (1937–2019), finnlandschwedischer Schriftsteller, Arzt, Politiker, Mitglied des Reichstags und Jazzmusiker
- Andersson, Conny (* 1939), schwedischer Autorennfahrer
- Andersson, Dan (1888–1920), schwedischer Arbeiterdichter und Lyriker
- Andersson, Daniel (* 1972), schwedischer Fußballspieler
- Andersson, Daniel (* 1977), schwedischer Fußballspieler
- Andersson, Daniel (* 1983), schwedischer Bandyspieler
- Andersson, David (1975–2022), schwedischer Gitarrist
- Andersson, David (* 1981), schwedischer Orientierungs- und Ski-Orientierungsläufer
- Andersson, David (* 1994), schwedischer Eisschnellläufer
- Andersson, Devo, schwedischer Musiker und Musikproduzent
- Andersson, Ebba (* 1997), schwedische Skilangläuferin
- Andersson, Elias (* 1996), schwedischer Fußballspieler
- Andersson, Ellen (* 1991), schwedische Jazzsängerin
- Andersson, Elmer (* 2006), schwedischer Volleyball- und Beachvolleyballspieler
- Andersson, Elsa (1894–1994), schwedische Wasserspringerin
- Andersson, Elsa (1897–1922), erste schwedische Pilotin
- Andersson, Erik (1896–1985), schwedischer Schwimmer und Wasserballspieler
- Andersson, Erik (1921–2002), schwedischer Zehnkämpfer

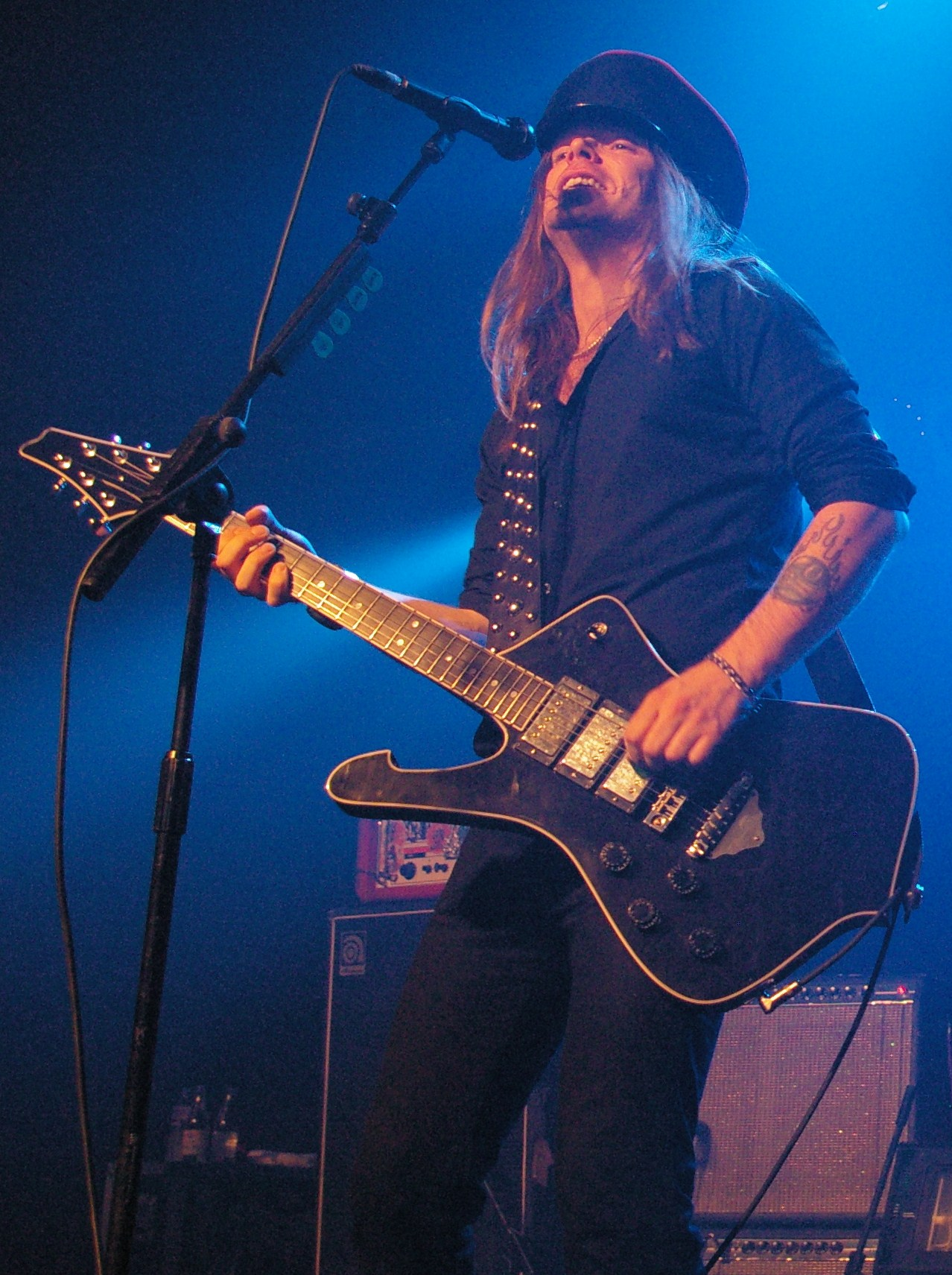
Nicke Andersson (* 1972)

- Andersson, Erik (* 1971), schwedischer Eishockeyspieler
- Andersson, Ernst (1909–1989), schwedischer Fußballspieler
- Andersson, Eva (* 1961), schwedische Fachärztin und früheres Model
- Andersson, Eva (* 1963), schwedische Fußballspielerin
- Andersson, Frank (1956–2018), schwedischer Ringer
- Andersson, Göran, schwedischer Nordischer Kombinierer
- Andersson, Göran (* 1951), schwedischer Elektrotechniker und Physiker
- Andersson, Gösta (1917–1975), schwedischer Ringer
- Andersson, Gun-Britt (* 1942), schwedische Diplomatin und Regierungsbeamtin, Staatssekretärin
- Andersson, Gunder (1943–2025), schwedischer Schriftsteller und Kulturjournalist
- Andersson, Gunilla (* 1975), schwedische Eishockeyspielerin
- Andersson, Gunnar (1928–1969), schwedischer Fußballspieler
- Andersson, Gunnar (* 1942), schwedischer Philosoph, Wissenschaftstheoretiker und Hochschulprofessor
- Andersson, Gustaf (1797–1872), schwedischer Orgelbauer und Musiker
- Andersson, Gustaf (1884–1961), schwedischer Politiker, Mitglied des Riksdag
- Andersson, Gustaf (1903–1986), schwedischer Eisschnellläufer
- Andersson, Gustaf (* 1974), schwedischer Fußballspieler
- Andersson, Harald (1907–1985), schwedischer Leichtathlet
- Andersson, Harriet (* 1932), schwedische SchauspielerinHarriet Andersson (* 1932)

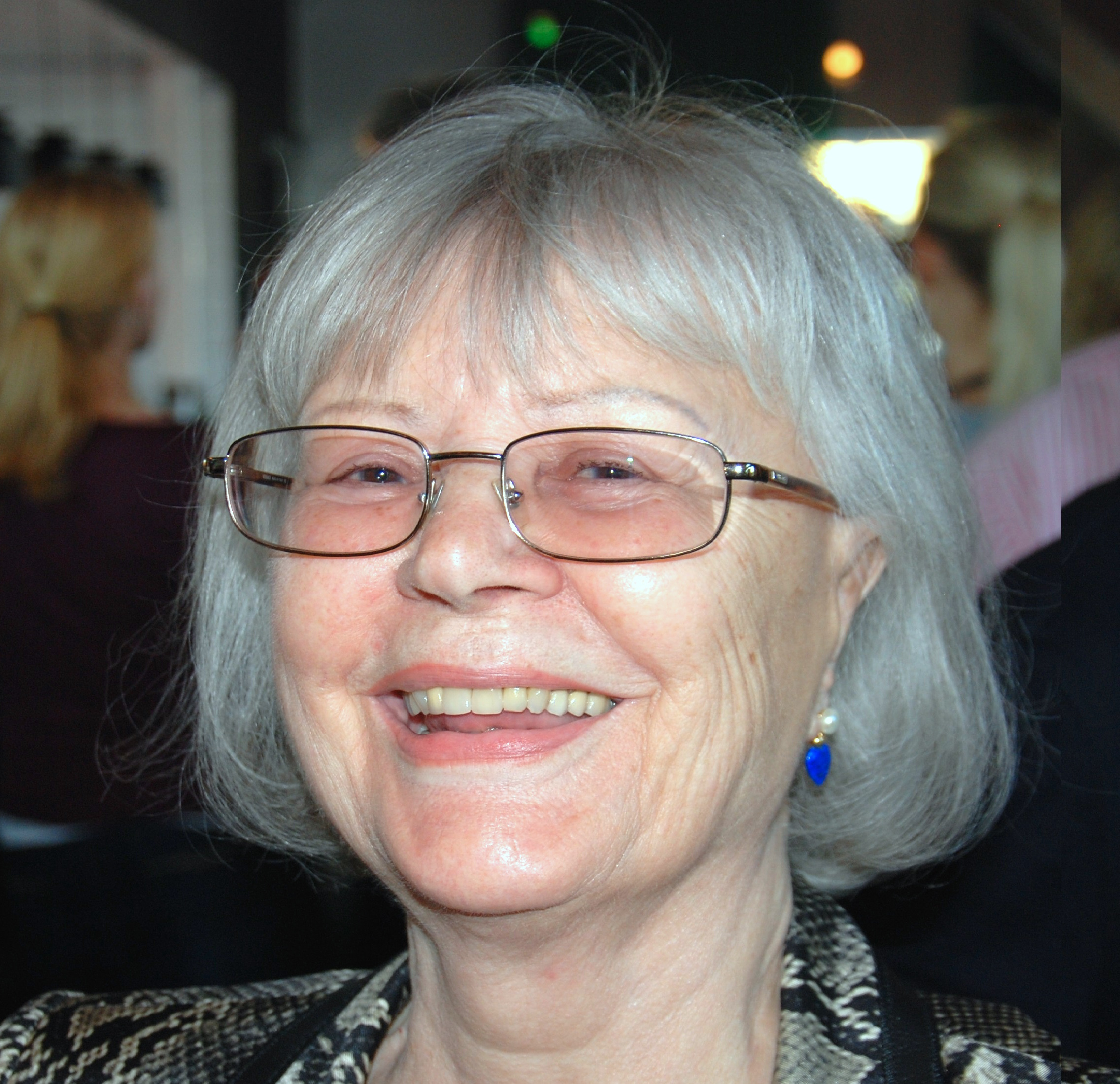
Harriet Andersson (* 1932)

- Andersson, Harry (1913–1996), schwedischer Fußballspieler
- Andersson, Hasse (* 1948), schwedischer Sänger und Songwriter
- Andersson, Henrik (* 1971), schwedischer Handballspieler
- Andersson, Henrik (* 1977), schwedischer Badmintonspieler
- Andersson, Hjalmar (1889–1971), schwedischer Langstreckenläufer
- Andersson, Ingela (* 1991), schwedische Biathletin
- Andersson, Ingemar (1928–1992), schwedischer Kanute
- Andersson, Isabellah (* 1980), schwedische Langstreckenläuferin kenianischer Herkunft
- Andersson, Isabelle (* 2000), schwedische Handballspielerin
- Andersson, Jan (* 1947), schwedischer Politiker (SAP), Mitglied des Riksdag, MdEP
- Andersson, Jan (* 1955), schwedischer Generalmajor
- Andersson, Jan T. (* 1947), schwedisch-deutscher Chemiker
- Andersson, Janne (* 1962), schwedischer Fußballspieler, Trainer der schwedischen Fußballnationalmannschaft
- Andersson, Jessica (* 1973), schwedische Sängerin
- Andersson, Joakim (* 1971), schwedischer Wasserspringer
- Andersson, Joakim (* 1977), schwedischer Badmintonspieler
- Andersson, Joakim (* 1989), schwedischer Eishockeyspieler
- Andersson, Johan (1820–1894), schwedischer Bischof
- Andersson, Johan (* 1983), schwedischer Handballspieler
- Andersson, Johan (* 1983), schwedischer Fußballspieler
- Andersson, Johan (Eishockeyspieler, März 1984) (* 1984), schwedischer Eishockeyspieler
- Andersson, Johan (Eishockeyspieler, Mai 1984) (* 1984), schwedischer Eishockeyspieler
- Andersson, Johan (* 1984), schwedischer Rollstuhltennisspieler
- Andersson, Johan (* 1987), schwedischer Eishockeyspieler
- Andersson, Johan Gunnar (1874–1960), schwedischer Archäologe, Paläontologe und Geologe
- Andersson, Jonas (* 1981), schwedischer Eishockeyspieler
- Andersson, Jonna (* 1993), schwedische FußballspielerinJonna Andersson (* 1993)

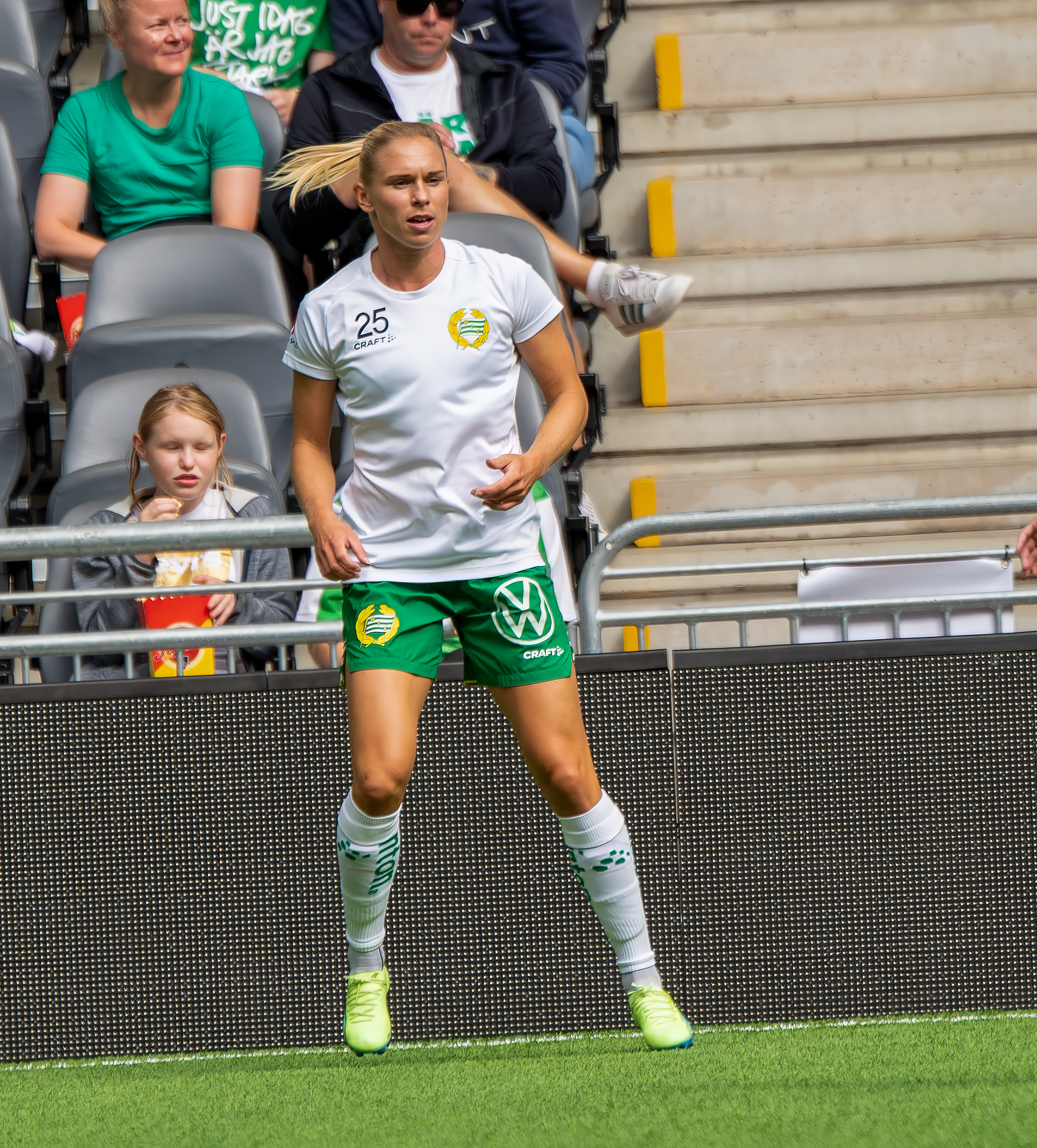
Jonna Andersson (* 1993)

- Andersson, Julie (* 1970), dänische Fußballspielerin
- Andersson, Karin (1918–2012), schwedische Politikerin, Mitglied des Riksdag
- Andersson, Karin Mamma (* 1962), schwedische Künstlerin
- Andersson, Karl Johan (1827–1867), schwedischer Abenteurer, Forschungsreisender, Händler, Herero-Führer und Schriftsteller
- Andersson, Karl-Ivar (* 1932), schwedischer Radrennfahrer
- Andersson, Kennet (* 1967), schwedischer Fußballspieler
- Andersson, Kent (1942–2006), schwedischer Motorradrennfahrer
- Andersson, Kent-Erik (* 1951), schwedischer Eishockeyspieler
- Andersson, Kent-Harry (* 1949), schwedischer Handballtrainer
- Andersson, Kim (* 1982), schwedischer Handballspieler
- Andersson, Kjell-Åke (* 1949), schwedischer Filmregisseur, Drehbuchautor und Kameramann
- Andersson, Krister (* 1967), schwedischer Skispringer und Skilangläufer
- Andersson, Kristina (* 1965), schwedische Skirennläuferin
- Andersson, Kurt (* 1939), schwedischer Fußballspieler
- Andersson, Lars (* 1954), schwedischer Schriftsteller und Übersetzer
- Andersson, Lars (* 1988), schwedischer Straßenradrennfahrer
- Andersson, Lars Gabriel (1868–1951), schwedischer Lehrer und Herpetologe
- Andersson, Lasse Bredekjær (* 1994), dänischer HandballspielerLasse Bredekjær Andersson (* 1994)

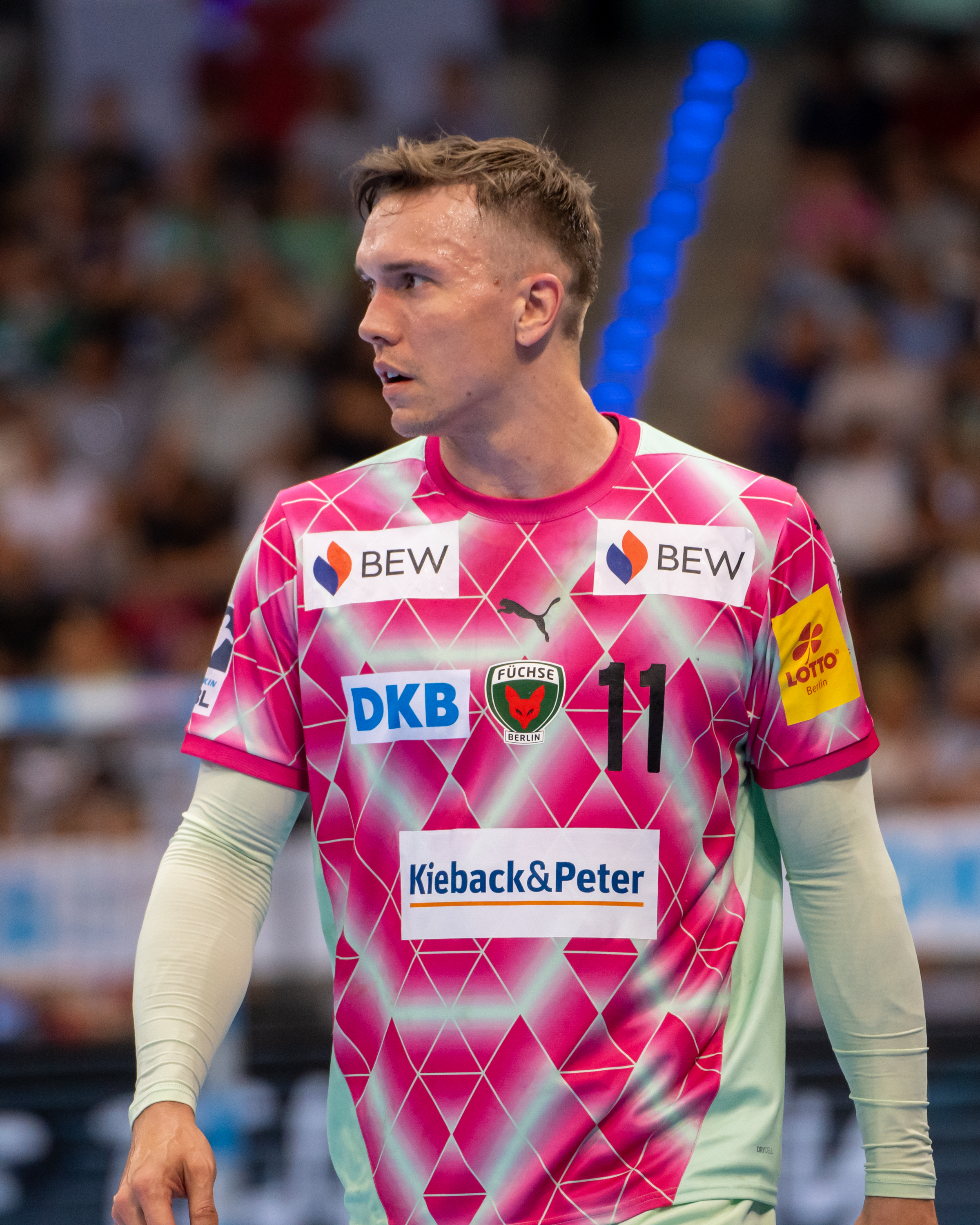
Lasse Bredekjær Andersson (* 1994)

- Andersson, Leif (* 1949), schwedischer Ringer
- Andersson, Leif (* 1954), schwedischer Genetiker
- Andersson, Leif (* 1961), schwedischer Biathlet
- Andersson, Leif (* 1963), deutscher Volleyballspieler
- Andersson, Leif Erland (1943–1979), schwedischer Astronom
- Andersson, Lena (* 1952), schwedische Tischtennisspielerin und -trainerin
- Andersson, Lena (* 1970), schwedische Schriftstellerin und Journalistin
- Andersson, Lennart (1914–1997), schwedischer Dreispringer
- Andersson, Li (* 1987), finnische Politikerin (Linksbündnis)
- Andersson, Lias (* 1998), schwedischer Eishockeyspieler
- Andersson, Likit (* 1973), thailändisch-schwedischer Eishockeyspieler und -trainer
- Andersson, Lina (* 1981), schwedische Skilangläuferin
- Andersson, Lisa (* 1997), schwedische Freestyle-Skisportlerin
- Andersson, Lotta, schwedische Badmintonspielerin
- Andersson, Magdalena (* 1967), schwedische PolitikerinMagdalena Andersson (* 1967)

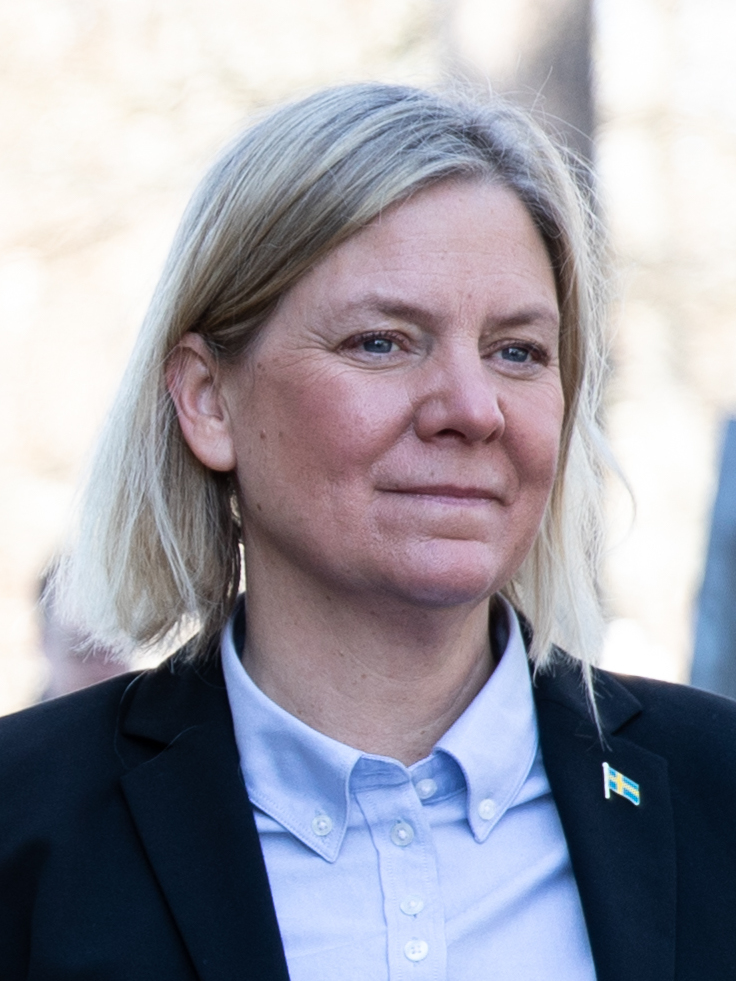
Magdalena Andersson (* 1967)

- Andersson, Magnus (* 1958), schwedischer Fußballspieler
- Andersson, Magnus (* 1966), schwedischer Handballspieler und -trainer
- Andersson, Magnus (* 1981), schwedischer Fußballspieler
- Andersson, Magnus F. (* 1953), schwedischer Komponist und Posaunist
- Andersson, Malin (* 1973), schwedische Fußballspielerin und -trainerin
- Andersson, Marthe († 2003), schwedischer Orientierungsläufer
- Andersson, Martin (* 1981), schwedischer Fußballspieler
- Andersson, Martin (* 1982), schwedischer Fußballspieler
- Andersson, Mattias (* 1978), schwedischer Handballspieler
- Andersson, Mattias (* 1998), schwedischer Fußballspieler
- Andersson, Matts (* 1975), schwedischer Fußballspieler
- Andersson, Max (* 1962), schwedischer Comiczeichner, zeichnet aber auch verantwortlich für mehrere Kurzfilme
- Andersson, Max (* 1973), schwedischer Politiker, MdEP
- Andersson, Michael (* 1959), schwedischer Fußballspieler
- Andersson, Michael (* 1967), schwedischer Radrennfahrer
- Andersson, Mikael (* 1959), schwedischer Eishockeyspieler
- Andersson, Mikael (* 1966), schwedischer Eishockeyspieler und -scout
- Andersson, Nicke (* 1972), schwedischer Schlagzeuger, Gitarrist, Sänger, Songwriter und MusikproduzentNicke Andersson (* 1972)
- Andersson, Niklas (* 1971), schwedischer Eishockeyspieler und -scout
- Andersson, Nils (1887–1947), schwedischer Fußballspieler
- Andersson, Nils (1889–1973), schwedischer Schwimmer
- Andersson, Nils (* 1909), schwedischer Radrennfahrer
- Andersson, Nils (* 1941), schwedischer Fußballspieler und -trainer
- Andersson, Nils Johan (1821–1880), schwedischer Botaniker
- Andersson, Nils Mattias (1882–1974), schwedisch-samischer Rentierhalter und Joiker
- Andersson, Ola (* 1966), schwedischer Fußballspieler
- Andersson, Olle (1895–1974), schwedischer Tennisspieler
- Andersson, Oskar (1877–1906), schwedischer Comiczeichner
- Andersson, Otto (1910–1977), schwedischer Fußballspieler
- Andersson, Ove (1916–1983), schwedischer Fußballspieler
- Andersson, Ove (1938–2008), schwedischer Rallyepilot sowie Rallye- und Formel-1-Teamchef von Toyota
- Andersson, Patrik (* 1971), schwedischer FußballspielerPatrik Andersson (* 1971)

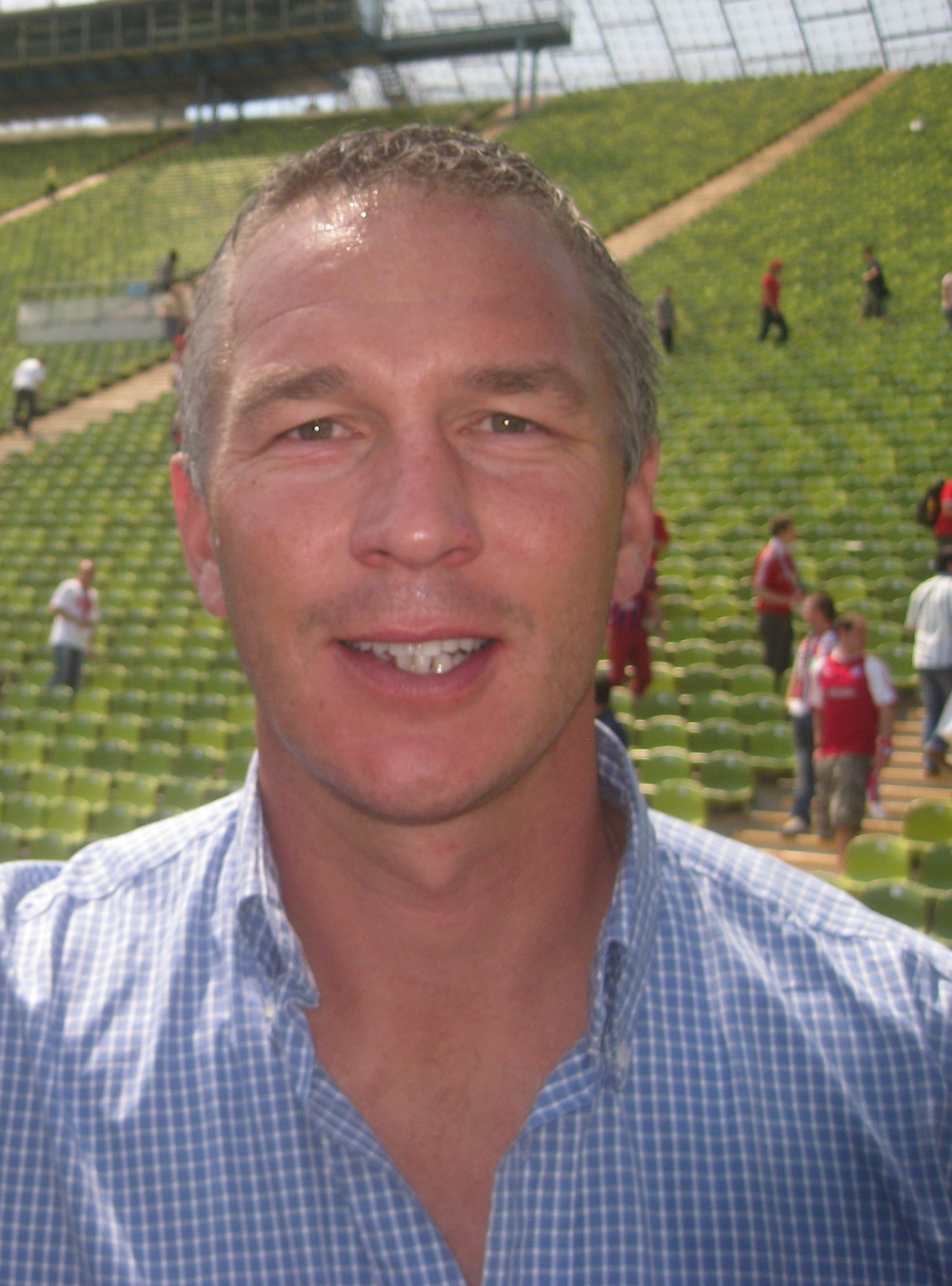
Patrik Andersson (* 1971)

- Andersson, Per J. (* 1962), schwedischer Buchautor und Journalist
- Andersson, Per-Gunnar (* 1957), schwedischer Rennfahrer
- Andersson, Per-Gunnar (* 1980), schwedischer Rallyefahrer
- Andersson, Pernilla (* 1974), schwedische Singer-Songwriterin, Pianistin und Produzentin
- Andersson, Peter (* 1962), schwedischer Eishockeyspieler und -trainer
- Andersson, Peter (* 1965), schwedischer Eishockeyspieler, -trainer und -funktionär
- Andersson, Peter (* 1991), schwedischer Eishockeyspieler
- Andersson, Petter (* 1985), schwedischer Fußballspieler
- Andersson, Ramon (* 1963), australischer Kanute
- Andersson, Rasmus (* 1996), schwedischer Eishockeyspieler
- Andersson, Richard (1851–1918), schwedischer Komponist, Pianist und Musikpädagoge
- Andersson, Richard (* 1982), dänischer Jazzmusiker (Bass)
- Andersson, Rikke Louise (* 1972), dänische Schauspielerin
- Andersson, Robert (1886–1972), schwedischer Schwimmer, Turmspringer und Wasserballspieler
- Andersson, Robert (* 1969), schwedischer Handballspieler und Handballtrainer
- Andersson, Robert (* 1971), schwedischer Fußballspieler
- Andersson, Robin (* 1988), schwedischer Handballspieler
- Andersson, Roland (* 1950), schwedischer Fußballspieler und -trainer
- Andersson, Rolf (1942–2023), schwedischer Fußballspieler
- Andersson, Roy (* 1943), schwedischer Arthouse-RegisseurRoy Andersson (* 1943)

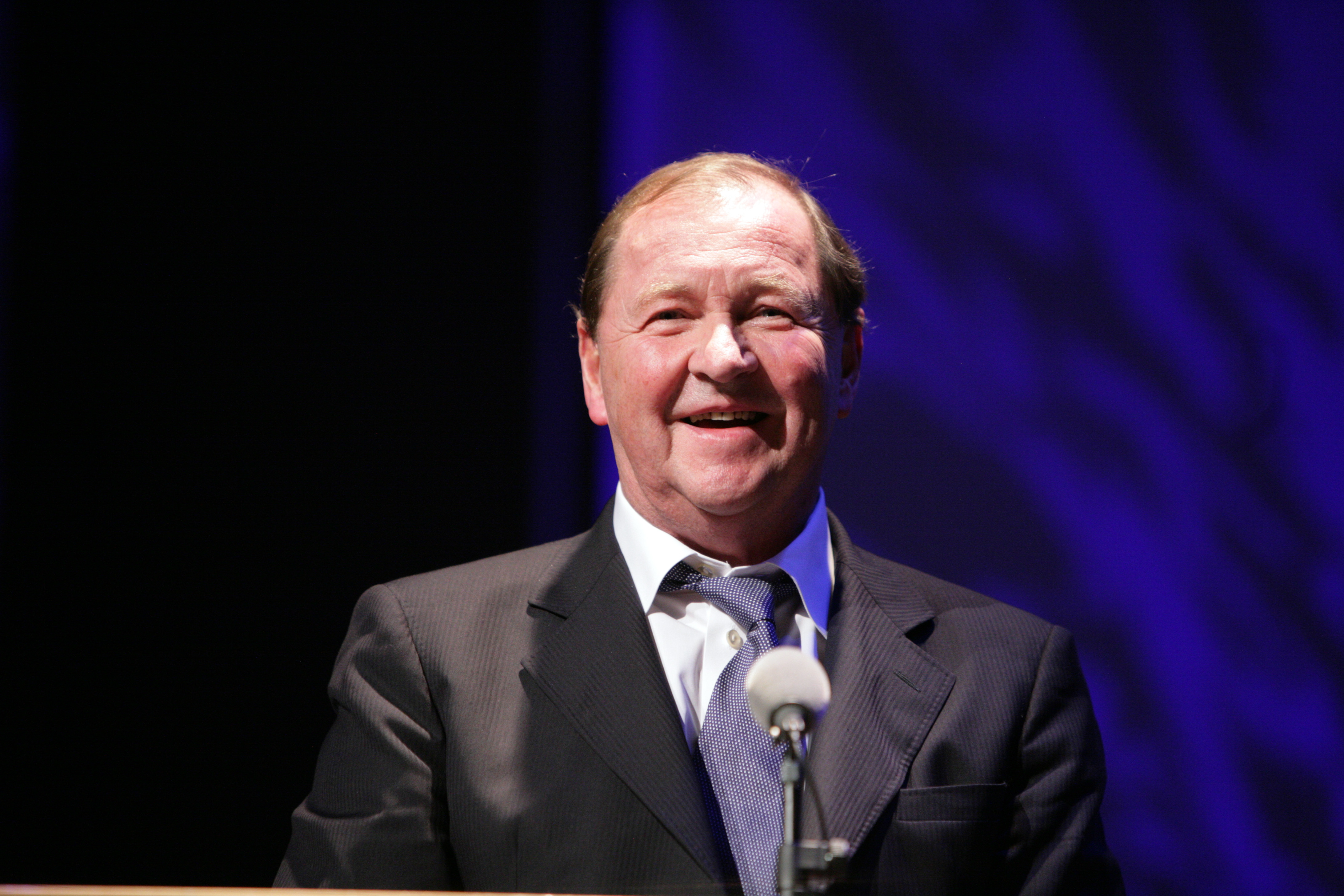
Roy Andersson (* 1943)

- Andersson, Roy (* 1949), schwedischer Fußballspieler
- Andersson, Saga (* 2000), finnische Stabhochspringerin
- Andersson, Sara (* 2003), schwedische Biathletin
- Andersson, Sebastian (* 1991), schwedischer FußballspielerSebastian Andersson (* 1991)

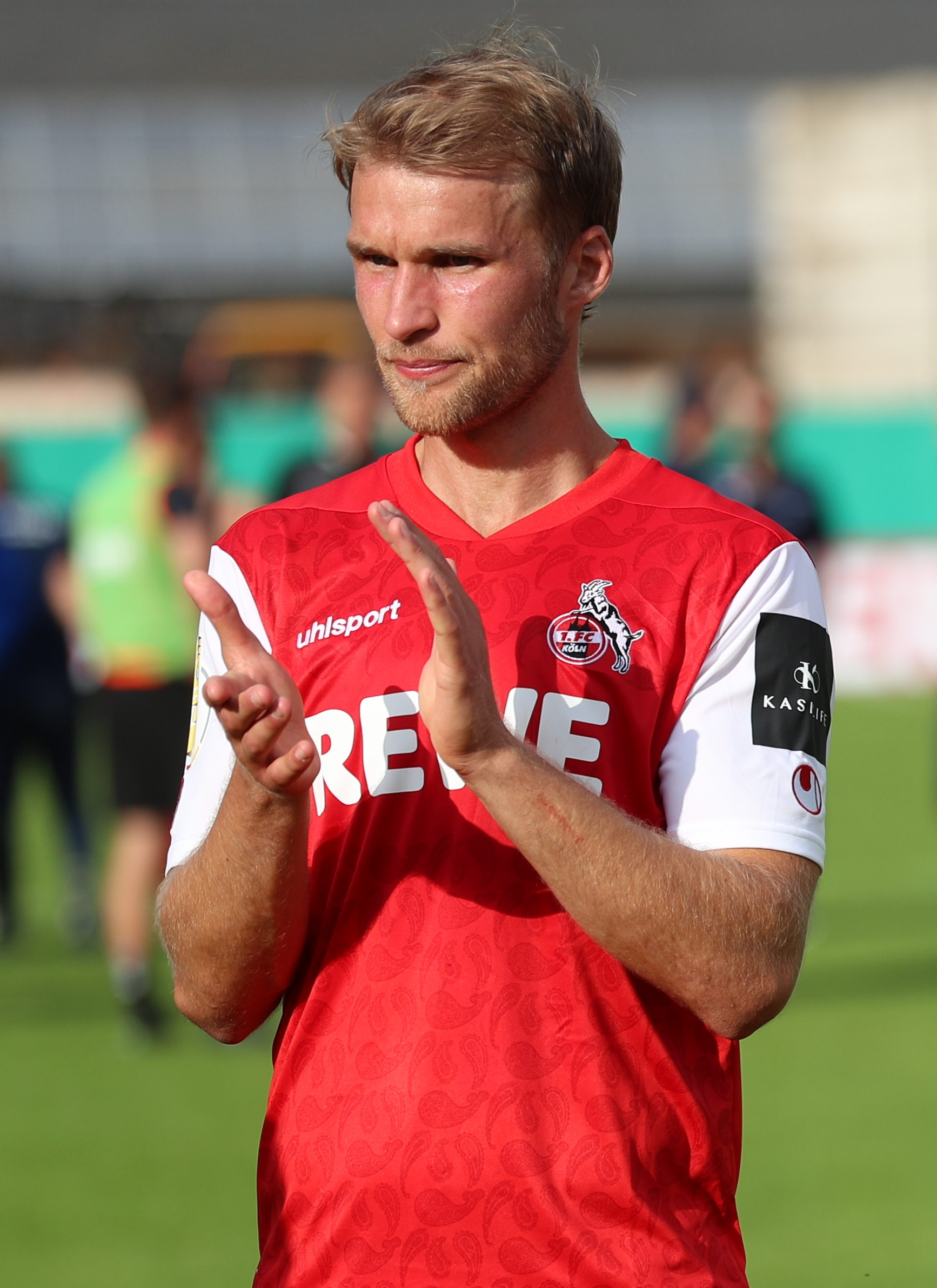
Sebastian Andersson (* 1991)

- Andersson, Sigurd (1902–1990), schwedischer Fußballspieler
- Andersson, Sigurd (1926–2009), schwedischer Skilangläufer
- Andersson, Simon (* 1991), schwedischer Skilangläufer
- Andersson, Sten (1923–2006), schwedischer Politiker, Mitglied des Riksdag, Außenminister
- Andersson, Stig (* 1910), schwedischer Ringer
- Andersson, Stig (1924–2015), schwedischer Radrennfahrer
- Andersson, Stig (* 1931), schwedischer Biathlet
- Andersson, Sture (* 1949), schwedischer Eishockeyspieler
- Andersson, Sune (1921–2002), schwedischer Fußballspieler und -trainer
- Andersson, Susanna (* 1977), schwedische Opernsängerin (Sopran)
- Andersson, Sven (1838–1893), schwedischer Landschaftsmaler und Zeichner
- Andersson, Sven (1907–1981), schwedischer Fußballspieler und -trainer
- Andersson, Sven (1910–1987), schwedischer Sozialdemokrat, Mitglied des Riksdag und Minister
- Andersson, Sven (* 1963), schwedischer Fußballtorhüter
- Andersson, Theodor (1889–1932), schwedischer Fußballspieler
- Andersson, Theodore M. (* 1934), US-amerikanischer Mediävist
- Andersson, Thomas (* 1956), schwedischer Fußballspieler
- Andersson, Thommy (* 1973), schwedischer Jazzmusiker (Kontrabass, Komposition)
- Andersson, Thorsten (1929–2018), schwedischer germanistischer und skandinavistischer Mediävist, Linguist und Namenforscher
- Andersson, Thure (1907–1976), schwedischer Ringer
- Andersson, Tracey (* 1984), schwedische Hammerwerferin
- Andersson, Ulf (1940–2023), schwedischer Jazzmusiker (Saxophon, Flöte, Klarinette, Komposition)
- Andersson, Ulf (* 1951), schwedischer Schachspieler
- Andersson, Viktor (* 1992), schwedischer Freestyle-Skisportler
- Andersson, Vilhelm (1891–1933), schwedischer Schwimmer und Wasserballspieler
- Andersson, Volger (1896–1969), schwedischer Skilangläufer
- Andersson-Tvilling, Hans (* 1928), schwedischer Eishockeyspieler
- Andersson-Tvilling, Stig (1928–1989), schwedischer Eishockeyspieler

### Andersz
- Anderszewski, Piotr (* 1969), polnischer PianistPiotr Anderszewski (* 1969)

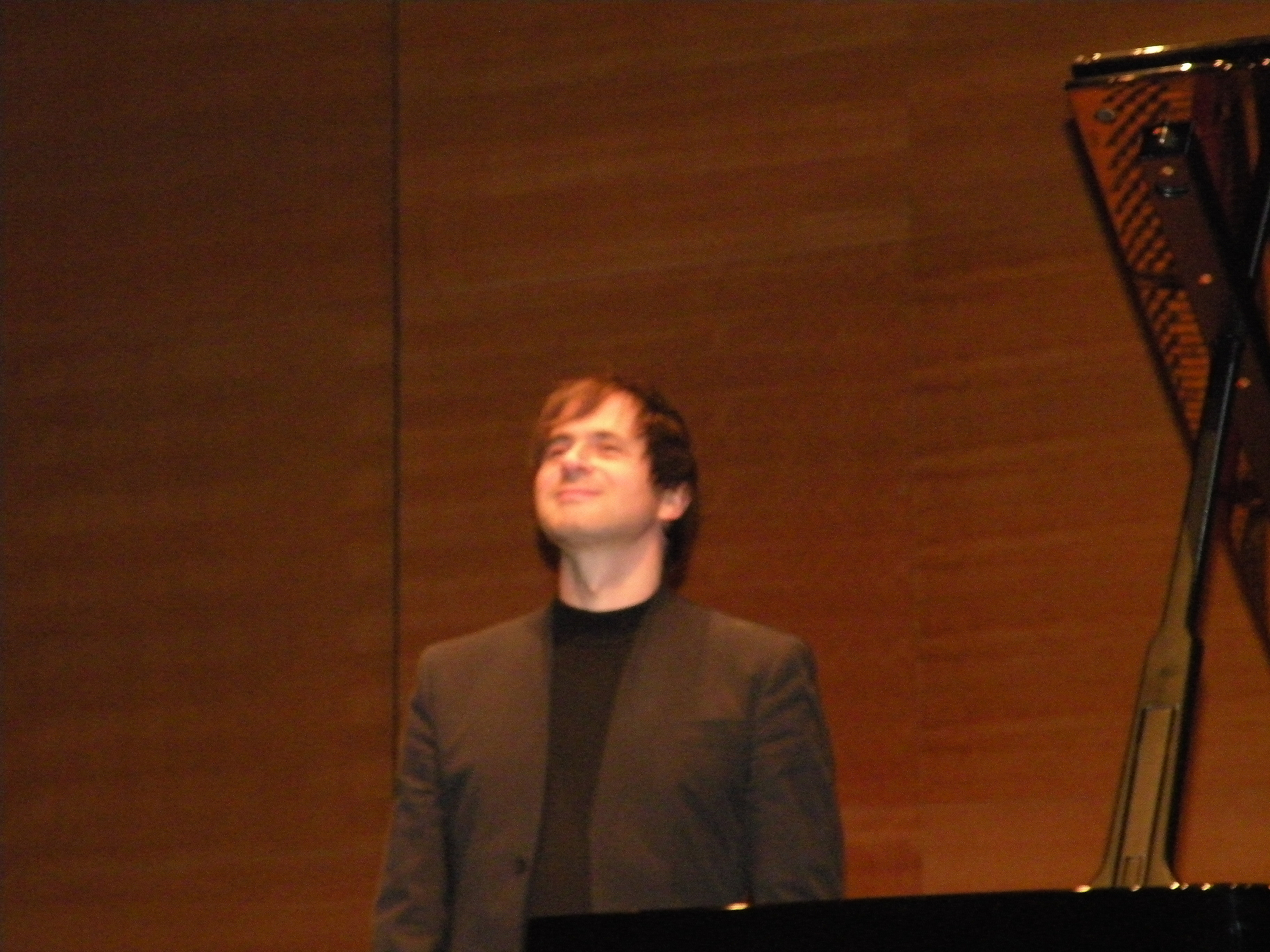
Piotr Anderszewski (* 1969)